# Muntele Olimp
Olimp (în greacă Όλυμπος, transliterat: Ólympos), este un munte din masivul omonim, situat în apropierea Golfului Salonic din Marea Egee, la granița dintre regiunile Tesalia și Macedonia, la aproximativ 80 de kilometri sud-vest de Salonic. Vârful său principal, Mytikas (în greacă Μύτικας, transliterat: Mýtikas, în traducere „Nasul”, 2.918 m), reprezintă punctul de maximă altitudine din Grecia. Luând în considerare proeminența sa topografică, de 2.354 metri față de colul Ene din Ayiófillos (564 m), Mytikas este unul dintre cele mai înalte vârfuri din Europa. În total, pe muntele Olimp se găsesc 52 de vârfuri:3. Muntele Olimp este al doilea cel mai înalt munte din Peninsula Balcanică, primul fiind Musala din Bulgaria, mai înalt cu aproximativ 7 metri, și cel mai înalt vârf din Europa dintre Alpi și Caucaz.
În mitologia greacă, vârful Mytikas reprezenta sălașul zeilor. Muntele este caracterizat de o biodiversitate excepțională și o floră bogată, cu 23 de specii endemice locale. Încă din anul 1938, zona muntelui a fost declarată parc național, primul din Grecia, zona fiind, de asemenea, inclusă în Programul Omul și Biosfera (Man and the Biosphere Programme) al UNESCO în 1981. De asemenea, Ministerul Culturii din Grecia a declarat muntele Olimp ca sit arheologic și istoric datorită numeroaselor monumente aflate pe teritoriul său.

## Toponimie
Originea numelui este încă un subiect de dezbatere, deoarece există mai multe variante etimologice posibile, dar lingviștii sunt de acord asupra originii indo-europene în greaca veche:352:
- termenii „ollumi” („a distruge”), „oloos” („distructiv”, „dezastruos”) sau „oulē” („tăiat”, „tăietură”) ar putea fi legați de prefixul olu- care înseamnă „a tăia”, „a reteza”, „a tunde”, „a rade”, „a separa”. În ceea ce privește sufixul -mpos, acesta este atestat în mai multe limbi indo-europene în adjective indicând o situație, o poziție sau o orientare. Se pare că „Olumpos” ar fi putut însemna „situat într-o poziție de separare” sau „tăierea pasajului”. Întrucât Olimpul era aproape inaccesibil, acest munte a fost mult timp considerat de antici ca fiind o graniță care separa Tesalia de Macedonia sau Grecia Antică de restul continentului european situat mai la nord,
- o altă ipoteză este că „Oulumpos” (așa cum se găsește în scrierile lui Homer) ar fi alcătuit din rădăcinile *wel-, „a se roti”, „a se înfășura” [de exemplu, în germană Wolke („nor”), în franceză Valse („vals”)...] și *ombh- („lucru rotund”, „vârf”, de exemplu latinescul „umbo” care desemnează partea convexă a unui scut). În acest caz, termenul Olympos ar desemna un „munte ai cărui nori se înfășoară în jurul vârfului”. Cuvântul s-ar baza în acest caz pe rădăcinile protoindo-europene *wol-*omb.
- o altă teorie sugerează că numele este compus din „ou lyma (οὐ λύμα)” și „pous (πούς)” însemnând „picior curat”, conform descrierii Pământului făcută de Hesiod, ca un fel de suport al cerurilor, din care se ridică „Zeii binecuvântați”[15]:171–172. Potrivit lui Robert S.P. Beekes, cuvântul este de origine proto-greacă, însemnând probabil „munte”[13][16]. Cuvântul este, de asemenea, probabil înrudit cu cuvântul grec micenean 𐀄𐀬𐀠𐀊𐀍 (u-ru-pi-ja-jo) care este, cel mai probabil, un termen folosit pentru a descrie persoane sau, eventual, un grup etnic[17]. În greaca homerică (Odiseea 6.42), apare varianta Οὔλυμπος Oulumpos, descrisă ca sălaș al zeilor (dar neidentificată cu vreun vârf anume). Homer (Iliada 5.754, Odiseea 20.103) pare să folosească, de asemenea, οὔλυμπος ca substantiv comun, ca sinonim pentru οὐρανός ouranos „cer”.

Muntele Olimp a fost cunoscut istoric și sub numele de „Muntele Belus”:1.241, după Iliada 1.591, unde sălașul zeilor este denumit βηλὸς θεσπέσiος „pragul ceresc”.
În epoca otomană, turcii numeau muntele „Semvatevi” sau „loc primitor”.

## Mitologie

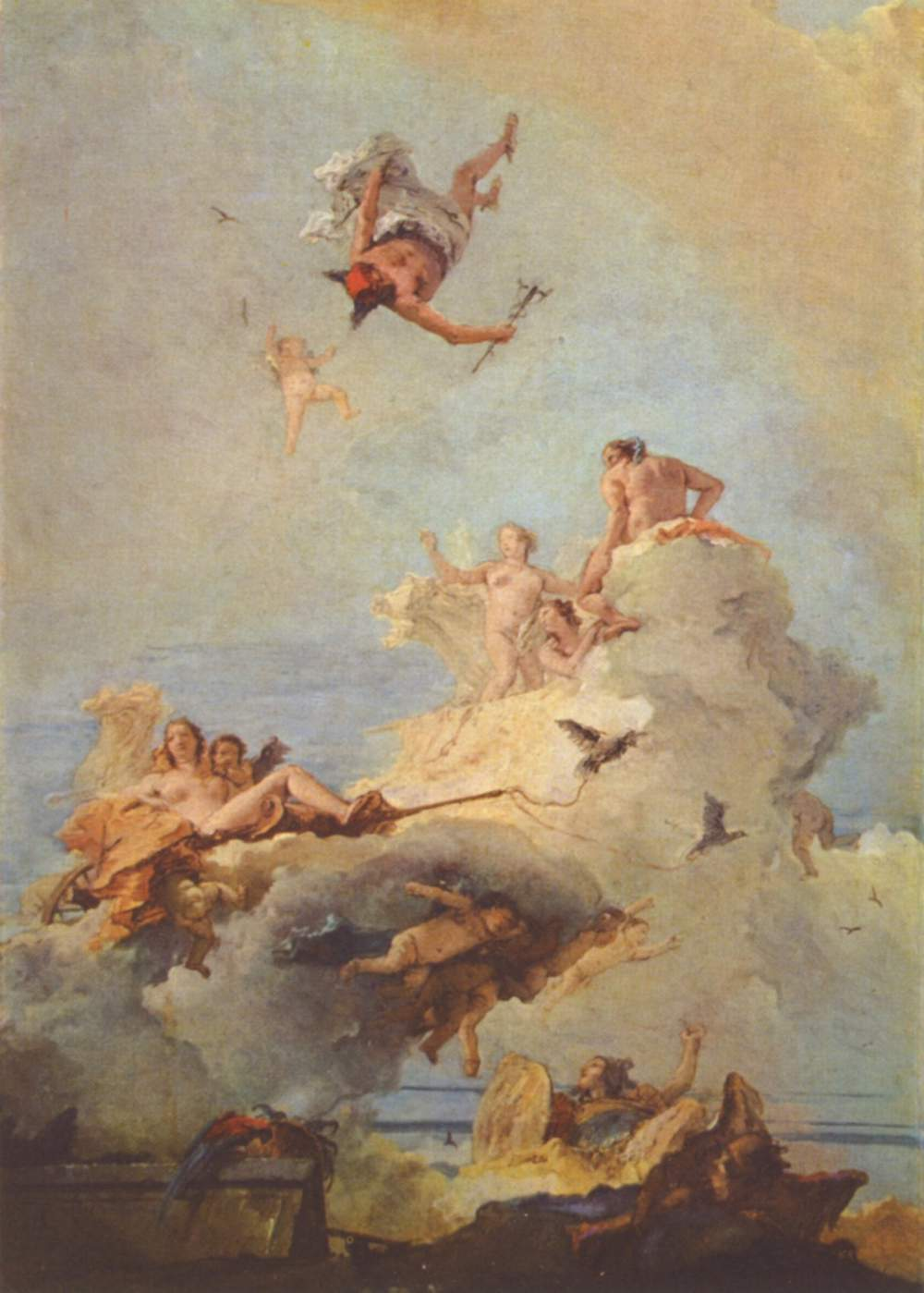
Olimp, de Giovanni Battista Tiepolo (mijlocul secolului al XVIII-lea)

În religia și mitologia greacă, termenul „Olimp” semnifica sălașul celor doisprezece zei olimpieni:516. Acesta era definit ca un vârf de munte înalt, iar în toate regiunile locuite de comunități grecești, cea mai înaltă înălțime locală tindea să fie numită astfel, printre numeroasele vârfuri numite în antichitate Olumpos se numără cele din Misia (Mýsios Ólympos), Laconia (Lýkaio), Licia (Tahtalı Dağı), Cipru (Chionistra), Atica (Olympos Attiki), Evia (Ólympos Evvoías) și altele. Olimpul Tesalian este cel mai înalt vârf din orice teritoriu locuit de greci și a ajuns să fie văzut drept reprezentantul „pan-elenic” al reședinței mitologice a zeilor, cel puțin în secolul al V-lea î.Hr., Herodot (1.56) identificând Olimpul cu vârful din Tesalia.
În Pieria, la poalele nordice ale Olimpului, tradiția mitologică le plasase pe cele nouă muze, matroane ale artelor plastice, fiicele lui Zeus și ale Mnemozinei.
Cum vârful său rămâne aproape permanent ascuns privirilor, fie că este învelit de nori, fie că strălucește când cerul se limpezește, din cauza zăpezii, Olimpul a fost perceput de antici ca o grădină secretă, lăcașul zeilor care își petreceau timpul sărbătorind (mâncărurile și băuturile lor preferate fiind ambrozia care i-a făcut nemuritori, și faimosul nectar), contemplând omenirea și intervenind în destinele muritorilor. Homer descrie locul drept ideal, fiind liniștit, izolat de vremea rea, cum ar fi ploaia, zăpada sau vântul, unde zeii puteau trăi într-o fericire absolută. Ei și-au stabilit reședința acolo după ce i-au înlăturat pe Titani, Ophioni și Typhoni. Potrivit poetului grec Homer, raiul era situat pe vârful Olimpului, cel mai înalt munte din Grecia și casa logică pentru un zeu al vremii precum Zeus, zeu al cerului, al fulgerelor și tunetului.
Primei generații de Olimpieni, Zeus (în greacă veche Ζεύς, în greacă Διός, Dios sau Dion), Poseidon, Demeter, Hestia și Hera, li s-a adăugat alți zei din generația următoare care descind din Zeus (cu excepția Afroditei), în special prin uniuni extraconjugale (Apollo, Artemis, Atena, Ares, Hefaistos, Hermes). Deși conform tradiției au fost doisprezece zei, din acest grup aflat sub controlul lui Zeus au făcut parte paisprezece zei, celor doisprezece adăugându-li-se Hades și Dionis. Aceste variații sunt explicate spre exemplu prin faptul că Hades nu a putut rămâne pe Olimp întrucât domnea peste lumea subterană a Iadului. Cei doisprezece zei trăiau în cheile – sau „cutele Olimpului”, după cum le numește Homer – unde erau situate palatele lor. Panteonul (vârful Mytikas) era punctul lor de întâlnire, iar Tronul lui Zeus (vârful Stefani din prezent) era reședința liderului olimpian. În cea de-a zecea carte a Eneidei (Verg. A. 10.1), Vergiliu descrie o adunare divină pe muntele Olimp: „Între timp, Olimpul, cetatea stăpânirii suverane, și-a deschis larg porțile, iar în conclavul Judecății, Tatăl Zeilor și Regele întregii omeniri i-a chemat pe nemuritori la curtea-i înstelată, de unde, de pe înaltu-i tron, el vede tot pământul”.
Olimpul, „cuibul zeilor”, nu trebuie confundat cu sanctuarul din Olympia (în greacă Ολυμπία, transliterat: Olympía), situat în Peloponez.

## Geografie

Vedere 3D a muntelui Olimp

Olimp, cel mai înalt munte din Grecia, este un munte cu aspect masiv, care se ridică abrupt în mai multe locuri, mărginit de văi adânci și dens împădurit în partea sa inferioară. Vârful său vast stâncos este acoperit de zăpadă cea mai mare parte a anului. Este situat la granița de sud-vest a regiunilor grecești Macedonia și Tesalia, delimitând teritoriile prefecturilor Pieria și Larissa. Efectele combinate ale forțelor adesea violente ale naturii, ploaia și vântul, au modelat forma actuală a muntelui, care se ridică la aproape 3.000 de metri altitudine.
Poalele muntelui se extind aproape circular pe o circumferință de aproximativ 80 de kilometri, cu un diametru mediu de 26 de kilometri și o suprafață de circa 500 de kilometri pătrați. Spre nord-vest, se găsește satul aromân Vlacho Kokkinopilos (în greacă Κοκκινοπηλός) și valea pârâului Makryrema (în greacă Μακρύρεμα), spre nord și nord-est se întâlnesc satele Petra (în greacă Πέτρα), Vronto (în greacă Βροντού) și Dion (în greacă Δίον), spre est se află orașul Litochoro (în greacă Λιτόχωρο), la capătul văii râului Enipea (Vythos). Pe partea de sud-est, valea Ziliana (în greacă Ζηλιάνα) separă muntele de orașul Kato Olympos, în timp ce spre sud se află satul Sykaminea (în greacă Συκαμινέα). Spre sud-vest și vest, se găsesc Mănăstirea Sfânta Treime (în greacă Μονή Αγίας Τριάδος, transliterat: Moní Agías Triádos) din Sparmos și satul Pythio (în greacă Πύθιο). La poalele muntelui Olimp se întinde Xirokambi (în greacă Ξηροκάμπι), o zonă cu vegetație joasă și microfaună, iar mai la est câmpia fertilă Dion (în greacă Δίου), care este străbătută de apele de suprafață (peste o sută de torenți și pâraie, unele intermitente altele perene:3) izvorâte din muntele Olimp, înainte de a ajunge în Golful Salonic (în greacă Θερμαϊκός κόλπος). Muntele este situat la aproximativ 18 kilometri de plaja din Litochoro.

### Geologie

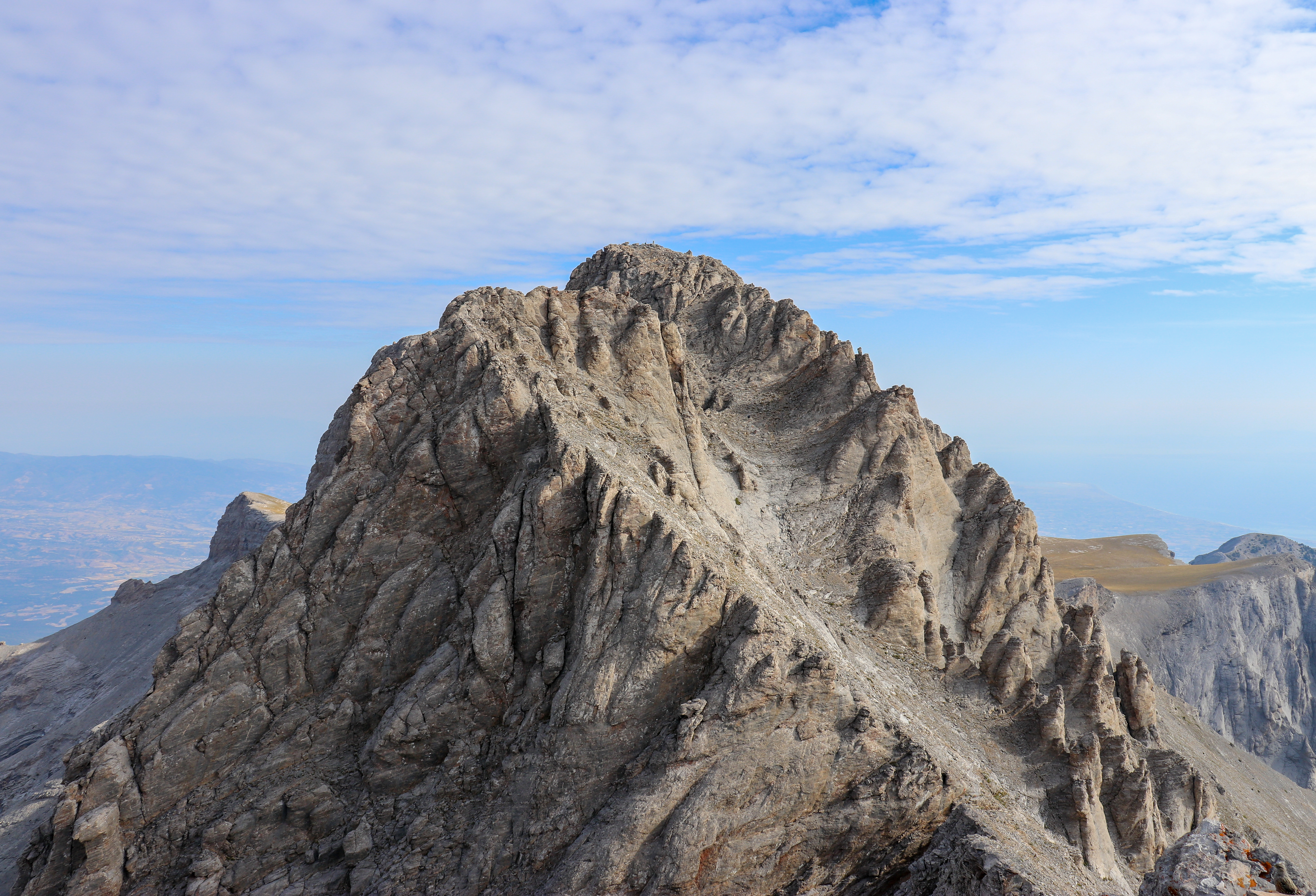
Mytikas, vârful principal al muntelui Olimp

Olimp este un munte masiv, relativ redus ca suprafață (600 de kilometri pătrați), dar stâncos și cu numeroase vârfuri (52 în total:3), cu o formă aproape circulară. Este un munte relativ tânăr, din moment ce vârsta principalelor sale roci este estimată sub 200 de milioane de ani, când cea mai mare parte a Greciei (și a Mediteranei) se afla pe fundul unei mări de mică adâncime, unde erau depozitate principalele materiale, dintre care mai târziu s-au format rocile de astăzi. Diversele evenimente geologice care au urmat au făcut ca întreaga zonă să se ridice.
Masivul Olimp, așa cum este cunoscut astăzi, a început probabil să se formeze în timpul eocenului (în urmă cu 35-55 de milioane de ani), când straturile de roci cristaline și marine au fost împinse peste straturile de calcar. Straturile de calcar sunt de vârstă mezozoică sau cenozoică. Rocile de răsturnare constau din roci granitice, metamorfice și ofiolitice. Rocile ofiolitice, care abundă în regiunea muntelui Olimp sunt de vârstă jurasică:8. Rocile metamorfice includ șisturi albastre, rare la nivel global și care tind să se formeze în condiții de temperatură relativ scăzută și presiune ridicată. Acestea necesită ca roci de suprafață sau aproape de suprafață să fie transportate la o adâncime de aproximativ 15-30 de kilometri:8,9. Prin urmare, geologia de bază a regiunii Olimp constă în șisturi și gneiss din perioada pangeeană, litosfera jurasică este formată din roci ofiolitice din sistemul oceanului Tethys, șisturile albastre de proveniență ofiolitică și de altă origine geologică care au fost metamorfozate la presiune ridicată și temperatură scăzută. Rocile carbonatice, formate din materie organică, datează din triasic până în eocenul timpuriu:6-9.
În pleistocen, muntele Olimp a cunoscut perioade de glaciație semnificative, începând înainte de anul 200.000 î.Hr., care au dus la formarea platourilor și văilor glaciare:810. Pe lângă faptul că a sculptat văi largi, glaciația a lăsat în urmă și straturi de firn, sau amestecuri de gheață și sedimente care nu curg ca ghețarii:5. Tot în această etapă s-au format crestele și vârfurile muntelui. Cel mai recent maxim glaciar a avut loc acum aproximativ 21.000 de ani, cu activitate până acum aproximativ 11.500 de ani, cel puțin 44 de circuri glaciare fiind documentate la altitudini de peste 2.200 de metri, indicând un mediu glaciar dinamic:4,5. Prin urmare, ultima glaciațiune în regiunea muntelui Olimp a avut loc în jurul anului 9.500 î.Hr. După aceasta, se pare că a devenit prea cald pentru ca în zonă să aibă loc alte glaciațiuni. Geomorfologia glaciară de pe Muntele Olimp reprezintă fosilele unui regim climatic anterior. Odată cu creșterea temperaturii care a urmat, gheața s-a topit iar torenții care s-au creat au transportat cantități mari de bucăți de rocă în zonele mai joase, formând acumulările aluvionare care s-au extins pe întreaga zonă de la poalele muntelui până la mare. În prezent nu mai există ghețari activi pe Olimp, dar mai multe straturi de firn (depozite de zăpadă-gheață care nu se topesc vara) încă se mai găsesc în fisurile adânci și defileele abrupte de pe munte:5. Muzeul Geologic al Muntelui Olimp (în greacă Μουσείο Γεωλογικής Ιστορίας Ολύμπου, transliterat: Mouseio Geologikis Istorias Olympou), situat în Leptokarya, oferă informații detaliate despre structura geologică a muntelui.

### Morfologie
Trecutul geologic complicat al regiunii este evidențiat de morfologia Olimpului și a zonei adiacente. Caracteristicile includ defileuri adânci și numeroase vârfuri netede, multe dintre ele la altitudini de peste 2.000 de metri, precum Aghios Antonios (în greacă Άγιος Αντώνιος, 2.815 m), Kalogeros (în greacă Καλόγερος, 2.700 m ), Toumpa (în greacă Τούμπα, 2.801 m) și Profitis Ilias (în greacă Προφήτης Ηλίας, 2.803 m). Cu toate acestea, vârfurile centrale sunt aproape verticale, stâncoase. Peste orașul Litochoro, la orizont, relieful muntelui afișează un aparent „V”, între două vârfuri de înălțime aproape egală. Vârful din partea stângă este vârful numit Mytikas (sau Pantheon), punctul situat la cea mai mare altitudine din Grecia:62. Apoi, în dreapta se găsește Stefani (în greacă Στεφάνι) sau Thronos Dios (în greacă Θρόνος Διός, „Tronul lui Zeus”, 2.909,94 m), cel mai impresionant și abrupt vârf din Grecia, cu versantul său care se înalță aproape vertical 200 de metri. Mai la sud, Skolio (în greacă Σκολιό), al doilea cel mai înalt vârf (2.911 m) completează un arc de aproximativ 200 de grade, cu pante abrupte care formează pe latura de vest, ca un zid, o cavitate abruptă impresionantă, în formă de amfiteatru, de 700 de metri în adâncime și 1.000 de metri în circumferință, denumită Megala Kazania (în greacă Μεγάλα Καζάνια), cel mai mare circ glaciar de pe Muntele Olimp:816.

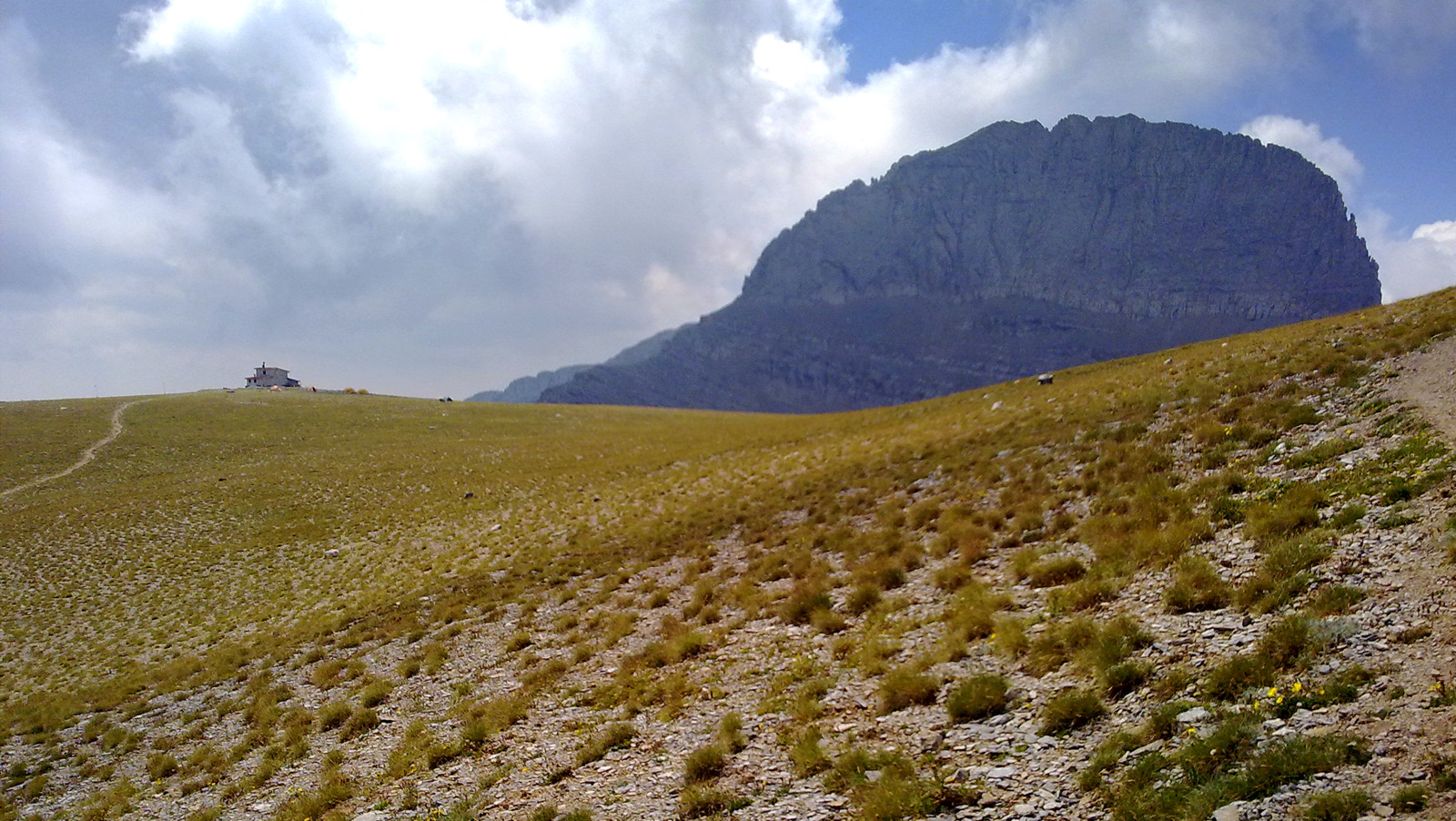
Platoul Muzelor și vârful Stefani („Tronul lui Zeus”)

Pe latura de nord, la poalele vârfului Profitis Ilias, se intinde Platoul Muzelor {în greacă Οροπέδιο των Μουσών, la 2.550 m altitudine, în timp ce mai spre sud, aproape în centrul masivului, se găsește întinsa pajiște alpină Bara (în greacă Μπάρας), la o altitudine de 2.350 de metri. Pe munte se întâlnesc numeroase ravene și viroage, printre care Mavrologos-Enipeas (în greacă Μαυρόλογγου-Ενιπέα, 14 km) și Mavratzas-Sparmos (în greacă Μαυρατζά-Σπαρμού, 13 km) de lângă Bara, care despart masivul în două părți. La poalele sudice, marele defileu Ziliana (în greacă Ζιλιάνας), lung de 13 kilometri, formează o limită naturală, separând zona montană înaltă (în greacă Άνω Όλυμπος, transliterat: Áno Ólympos, „Olimpul Superior”) de cea adiacentă, dinspre sud, dominată de vârful secundar Káto Ólympos (în greacă Κάτω Όλυμπος, „Olimpul Inferior”, 1.588 m). Pe versanții muntelui se găsesc, de asemenea, numeroase povârnișuri abrupte și o serie de peșteri, unele încă neexplorate. Forma și dispunerea stâncilor favorizează apariția a numeroase izvoare, majoritatea la altitudini sub 2.000 de metri, mici lacuri și torenți, precum și un mic râu, Enipeas (în greacă Ενιπέας), care izvorăște din Prionia și formează un estuar la vărsarea în Marea Egee:IX.

## Parcul Național Muntele Olimp
Programul Omul și Biosfera (Man and the Biosphere Programme - MAB) este un program științific interguvernamental, lansat în 1971 de UNESCO, care își propune să stabilească o bază științifică pentru îmbunătățirea relațiilor dintre oameni și mediul lor. Începând cu anul 1981, zona muntelui Olimp a fost inclusă în programul Omul și biosfera, în scopul protejării biodiversității locale, pe teritoriul Parcului Național Muntele Olimp înființat în 1938, primul parc național din Grecia, cu o suprafață de aproape 40 de kilometri pătrați.
Rezervația biosferei este situată în partea de est a Greciei continentale și acoperă poalele calcaroase de est și vârful muntelui Olimp (Mýtikas, 2.918 m). Peisajul cuprinde tufișuri de maquis și arbuști sclerofili mediteraneeni, păduri de fagi și stejari, păduri de pin (Pinus nigra), precum și pajiști montane și zone alpine. Rezervația biosferei este administrată ca un parc național și, prin urmare, nu există așezări umane în zonă, dar există mai multe comunități care trăiesc în localitățile adiacente, precum Dion, Litochoro, Karitsa și Kokinopilos. Întregul Olimp Pierian a fost declarat sit arheologic și istoric pentru a-și păstra fizionomia monumentală și istorică. Descoperirile arheologice recente datează din epoca fierului, indicând faptul că omul preistoric a ales să trăiască la poalele acestui munte.

### Climă
Muntele Olimp este acoperit cu zăpadă și este adesea ascuns în nori. Conform Odiseei lui Homer, vârful nu era niciodată lovit de furtuni și se bucura de aer pur de mare altitudine (în greacă αίθερ, transliterat: aithēr, „eter”). Cronicarii de mai târziu au preluat această descriere, care ar fi putut proveni din observația că vârful este adesea vizibil deasupra unei centuri de nori relativ joase.
Olimp este un munte mediteranean, prin urmare verile sunt de obicei calde și uscate, iar iernile sunt umede. Suprafețele situate la altitudini înalte sunt de obicei acoperite de zăpadă timp de șapte luni pe an, din noiembrie până în mai. În orice anotimp, clima se poate schimba în funcție de altitudine, pentru fiecare 100 de metri diferență de nivel, temperatura medie scade de obicei cu o jumătate de grad Celsius.
La altitudini sub 600 de metri, clima este mediteraneană, zonele între 600 și 2.000 de metri prezintă un climat continental, iar peste 2.500 de metri, clima este subalpină. Interacțiunea dintre aceste trei zone climatice face ca regiunea muntelui Olimp să fie foarte complexă din punct de vedere ecologic.
Stratul gros de zăpadă depus pe muntele Olimp în perioada rece constituie o sursă de apă pe tot parcursul anului pentru regiunea înconjurătoare. Pe pantele medii, la 1.000 m altitudine, se înregistrează o adâncime medie a stratului de zăpadă și gheață de aproximativ 1 metru, dar la altitudini mari, stratul atinge 6–8 metri, iar în zonele laterale, unde zăpada se acumulează din cauza vântului, poate ajunge la 10 metri. În majoritatea anilor, toată zăpada se topește în lunile mai calde de vară:4.

### Floră și faună

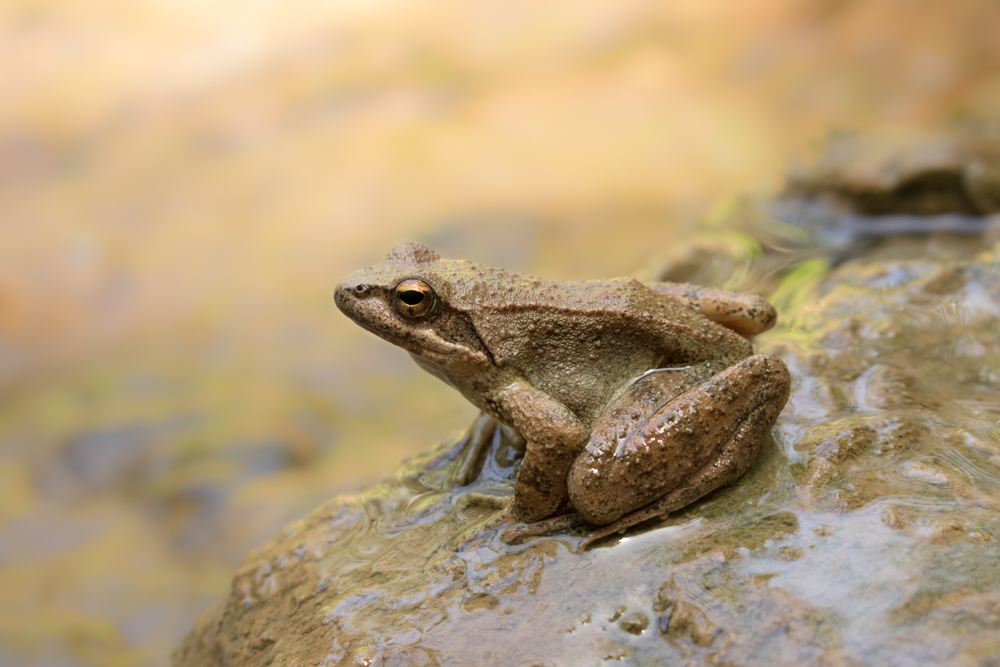
Broască grecească de pârâu (Rana graeca)
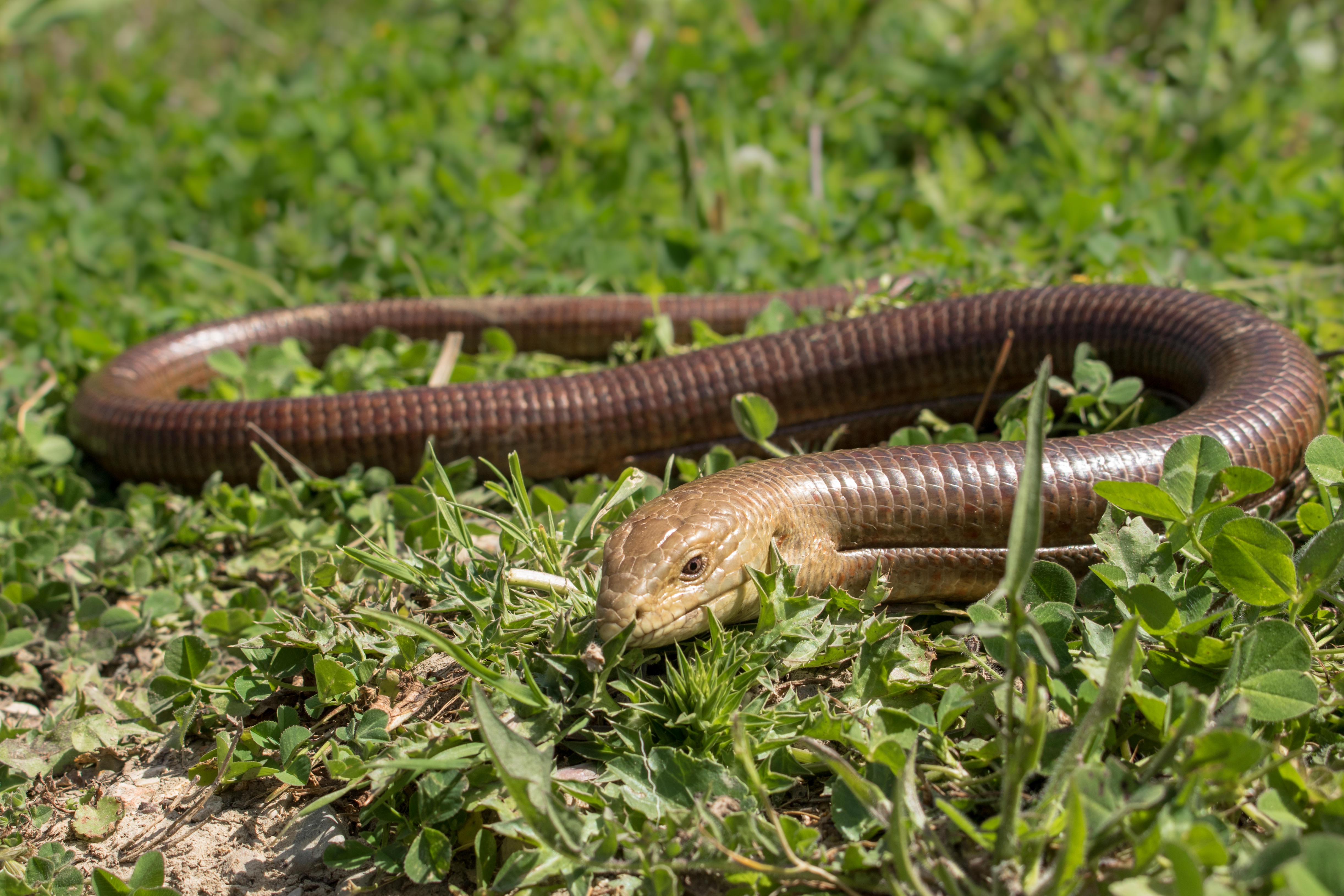
Șopârlă apodă (Pseudopus apodus)
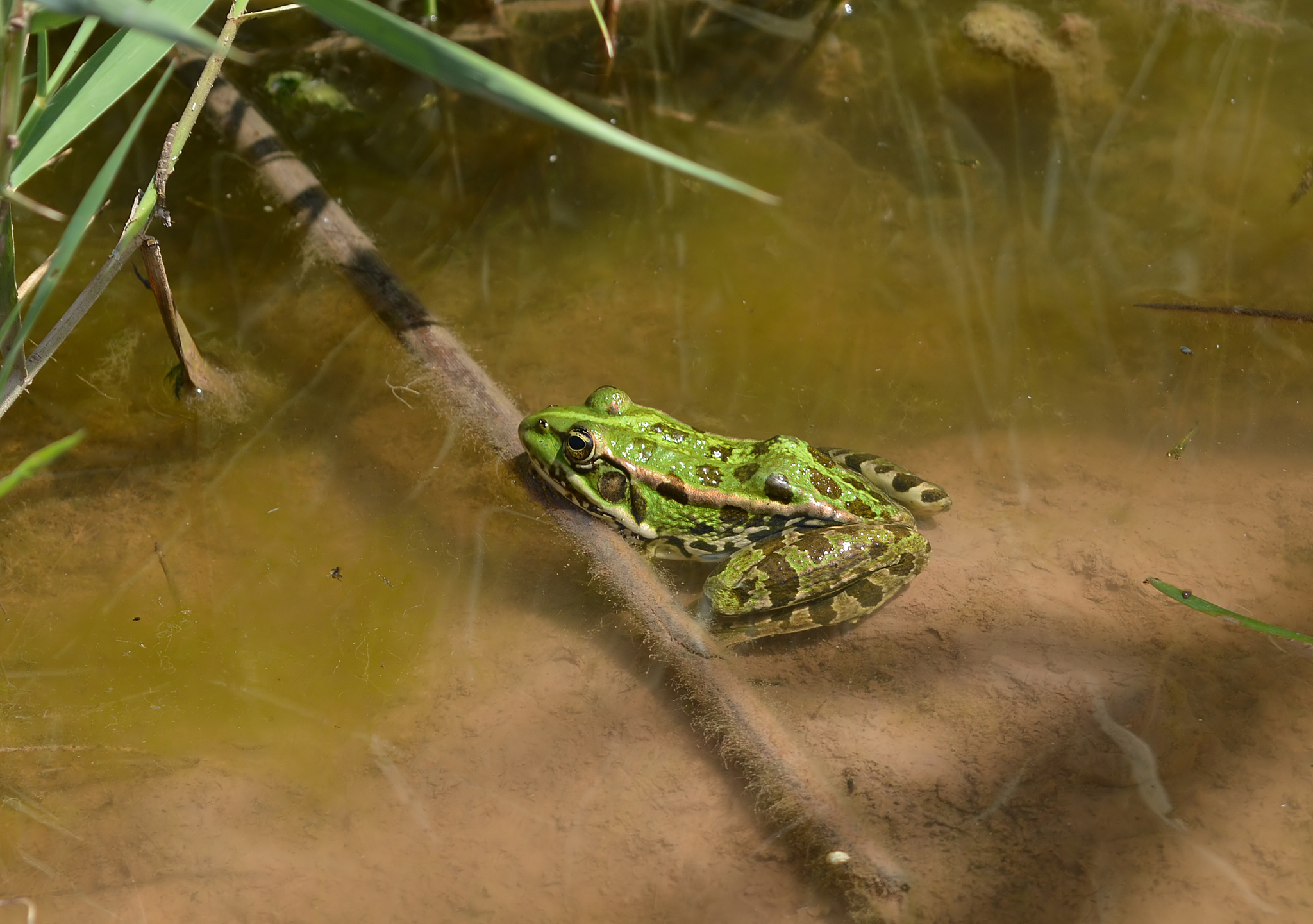
Broască grecească de mlaștină (Pelophylax kurtmuelleri)
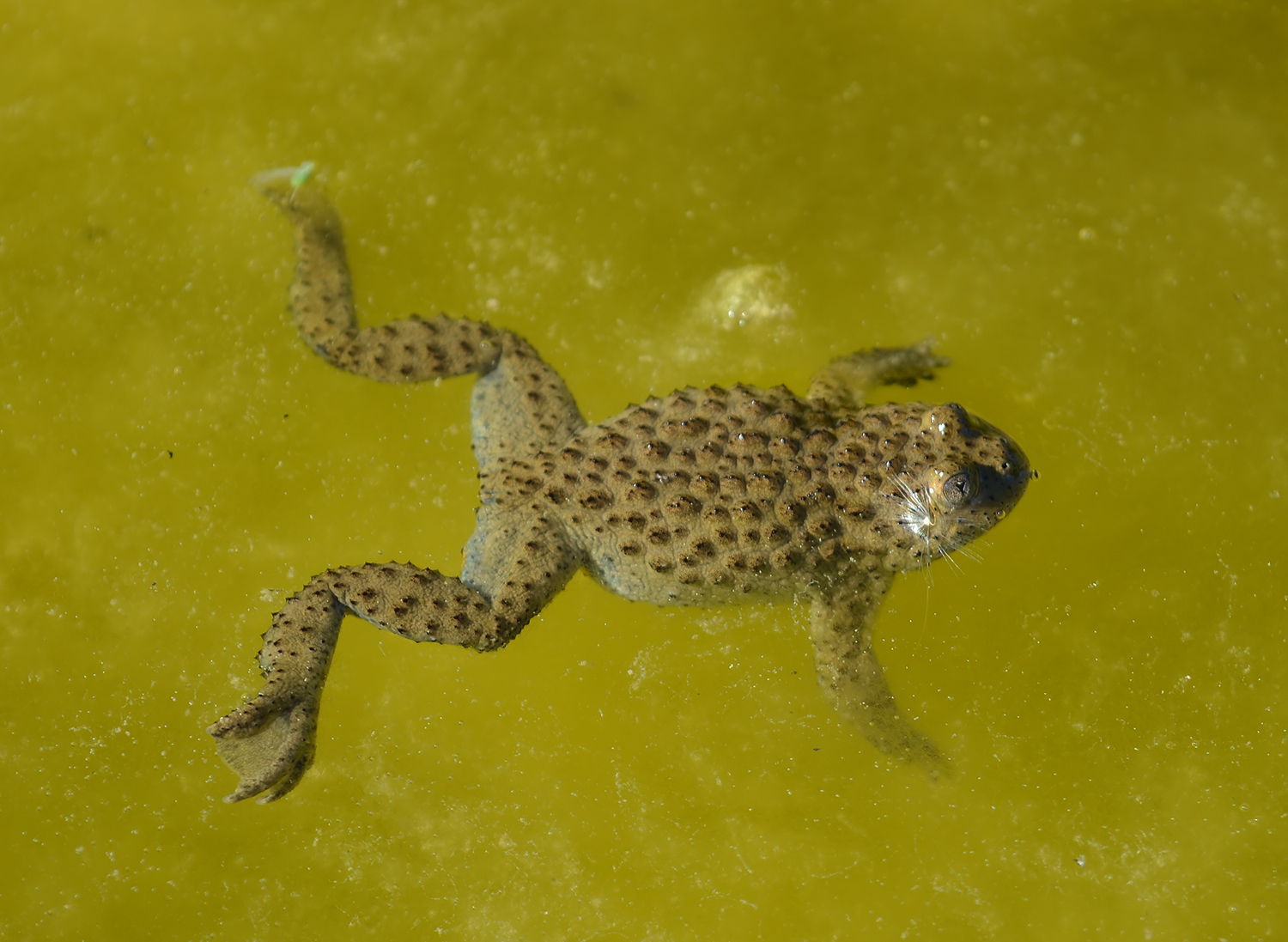
Buhai de baltă cu burtă galbenă (Bombina variegata)
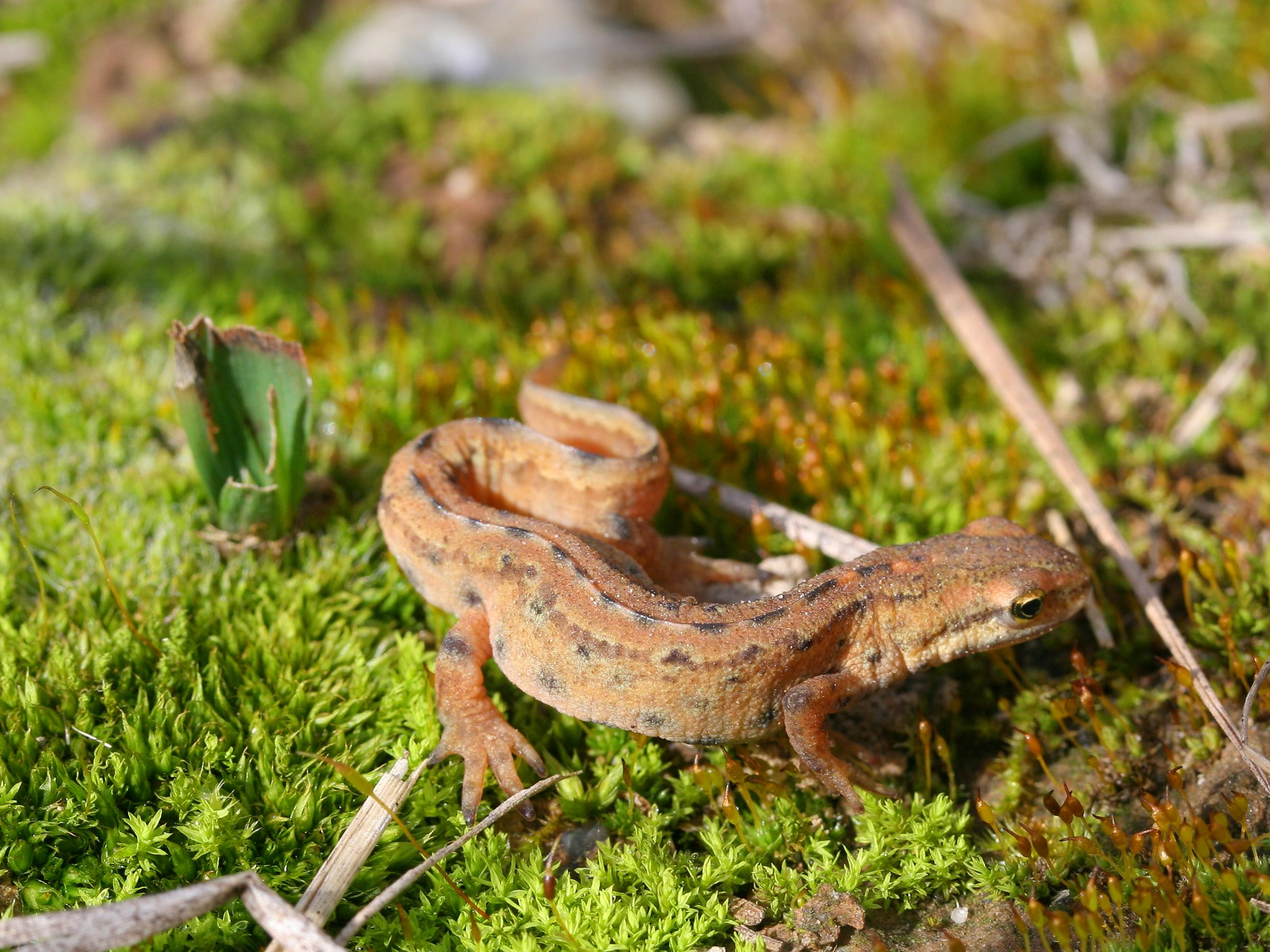
Triton (Triturus vulgaricus)

Datorită microclimatului specific, care se datorează parțial distanței scurte față de Marea Egee și creșterii abrupte a înălțimii deasupra nivelului mării, zona muntelui Olimp se remarcă printr-o mare diversitate de relief, climă și vegetație.
Floră
Situat în Peninsula Balcanică, muntele Olimp este apropiat de Marea Egee, versantul său estic ridicându-se abrupt de la nivelul mării la 2.918 metri. Topografia de pe latura vestică este mai lină, făcând în cele din urmă loc câmpiei Tesaliei. Microclimatele locale datorate acestor caracteristici geografice permit o biodiversitate abundentă. Parcul Național Muntele Olimp include 9 site-uri Natura 2000 distincte.
Muntele Olimp a fost prima zonă din Grecia pentru care a fost implementată o schemă specială de protecție, odată cu declararea teritoriului său împădurit ca Pădure Națională în 1938. Pădurea în sine prezintă o succesiune anarhică de vegetație. Pe măsură ce altitudinea crește, vegetația muntelui, și în special distribuția sa, prezintă multe particularități. Astfel, în timp ce în munții învecinați Pieria, Titaros și Ossa există o succesiune clară a zonelor de vegetație, pe Olimp se remarcă o anarhie în succesiunea zonelor, cauzată de varietatea microclimatelor, în funcție de roca de bază, pantă, altitudine, înclinație și tip de teren. În general, se deosebesc patru zone de vegetație:
- prima zonă, între 300 și 500 de metri, este formată din vegetație sclerofilă veșnic verde și include arbuști și copaci de talie joasă, cum ar fi stejarul de stâncă (Quercus ilex), arborele grecesc de căpșuni (Arbutus andrachne), stejarul de carmaz (Quercus coccifera) și ienupărul țepos (Juniperus oxycedrus). Există, de asemenea, anumite specii de foioase caracteristice, precum frasinul de munte (Fraxinus ornus), scumpia (Cotinus coggyria), arțarul mediteraneean (Acer monspessulanum), arborele Iudei (Cercis siliquastrum) și terebintul (Pistacia terebinthus).

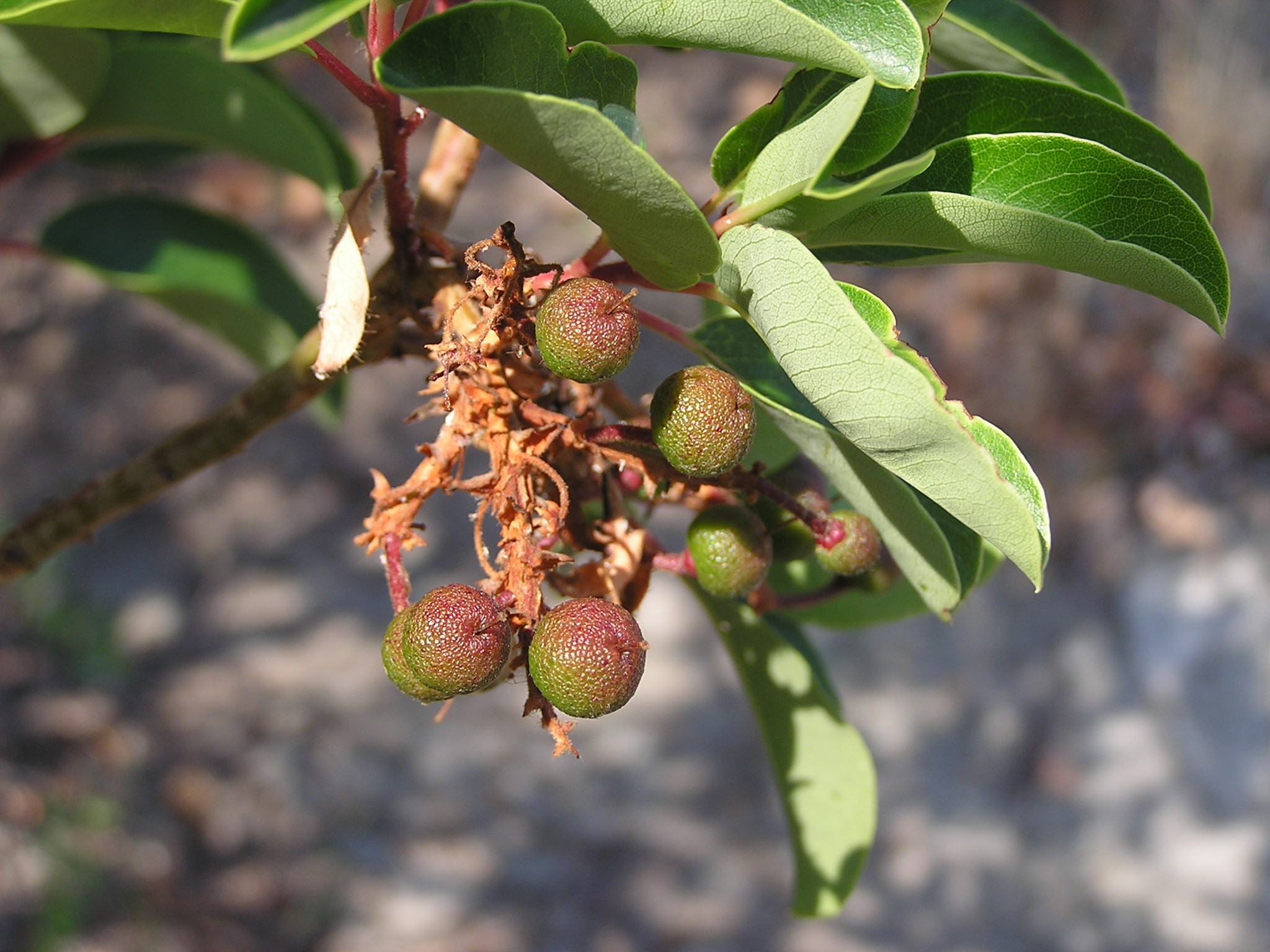
Arbore grecesc de căpșuni (Arbutus andrachne)
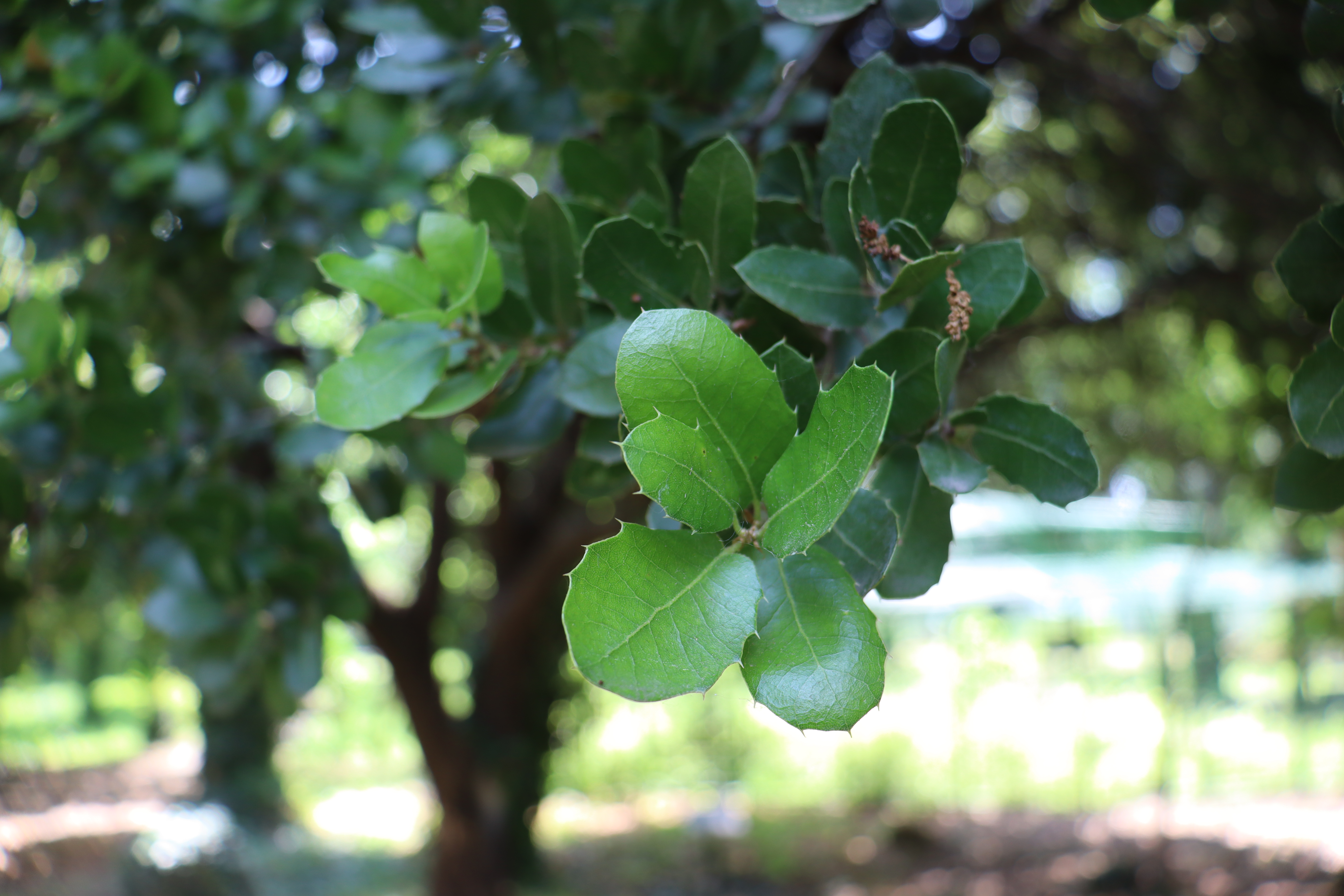
Stejar de carmaz (Quercus coccifera)
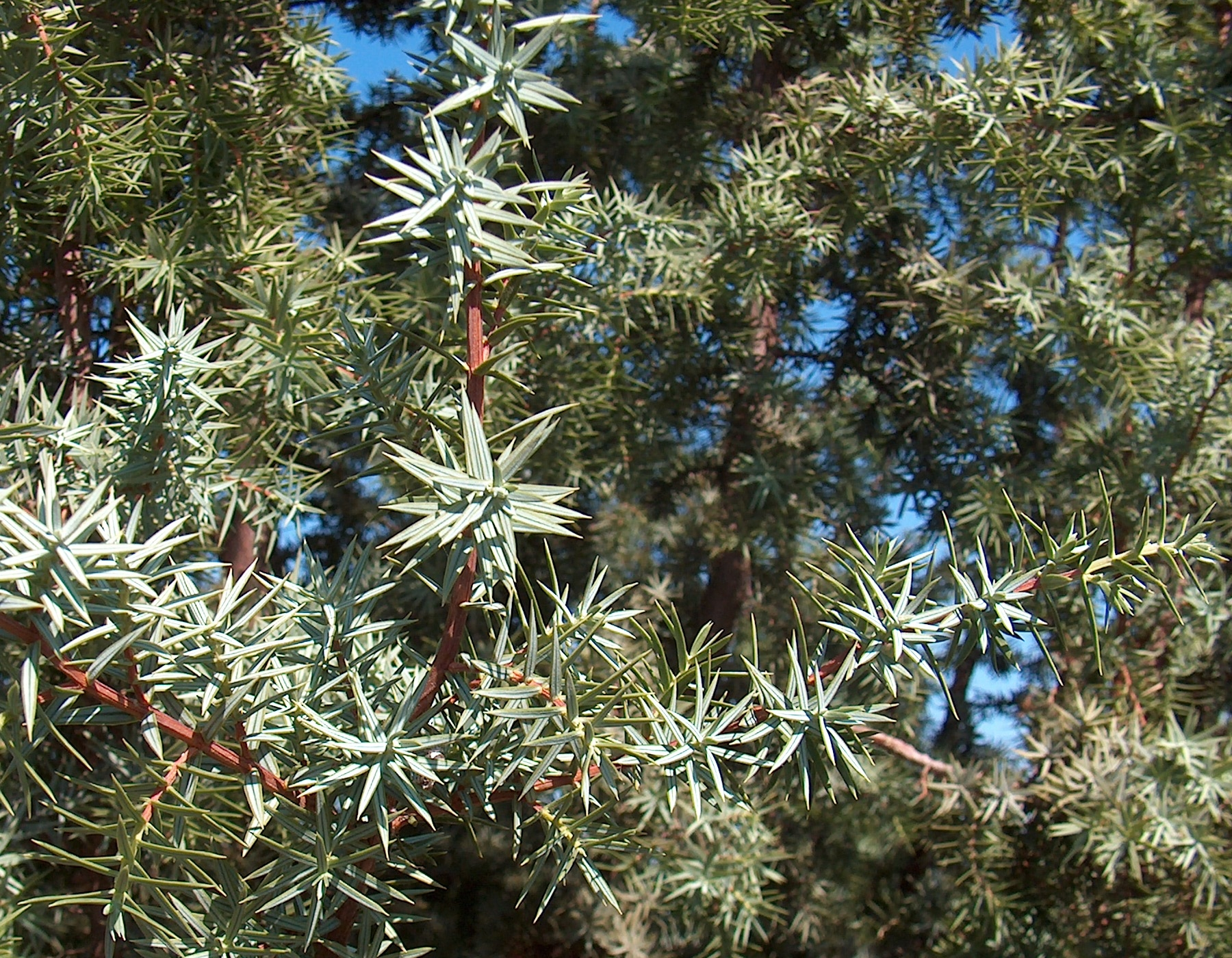
Ienupăr țepos (Juniperus oxycedrus)
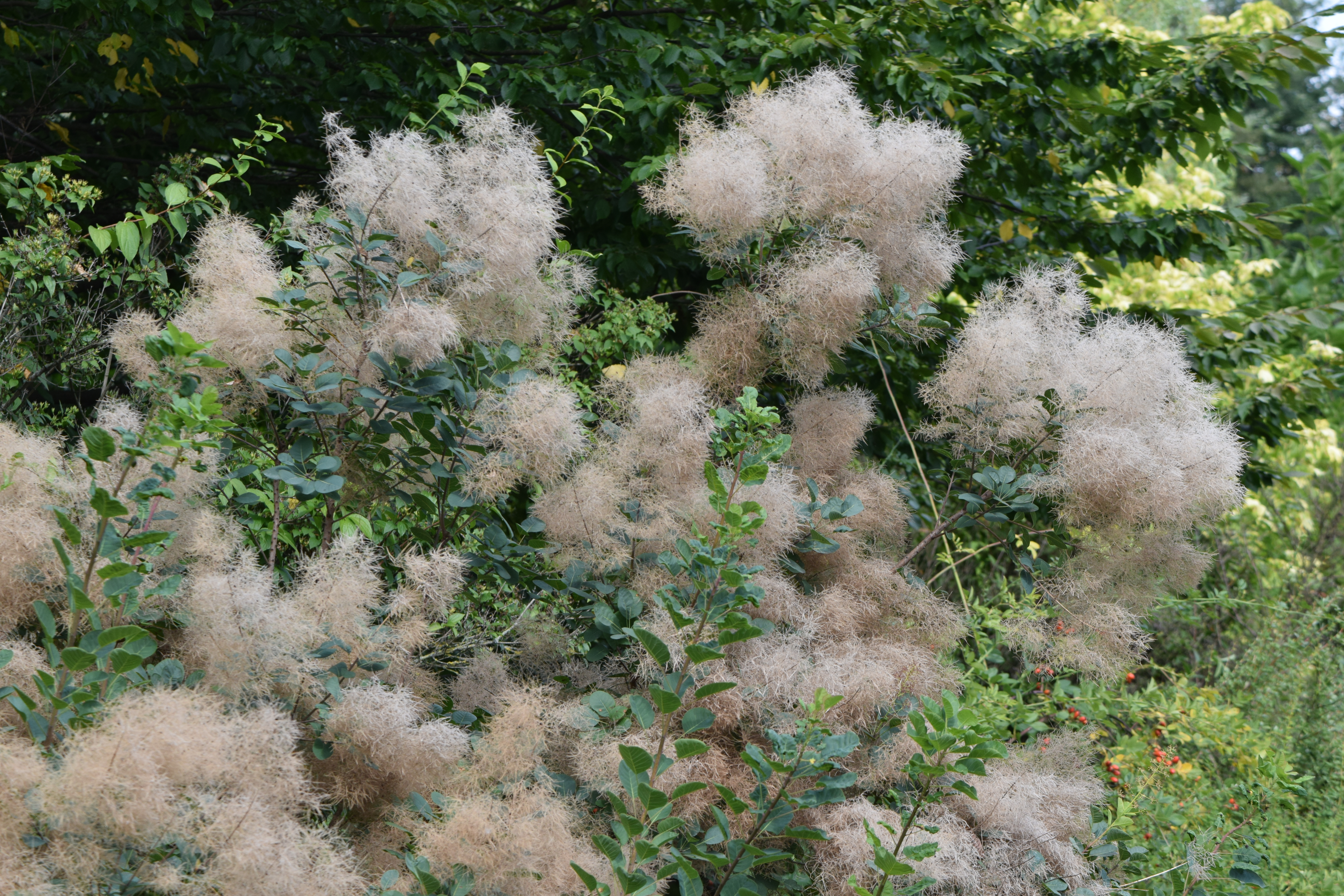
Scumpie (Cotinus coggyria)
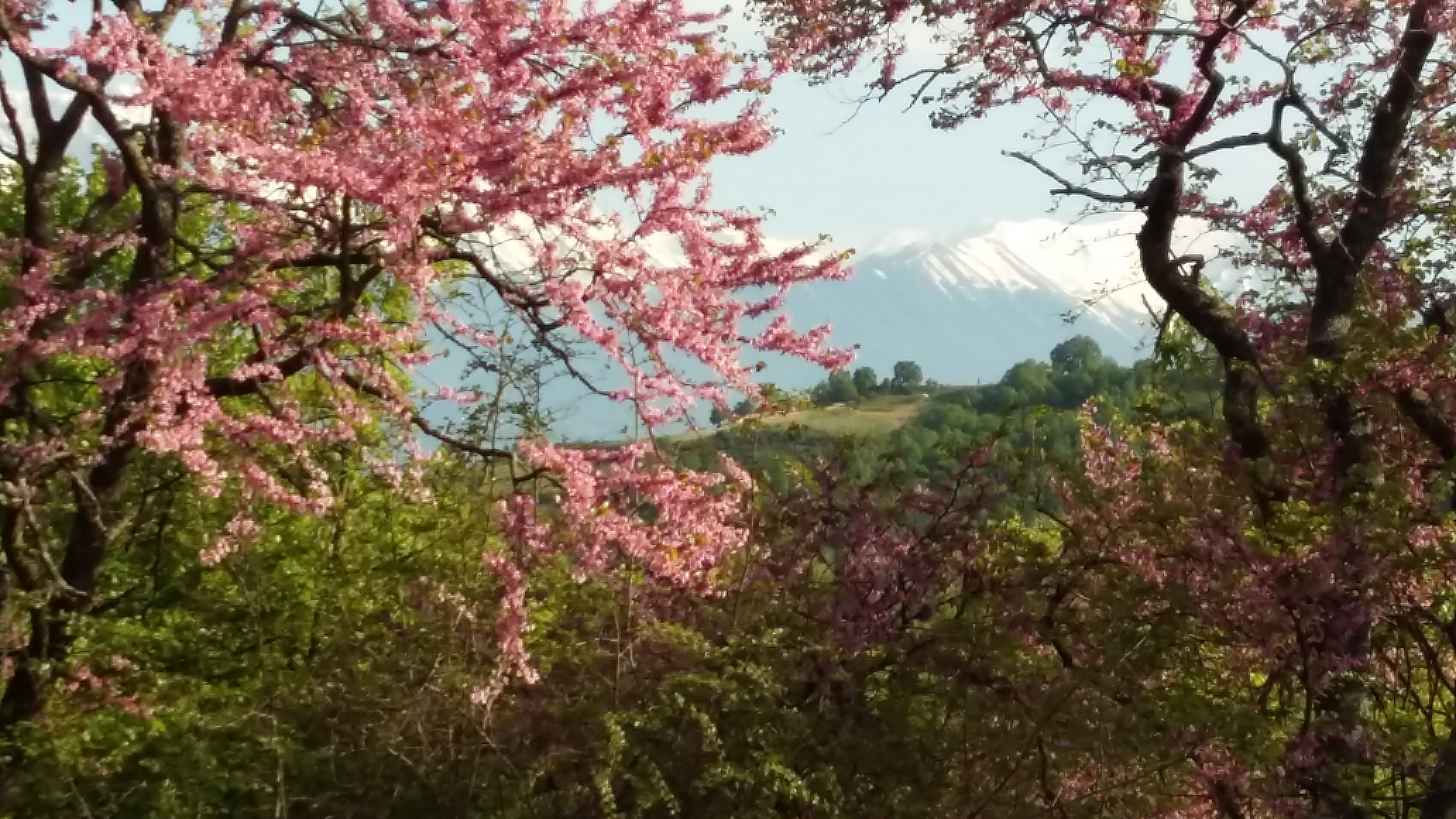
Arborele Iudei (Cercis siliquastrum)

- a doua zonă, între 600 și 1.400 de metri, este zona pădurilor de fagi, brazi și conifere montane, aici întâlnindu-se pinul negru (Pinus nigra var. pallasiana) în tufișuri neamestecate și compacte, sau în păduri mixte cu fagul (Fagus sylvatica). Fagii formează mici pâlcuri, compacte sau amestecate cu brad, pin bosniac (Pinus heldreichii) sau pin negru, ocupând solurile mai bogate și mai umede. În grupuri mici sau în tufișuri se întâlnesc specii de brad macedonean (Abies borissi-regis), carpen oriental (Carpinus orientalis), ulm (Ulmus glabra), alun (Coryllus avellana), corn (Cornus mas), tisa (Taxus baccata), precum și o varietate semnificativă de plante erbacee. În chei și ravene se găsesc platani orientali (Platanus orientalis) și sălcii (Salix eleagnos).

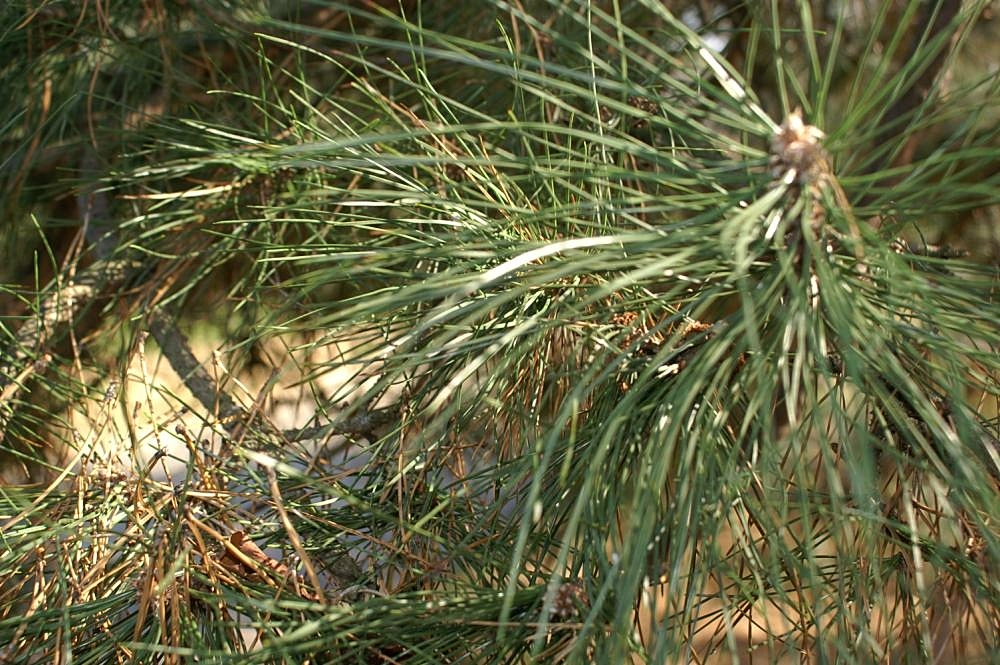
Pin negru (Pinus nigra var. pallasiana)
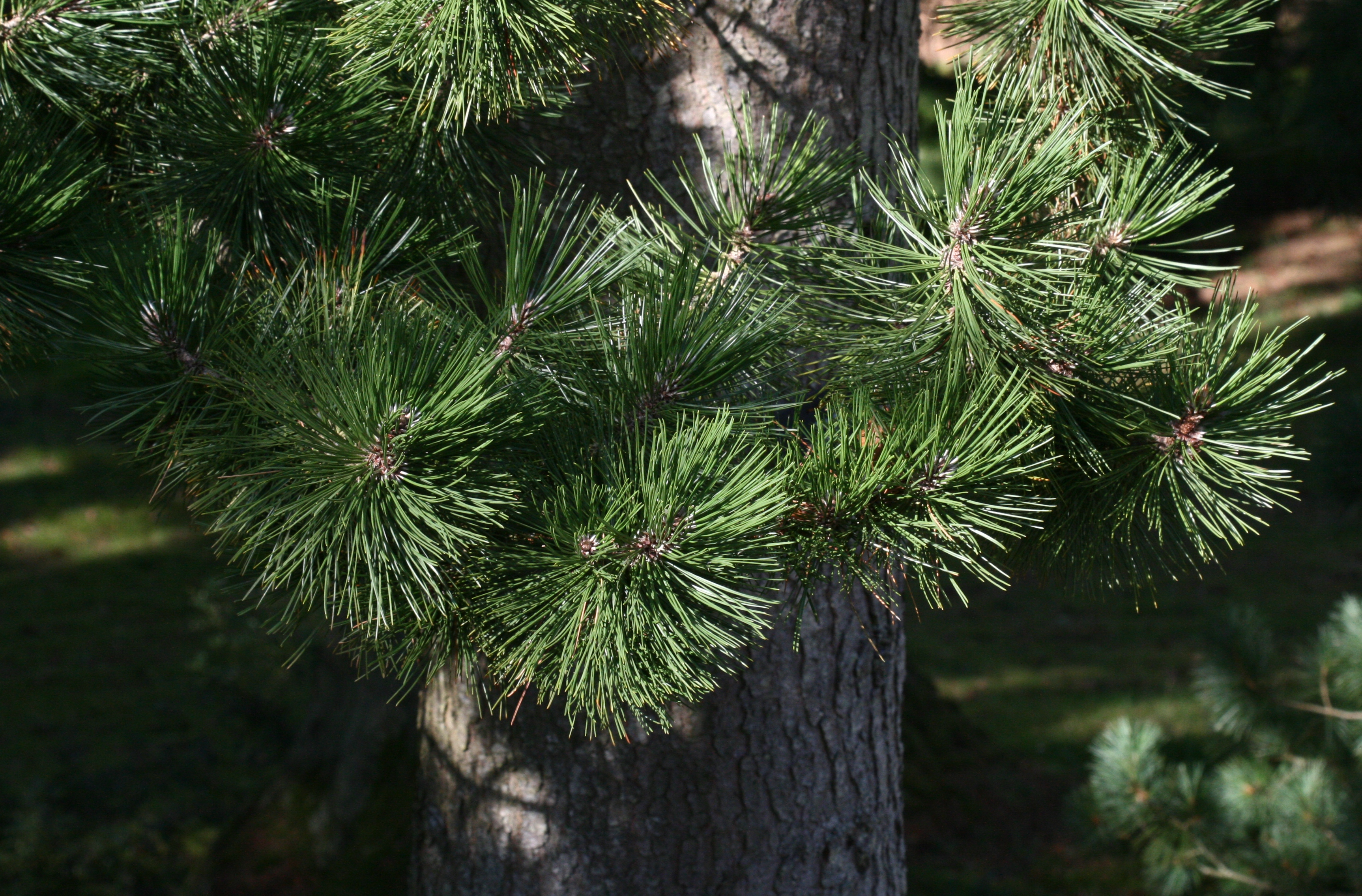
Pin bosniac (Pinus heldreichii)
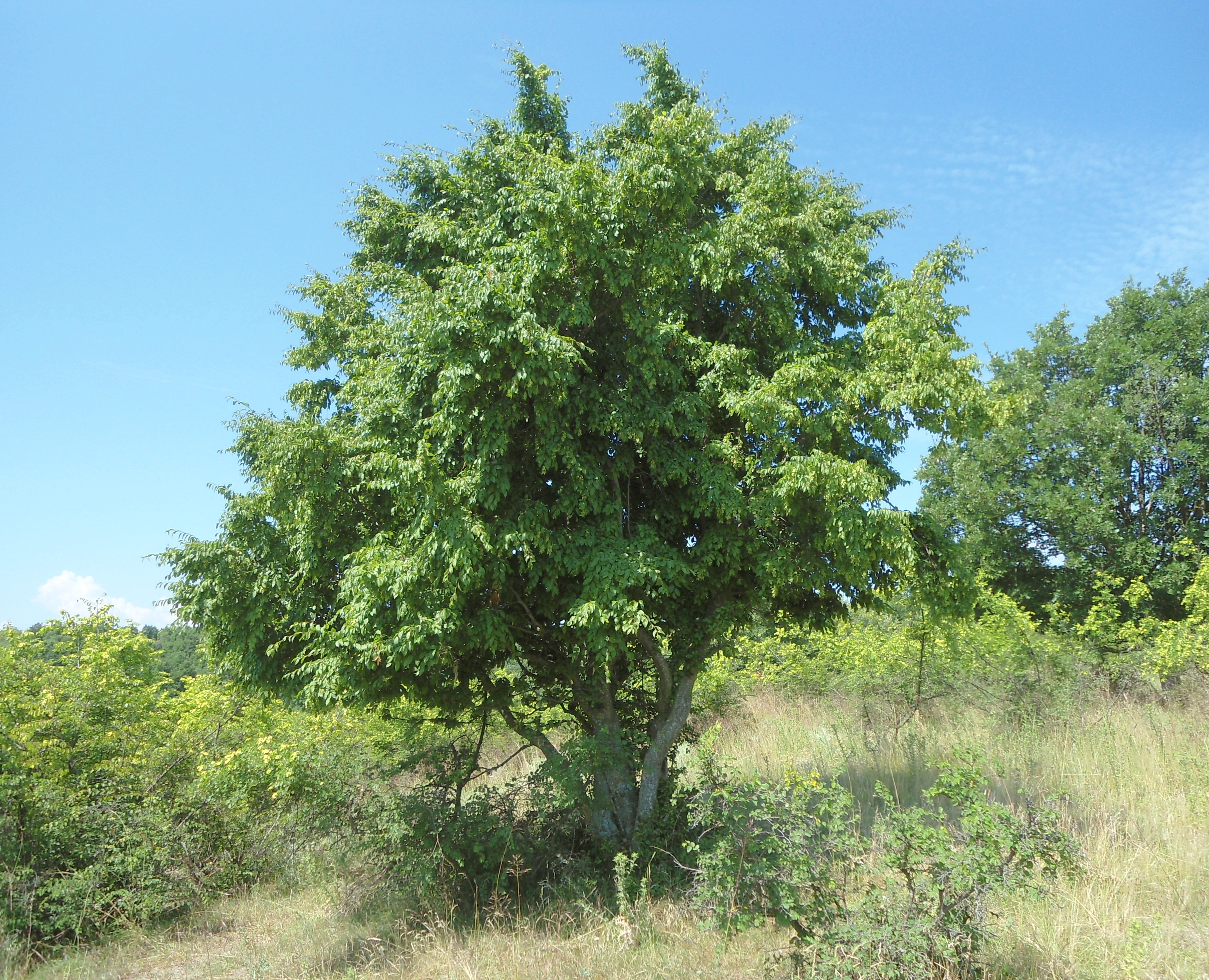
Carpen oriental (Carpinus orientalis)
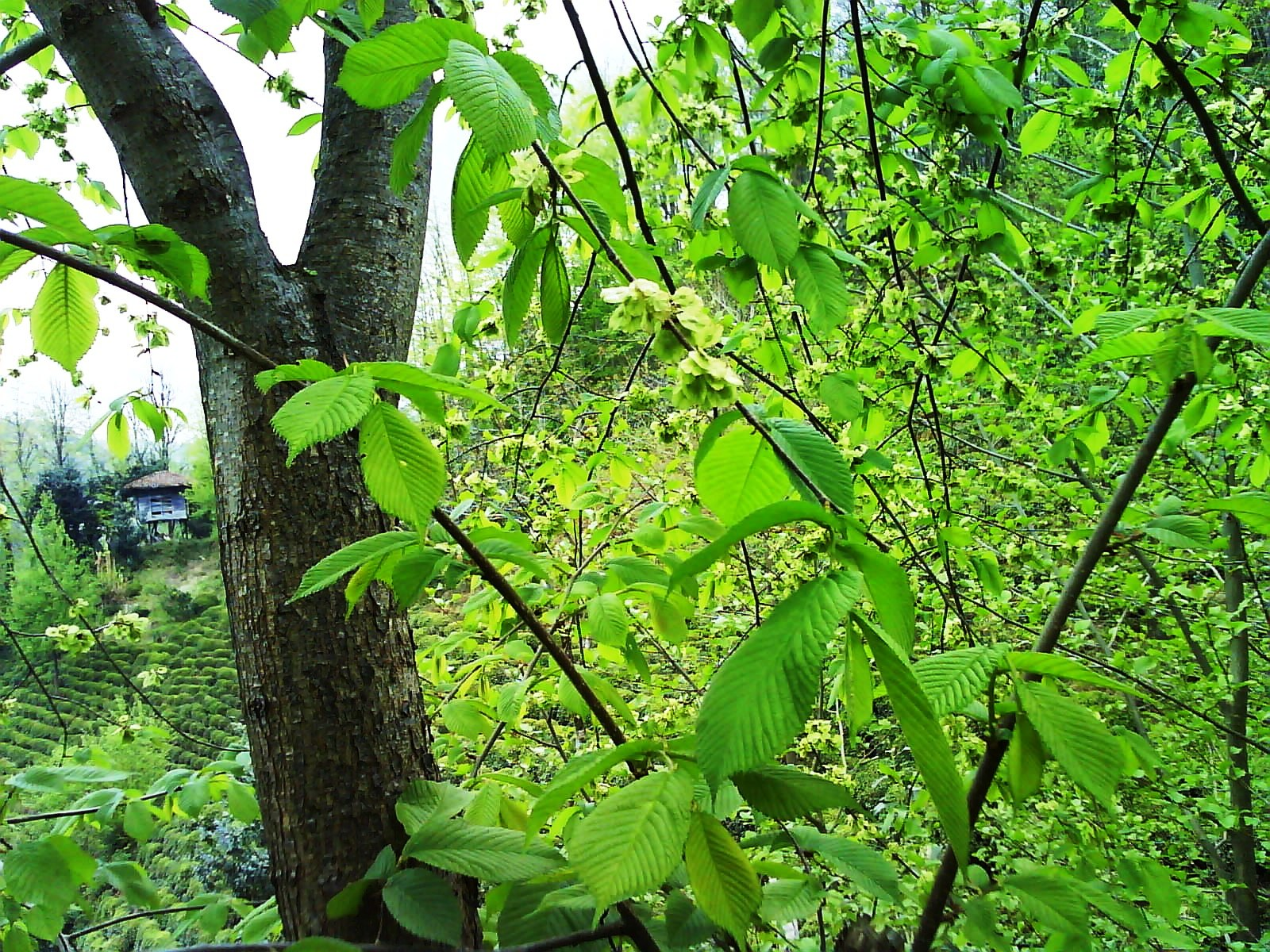
Ulm (Ulmus glabra)
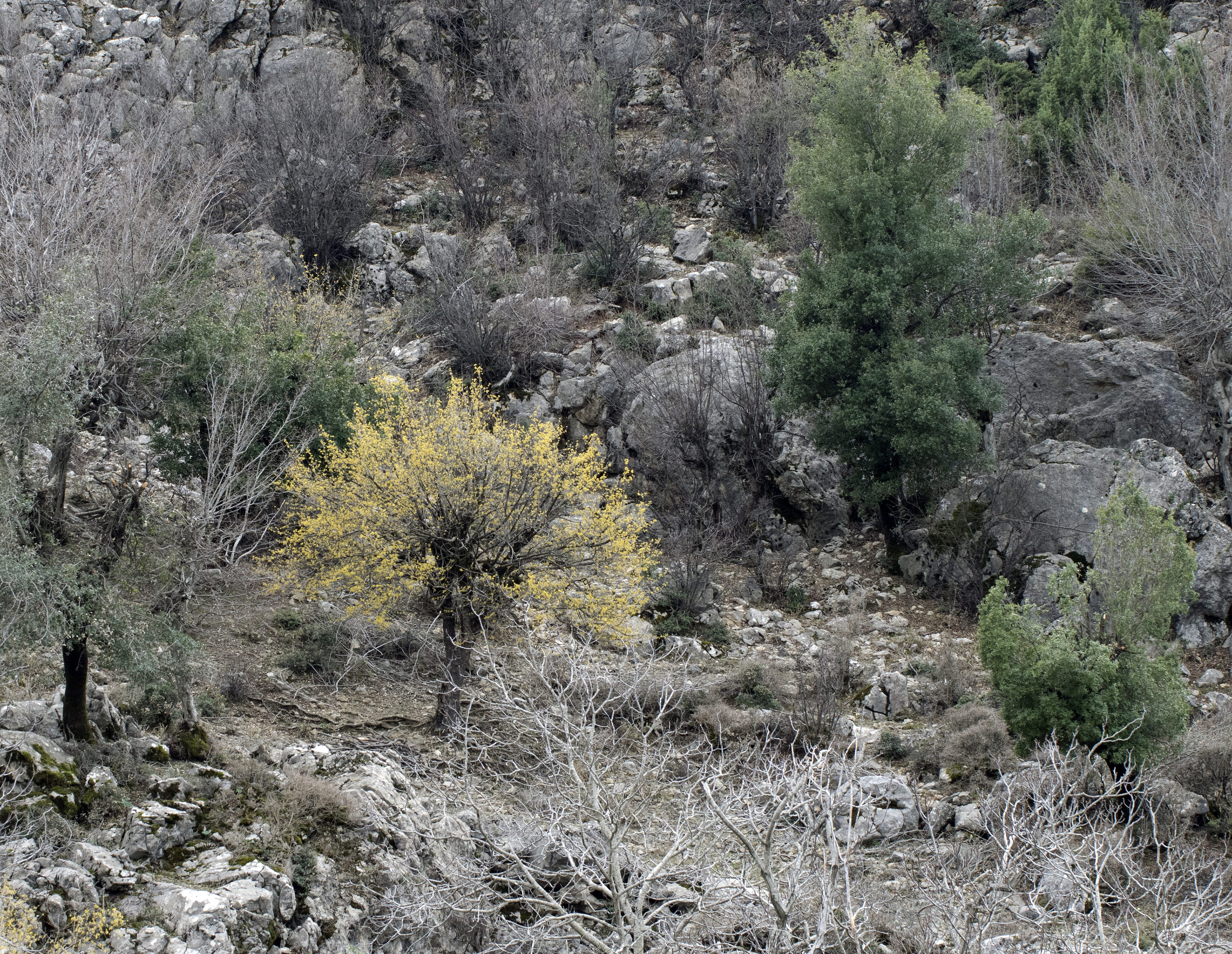
Corn (Cornus mas)

- între 1.400 și 2.500 de metri apare zona de conifere boreale, dominată în primul rând de pinul bosniac (Pinus heldreichii), o specie rară de pin, care își face apariția la o altitudine de aproximativ 1.100 de metri. Înlocuind treptat pinul negru, formează pâlcuri compacte până la aproape 2.000 de metri. Zonele în care crește pinul bosniac sunt de obicei uscate, cu pante stâncoase. Vegetația este adaptată la condițiile specifice și este reprezentată de arbuști, ierburi, și plante casmofite (care pot crește în crăpăturile stâncilor), în timp ce flora include numeroase specii endemice balcanice.

- peste 2.500 de metri, cea mai înaltă limită superioară a pădurii din Balcani, nu se mai găsesc păduri, ci o varietate de ecosisteme subalpine de vegetație cu creștere scăzută, cu multe flori sălbatice rare, dintre care majoritatea sunt endemice în Olimp, Grecia sau Balcani.

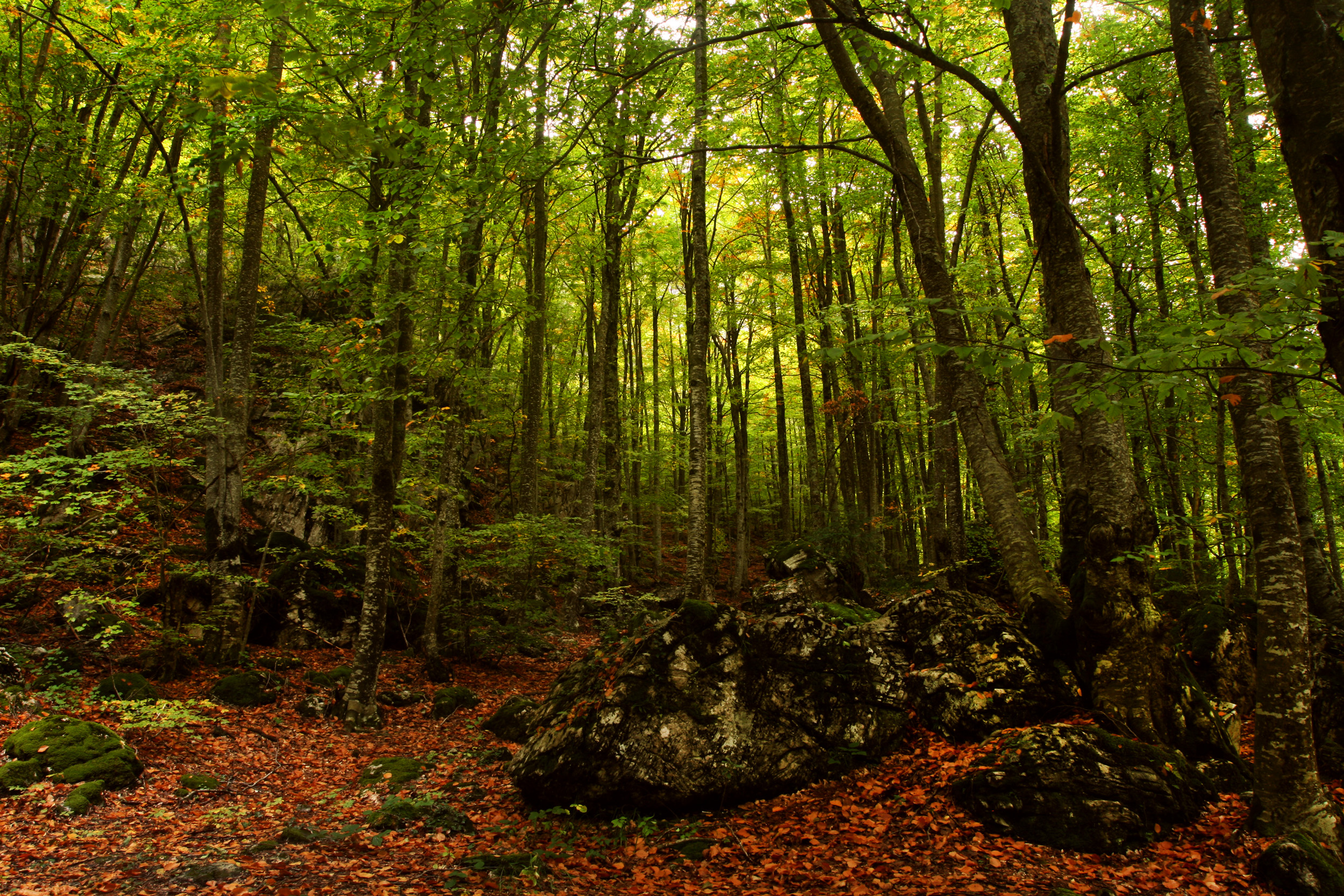
Pădure de fag (Fagus sylvatica) lângă refugiul Spilios Agapitos
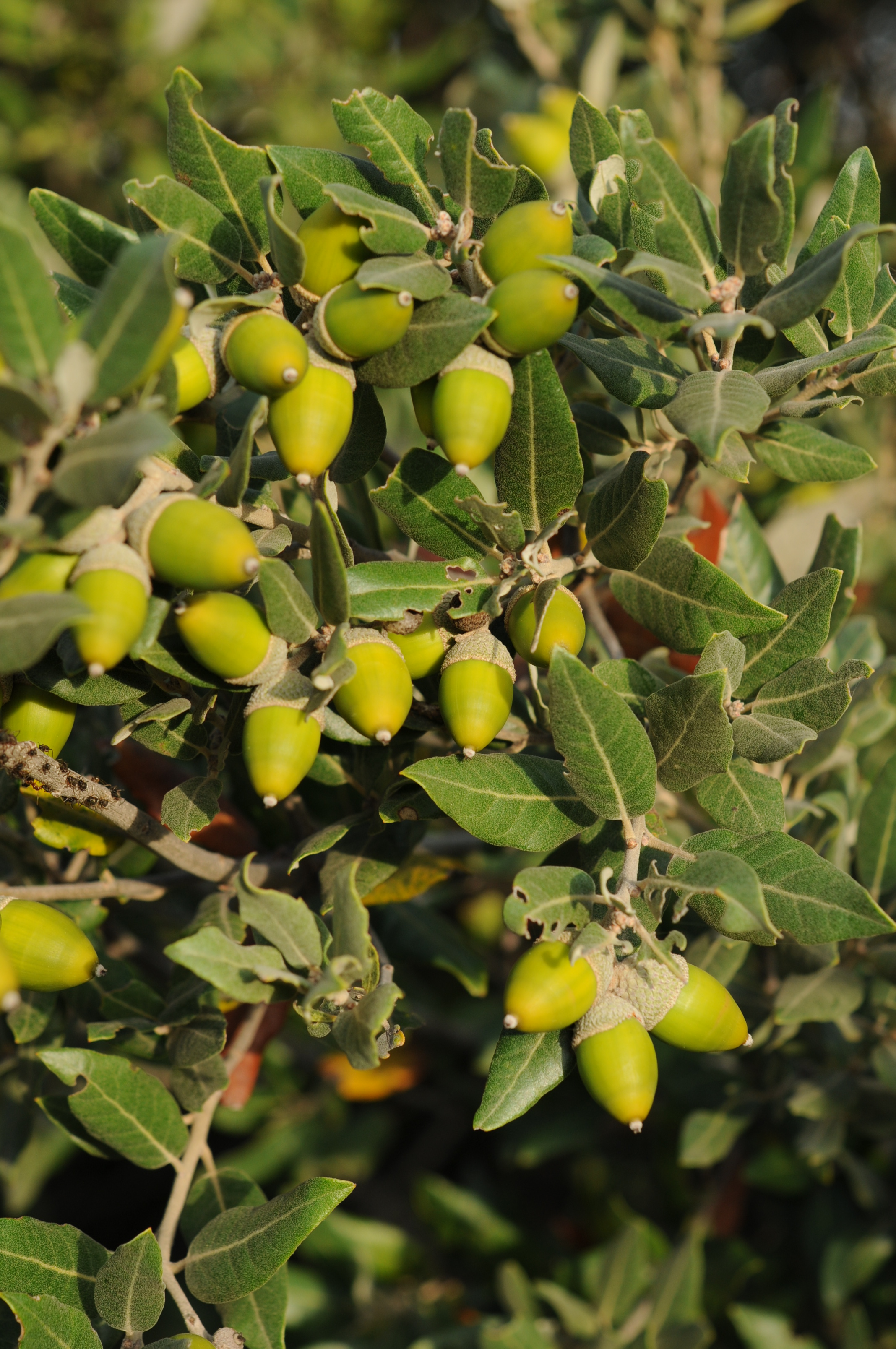
Stejar de stâncă (Quercus ilex)
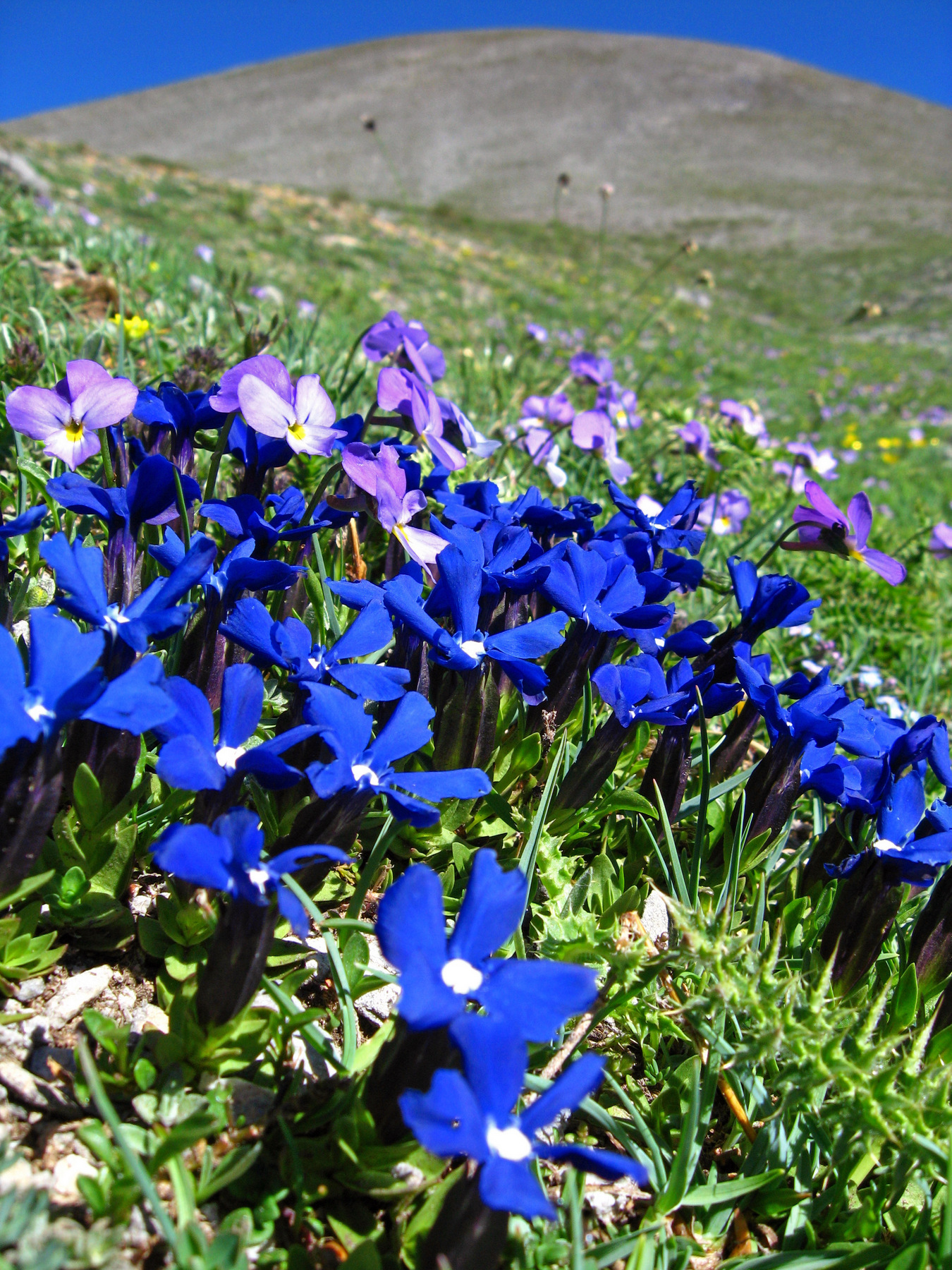
Gențiană (Gentiana verna subsp. balcanica)
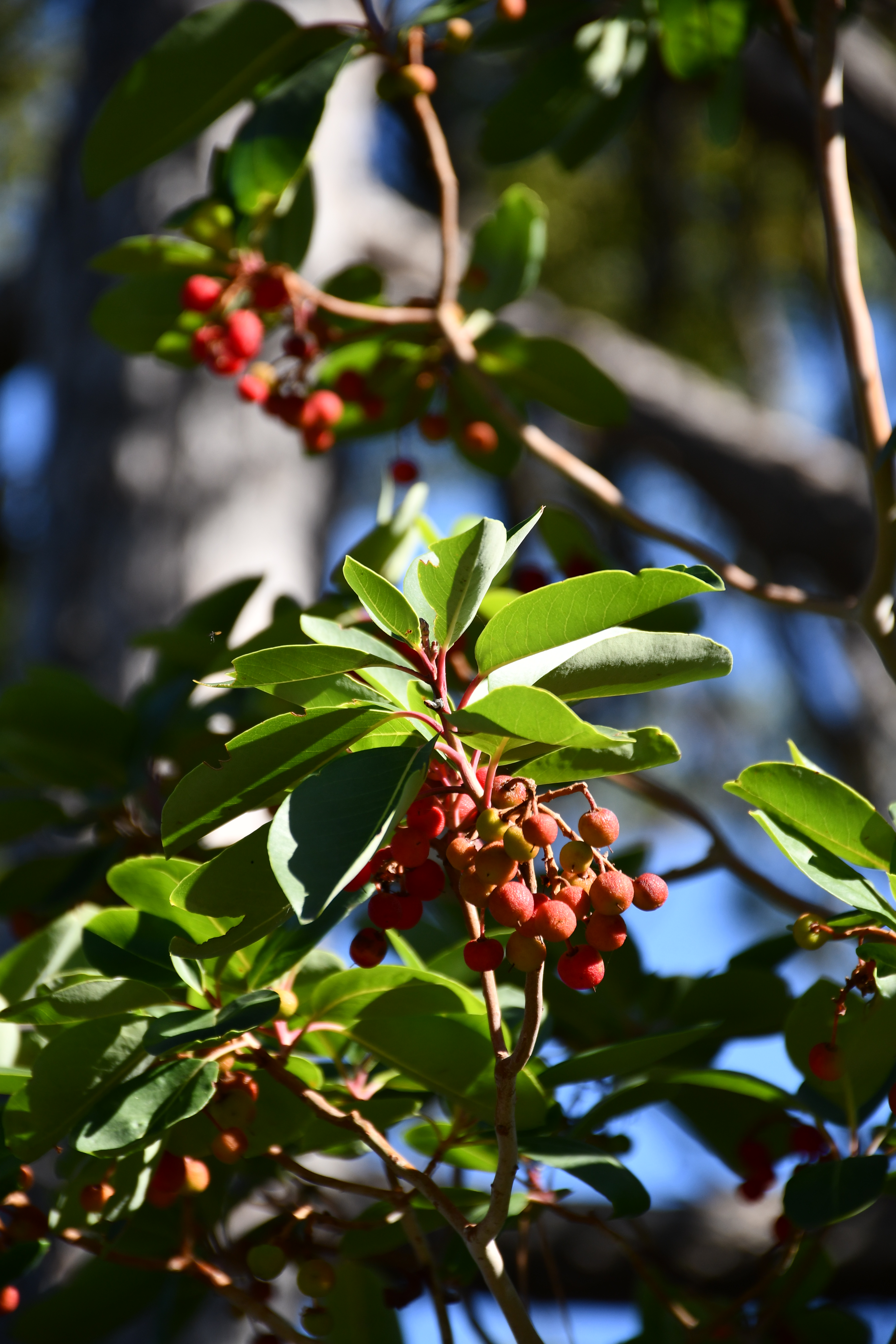
Arbore grecesc de căpșuni (Arbutus andrachne)
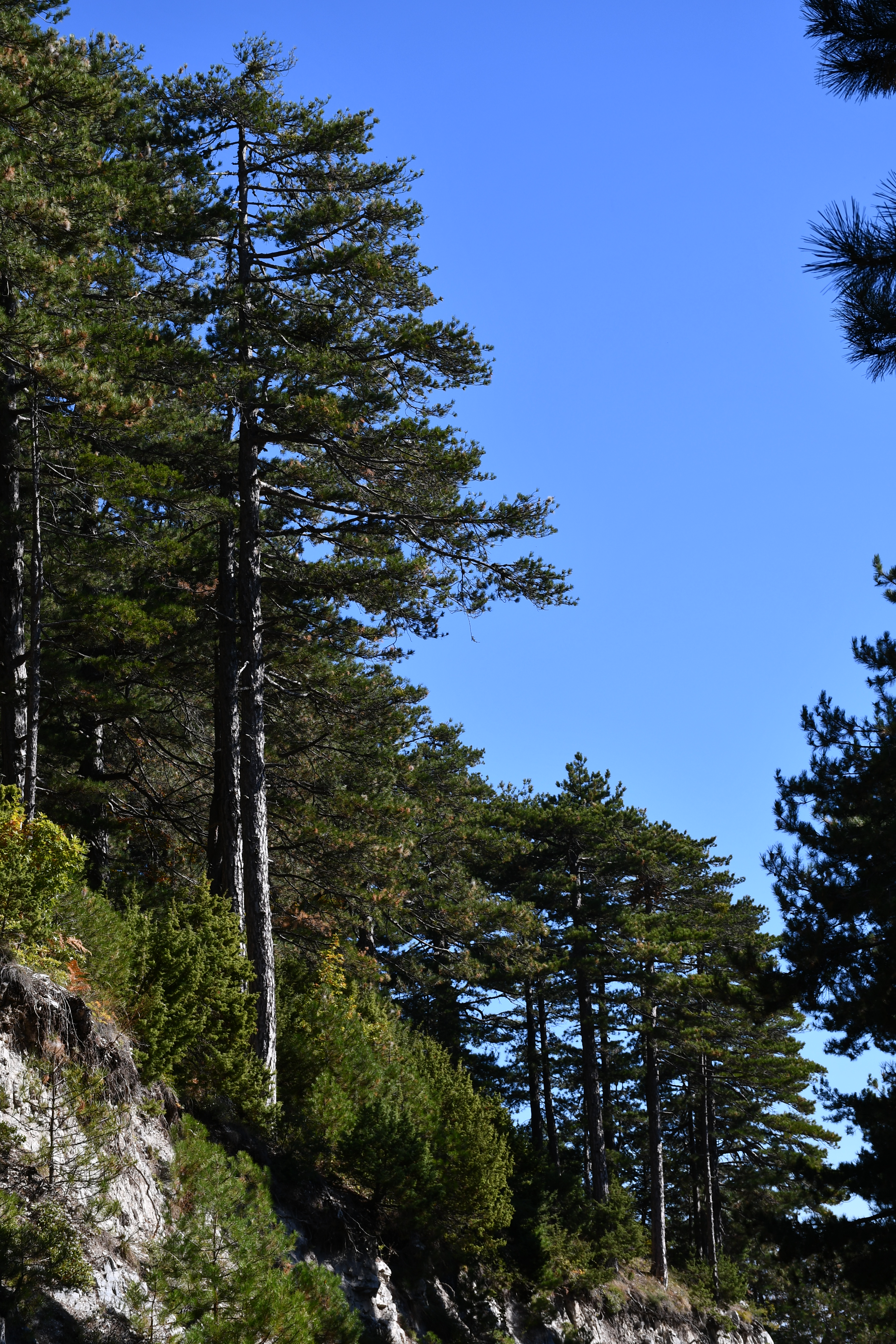
Pădure de pin negru (Pinus nigra) lângă refugiul Stavros

Pe muntele Olimp se găsesc peste 1.700 de plante, reprezentând 25% din toată flora din Grecia. Dintre acestea, peste 160 de taxoni de plante fie sunt subiectul unui regim de protecție, fie sunt rare sau endemice. Un interes deosebit pentru oamenii de știință este Jancaea heldreichii, deoarece este o relicvă vegetală din epoca glaciară și este singura specie din genul său. Crește în principal de-a lungul pâraielor mai mari, pe stânci mari și inaccesibile. În total, au fost înregistrate pe Olimp 26 de specii endemice locale.

Specii endemice de floră de pe muntele Olimp
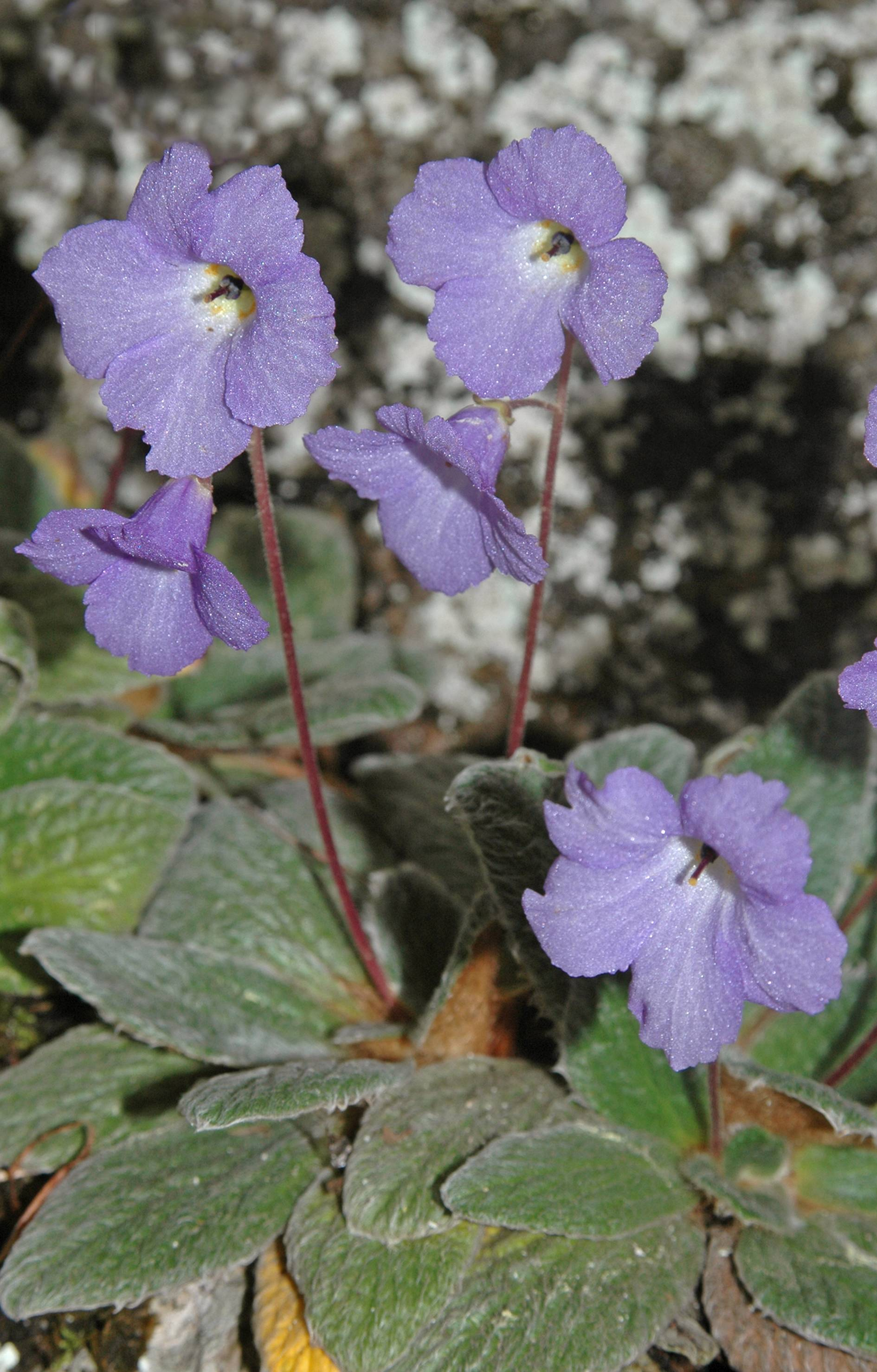
Jancaea heldreichii
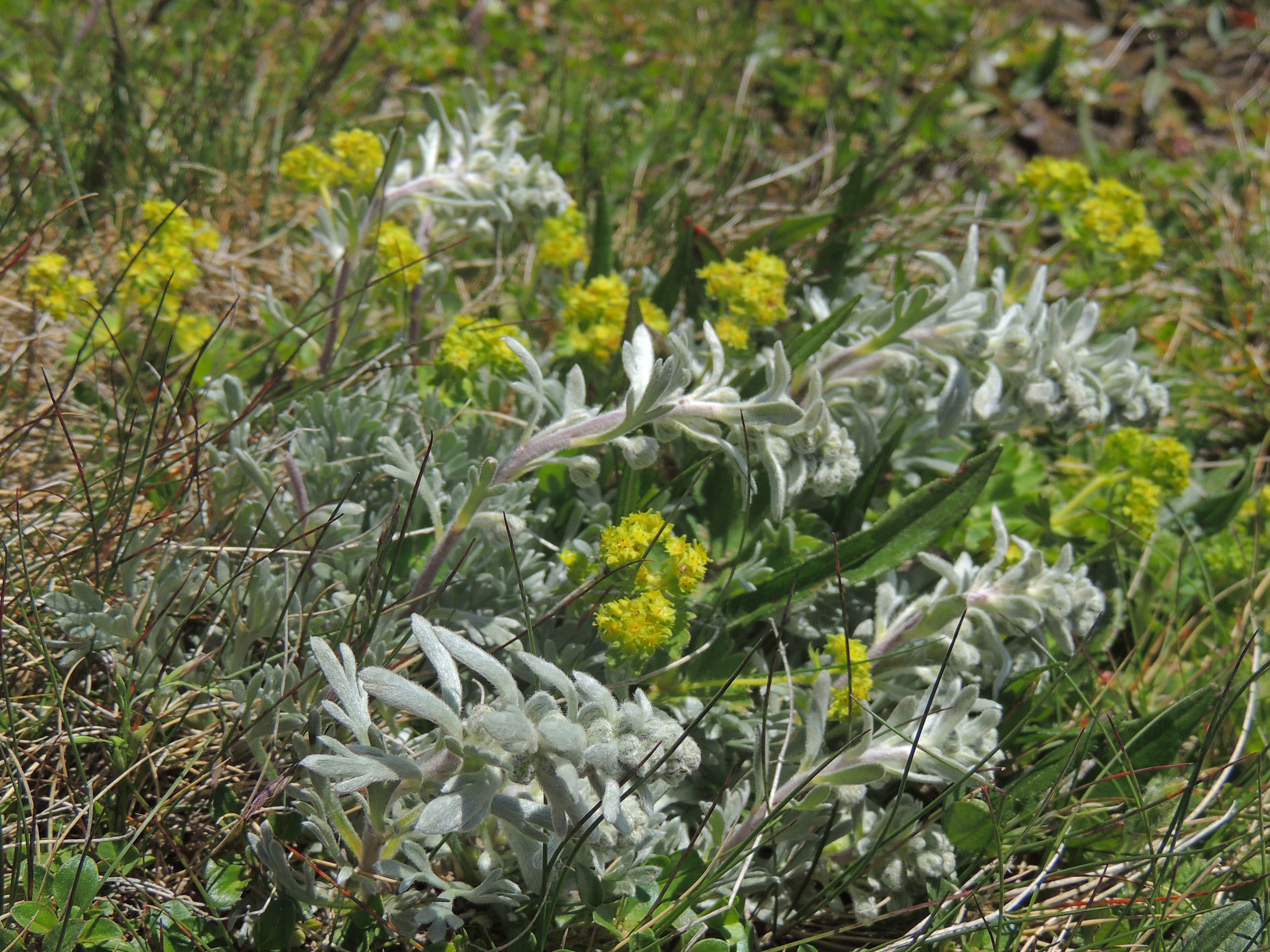
Artemisia umbelliformis subsp. eriantha
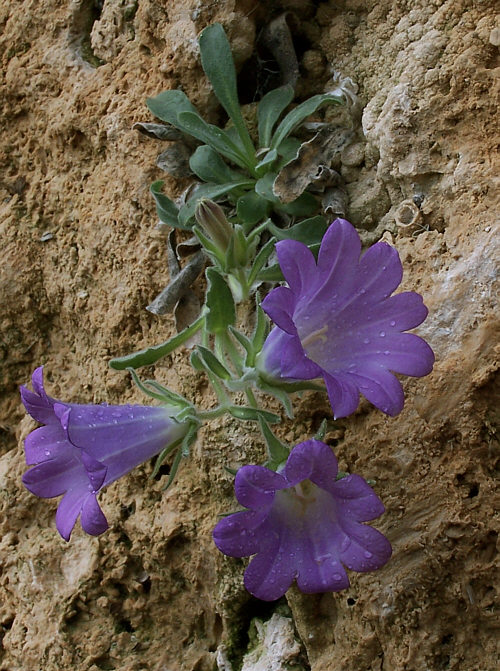
Campanula oreadum
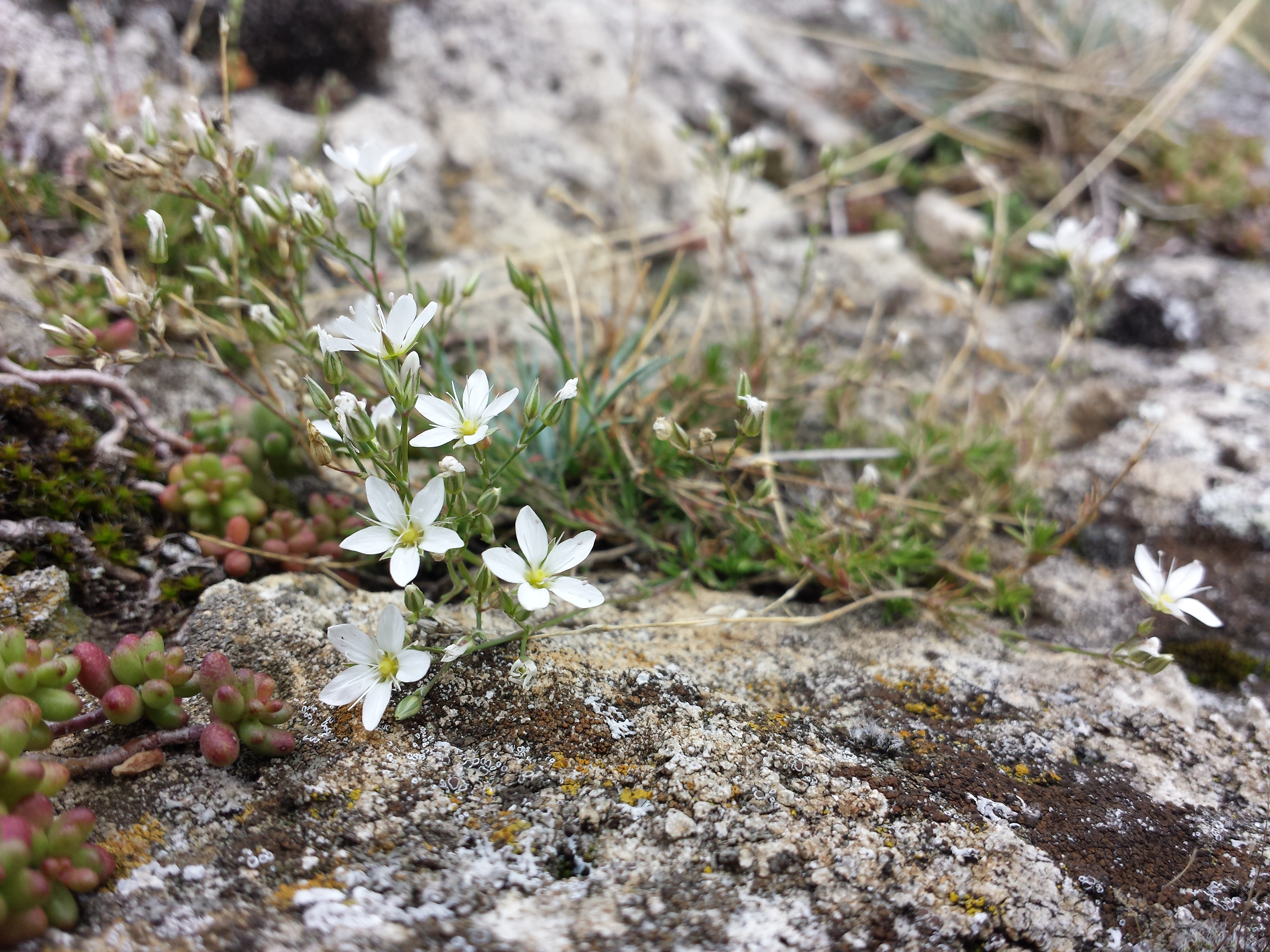
Minuartia setacea
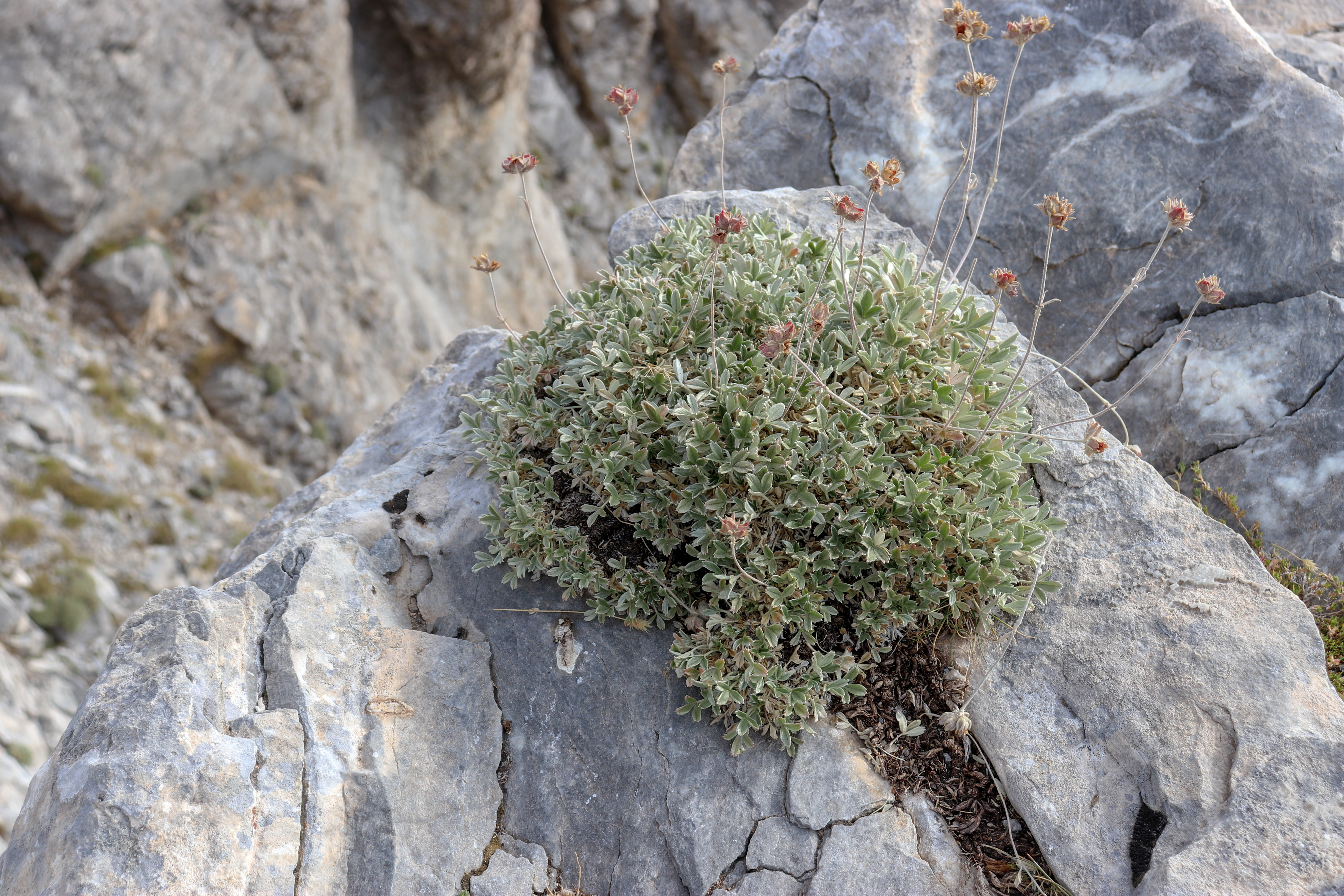
Potentilla deorum
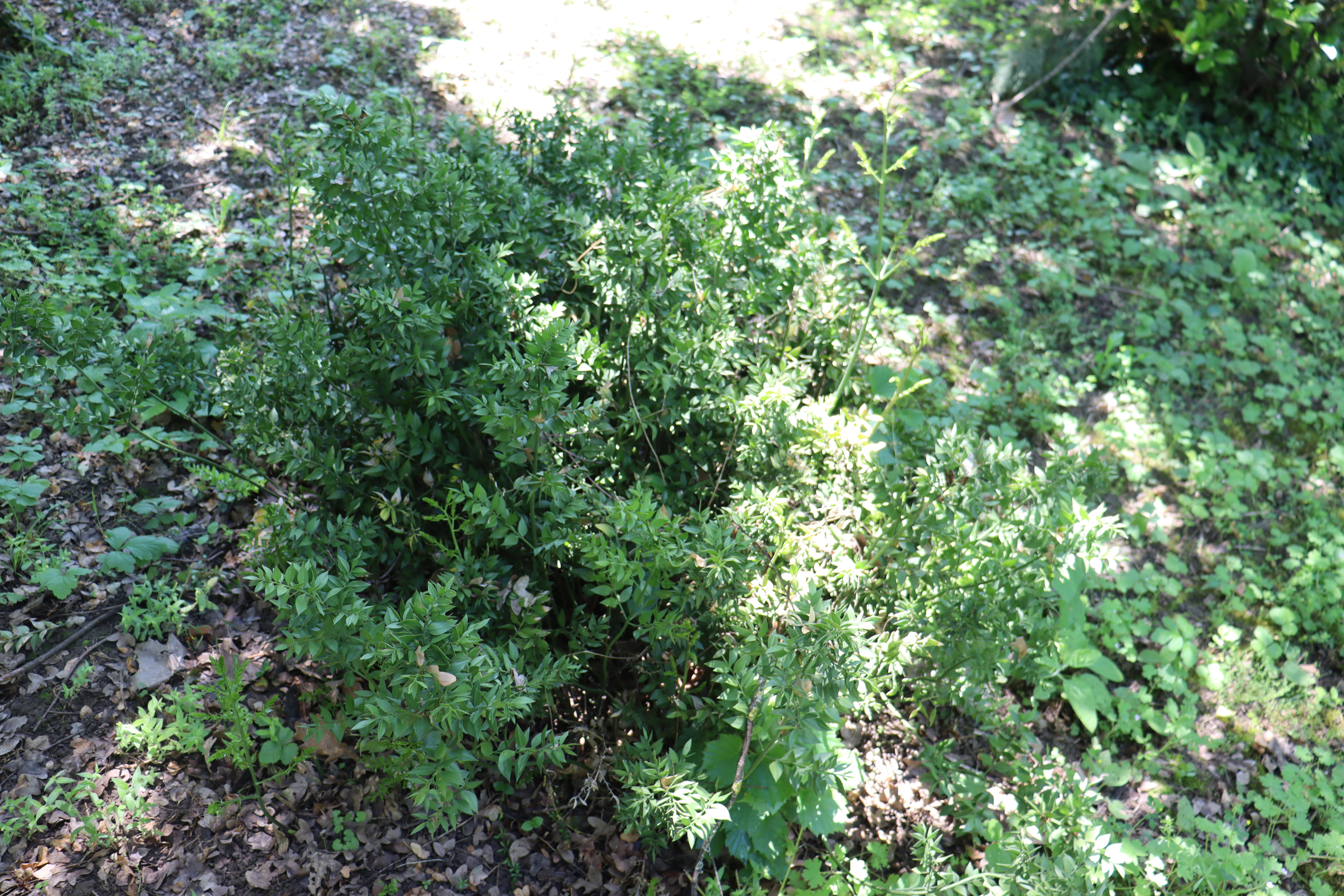
Ruscus aculeatus
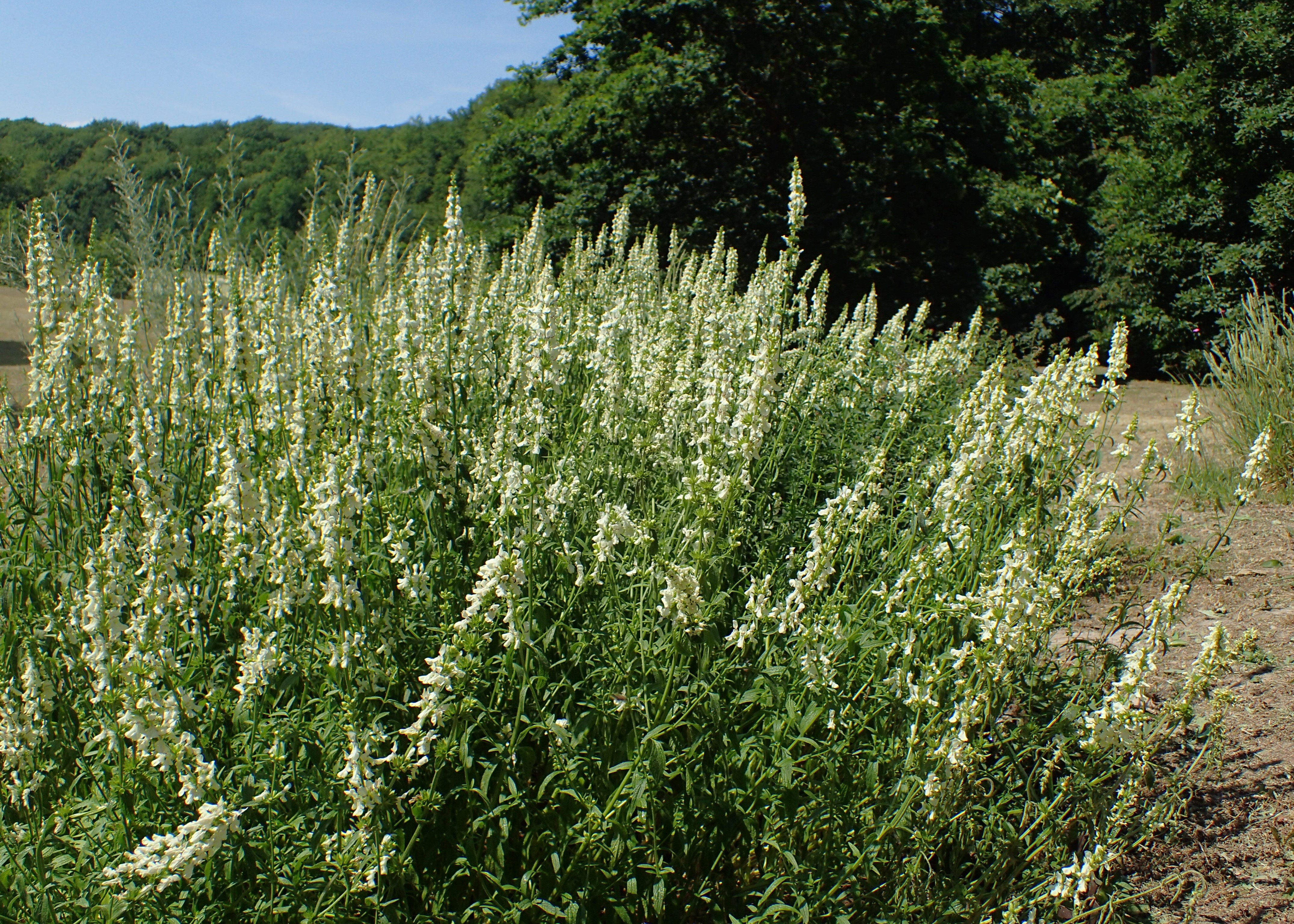
Stachys recta

Faună
Aceste zone naturale conțin și specii abundente de mamifere, păsări, amfibieni și reptile. Unele dintre speciile din regiunea muntelui Olimp sunt endemice în Grecia și Balcani. În total, există 1.700 de taxoni diferiți în Parcul Național Muntele Olimp. Există peste 100 de specii de păsări, inclusiv multe specii de păsări răpitoare și ciocănitoare și peste 40 de specii de mamifere. Un exemplu notabil este capra neagră balcanică (Rupicapra rupicapra balcanica), un animal asemănător caprei negre, înrudit cu cele din munții Europei și Orientului Mijlociu, cel mai reprezentativ mamifer asociat cu muntele Olimp, ușor de văzut la mare altitudine, fie ca indivizi, fie în turme care se hrănesc în zona alpină în lunile de vară. În plus, există peste 30 de specii de reptile și amfibieni.
Parcul este, de asemenea, renumit pentru varietatea colorată de fluturi, fiind înregistrate aproximativ 155 de specii din totalul de 239 de specii care au fost înregistrate în Grecia, precum fluturele Apollo (Parnassius apollo), fluturele Zerynthia (Zerynthia polyxena) și fluturele Parnassius (Parnassius mnemosyne). Dintre nevertebrate, cele mai importante sunt rădașca (Lucanus cervus), gândacul croitor cenușiu (Morimus funereus), croitorul mare al stejarului (Cerambyx cerdo) și gândacul auriu striat (Buprestis splendens). 

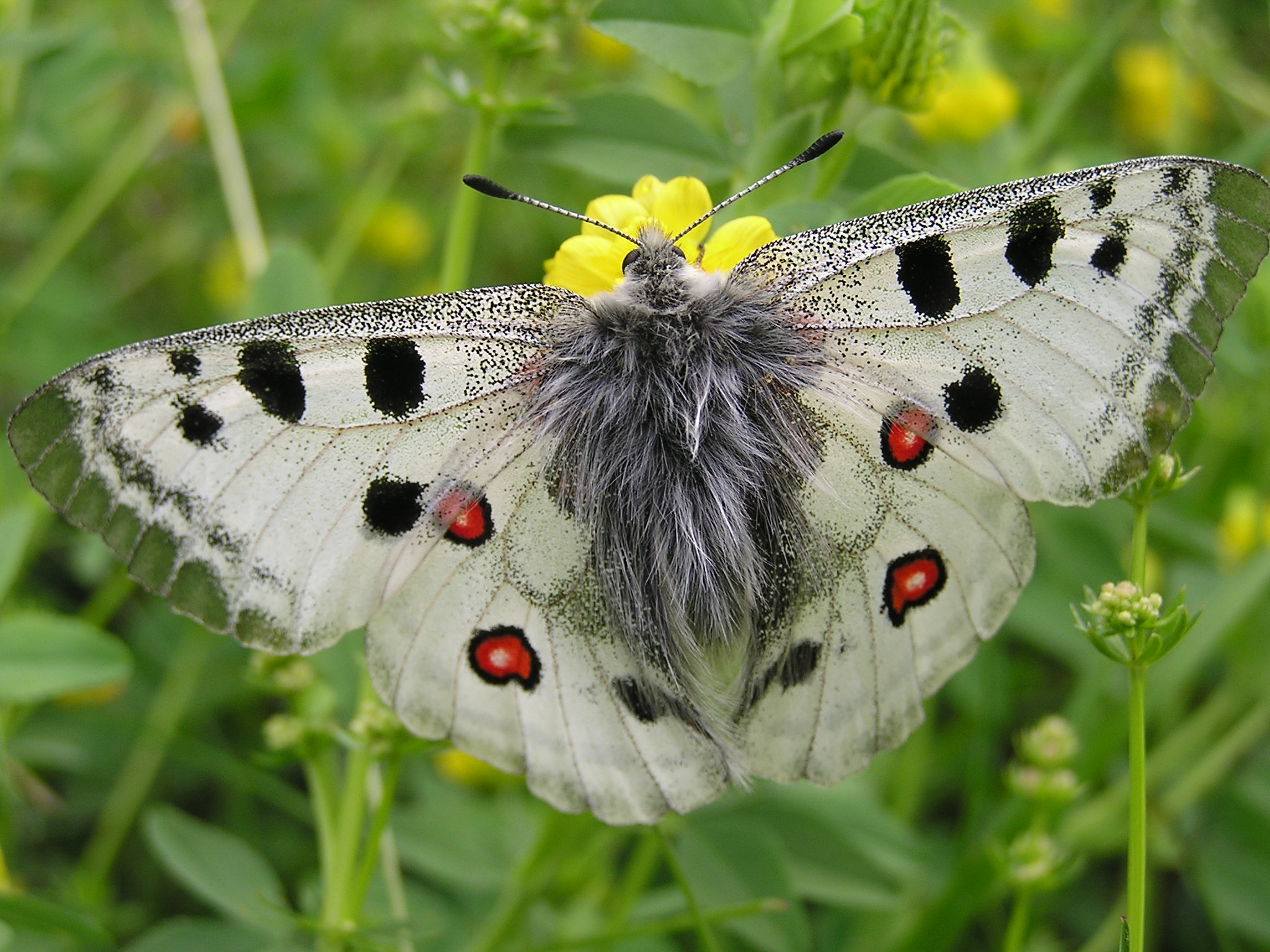
Fluturele Apollo (Parnassius apollo)
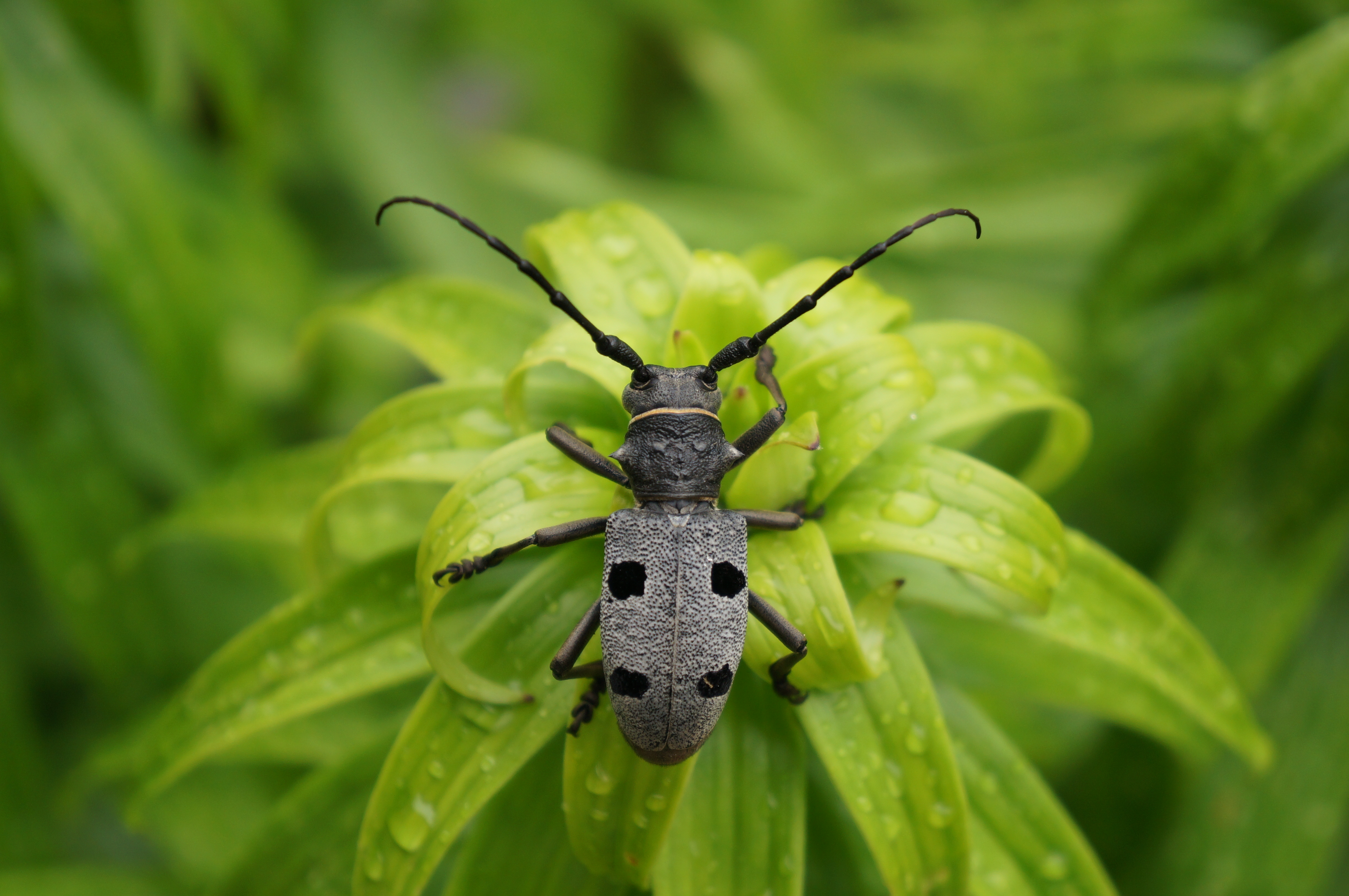
Gândacul croitor cenușiu (Morimus funereus)
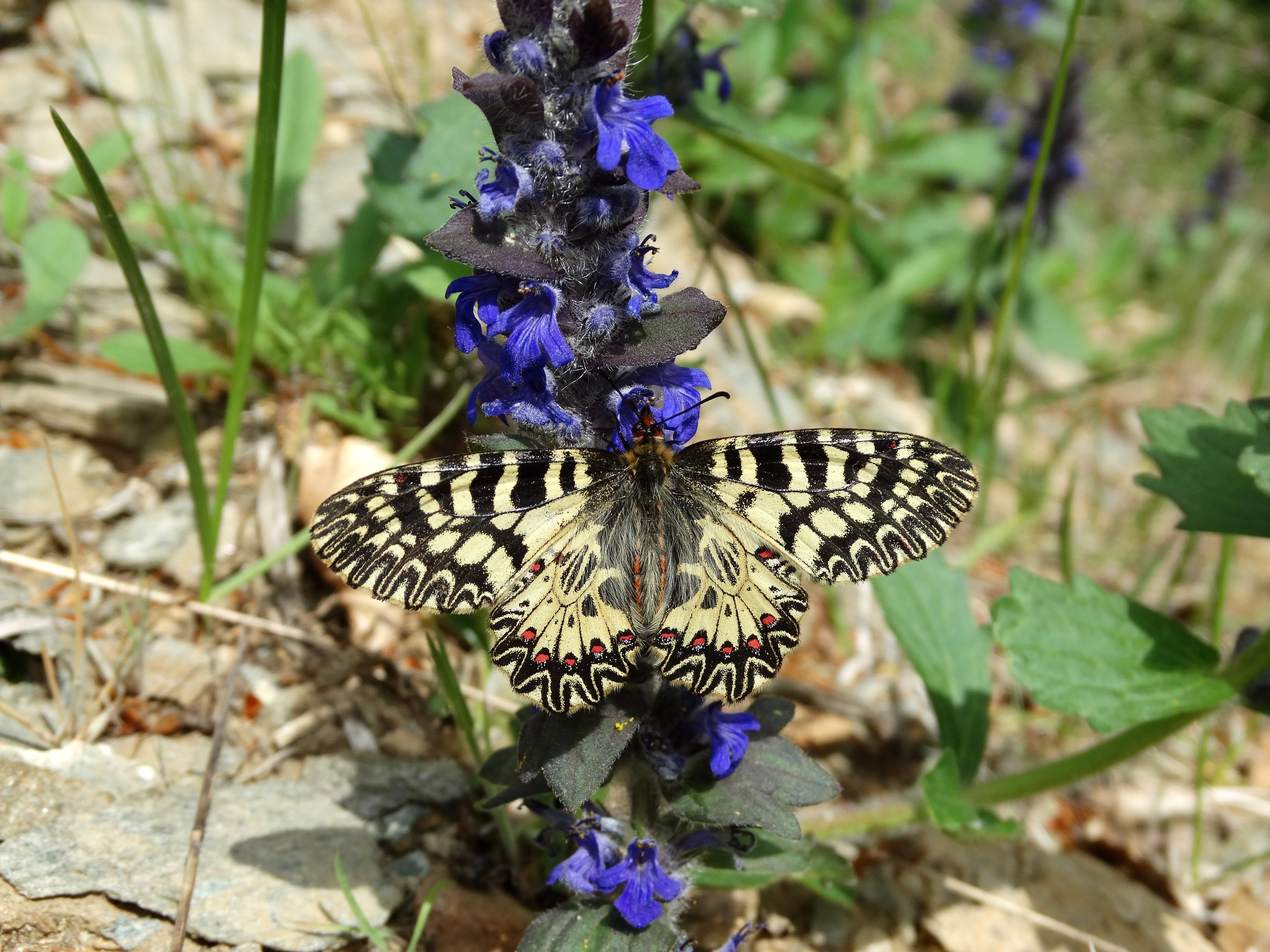
Fluturele Zerynthia (Zerynthia polyxena)
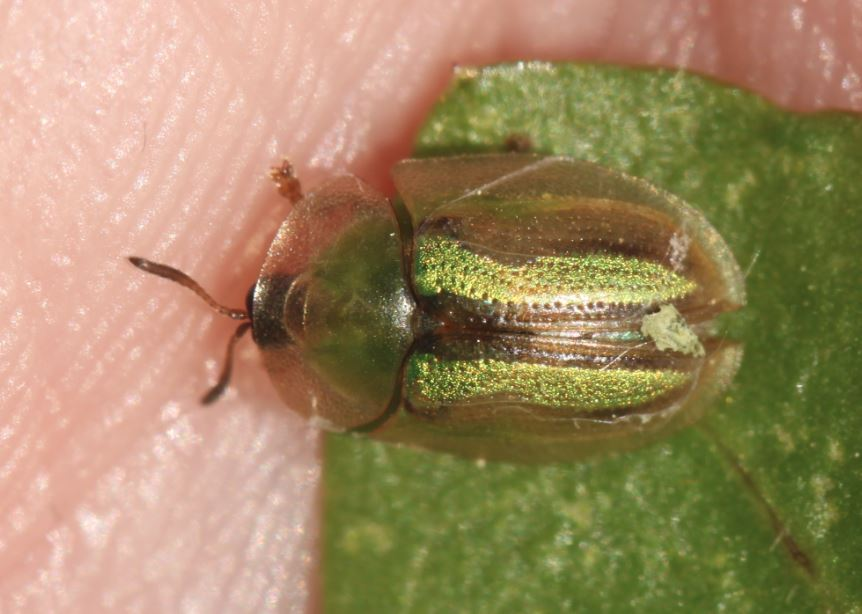
Gândacul auriu striat (Buprestis splendens)
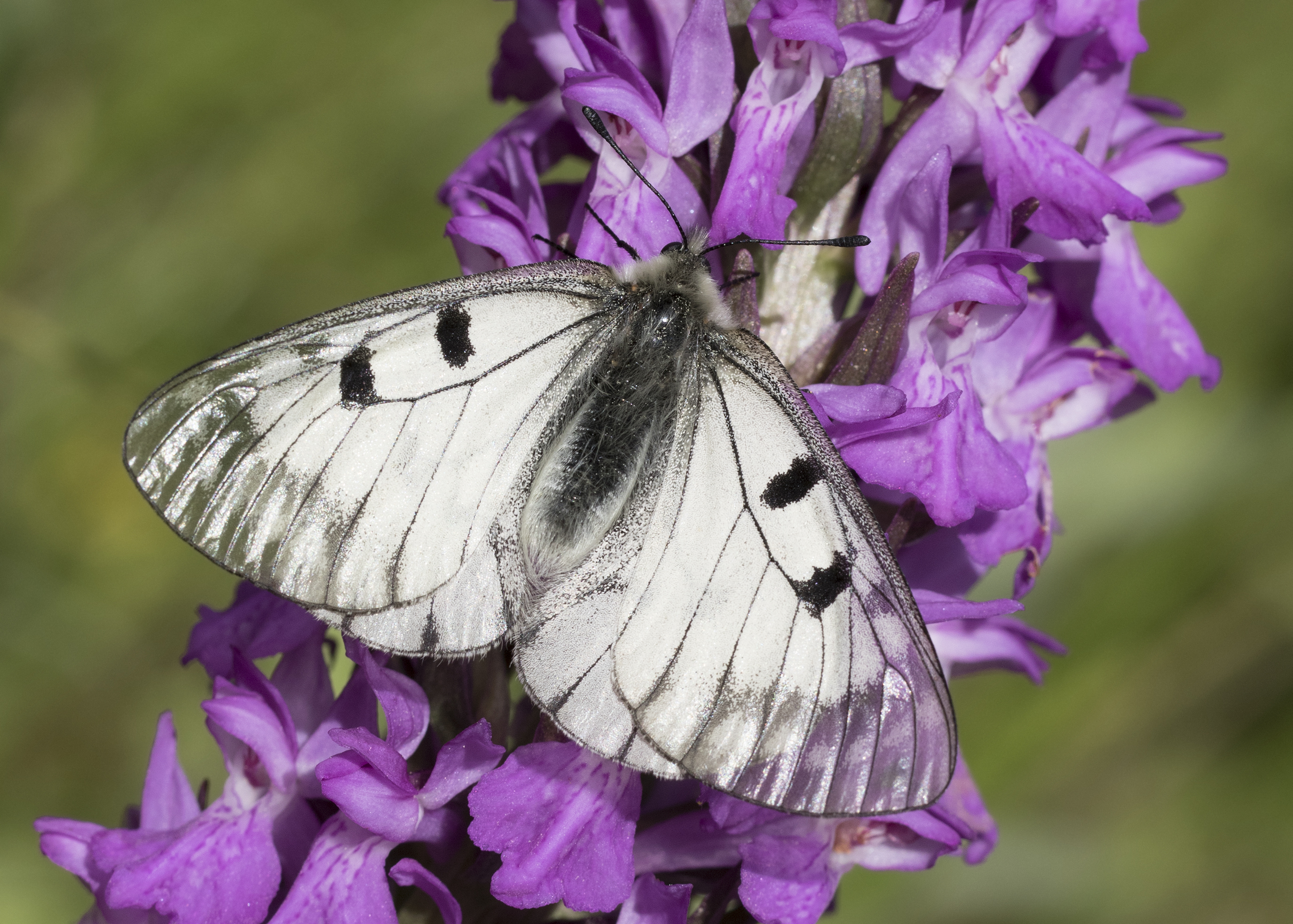
Fluturele Parnassius (Parnassius mnemosyne)

Fauna sălbatică include peste 40 de specii de mamifere, printre carnivore numărându-se lupul (Canis lupus), vulpea (Vulpes), pisica sălbatică (Felis sylvestris) și câteva exemplare de urs brun (Ursus arctos). Printre celelalte specii de mamifere mai mari sunt incluse capra neagră (Rupicapra rupicapra), capra sălbatică (Capra aegagrus) și căprioara (Capreolus capreolus), jderul (Martes foina), mistrețul (Sus scrofa), veverița roșie (Sciurus vulgaris). Printre mamiferele din Olimp, 20 de specii, dintre care 16 aparțin chiropterelor (liliecilor), reprezintă specii clasificate ca fiind amenințate, fie pe cale de dispariție, fie vulnerabile.

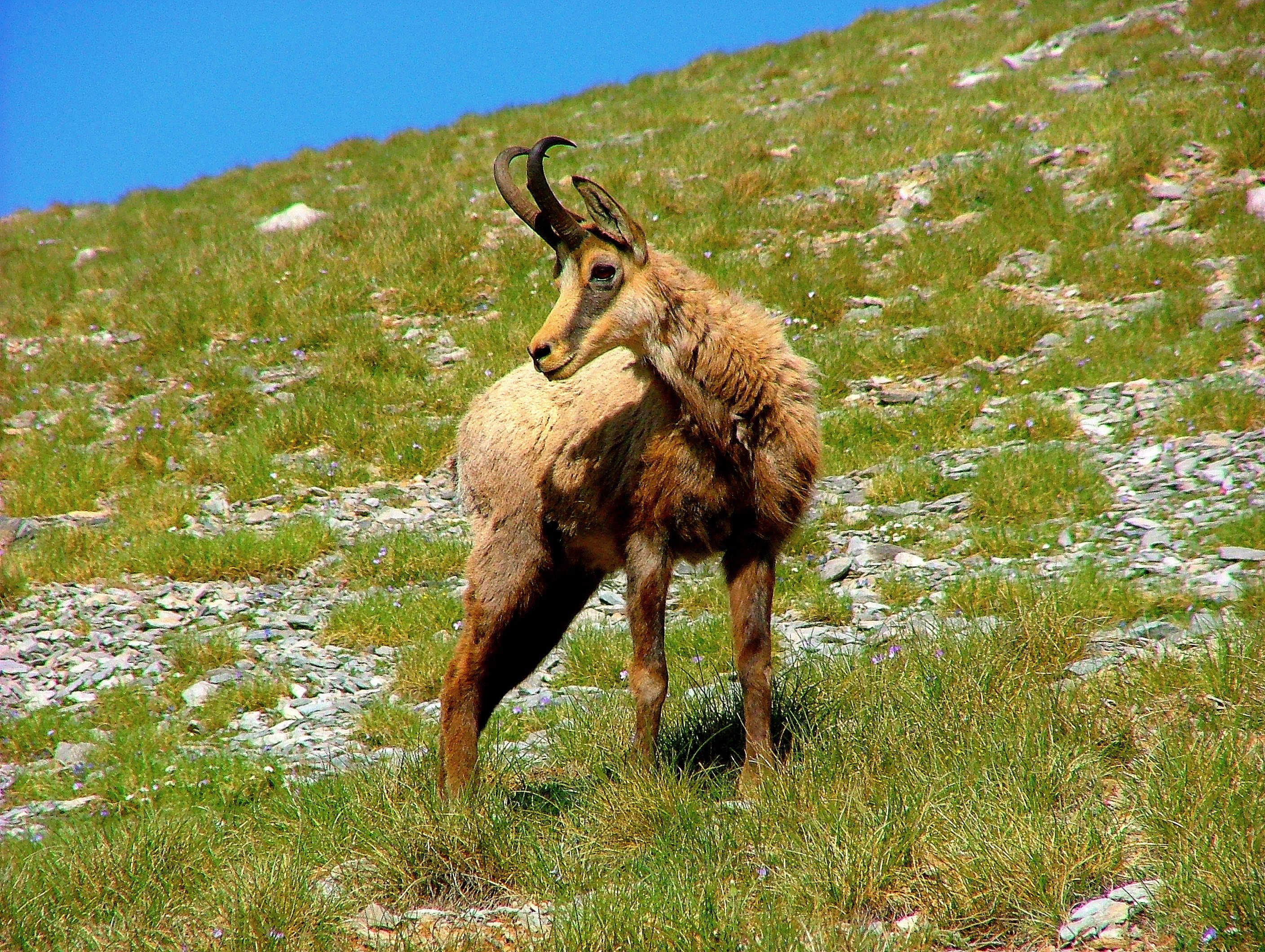
Capră neagră balcanică (Rupicapra rupicapra balcanica)
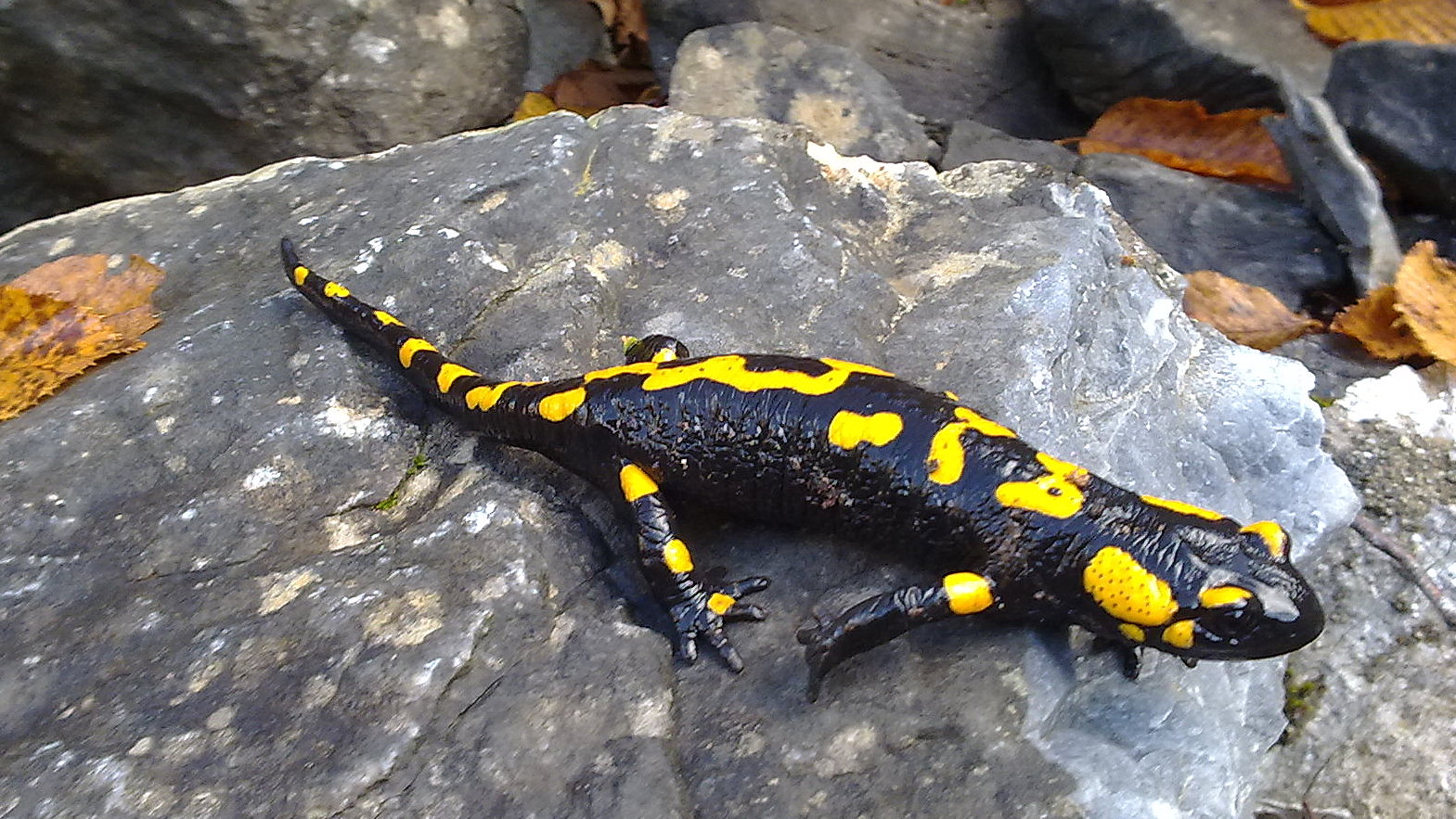
Salamandră (Caudata), Parcul Național Muntele Olimp
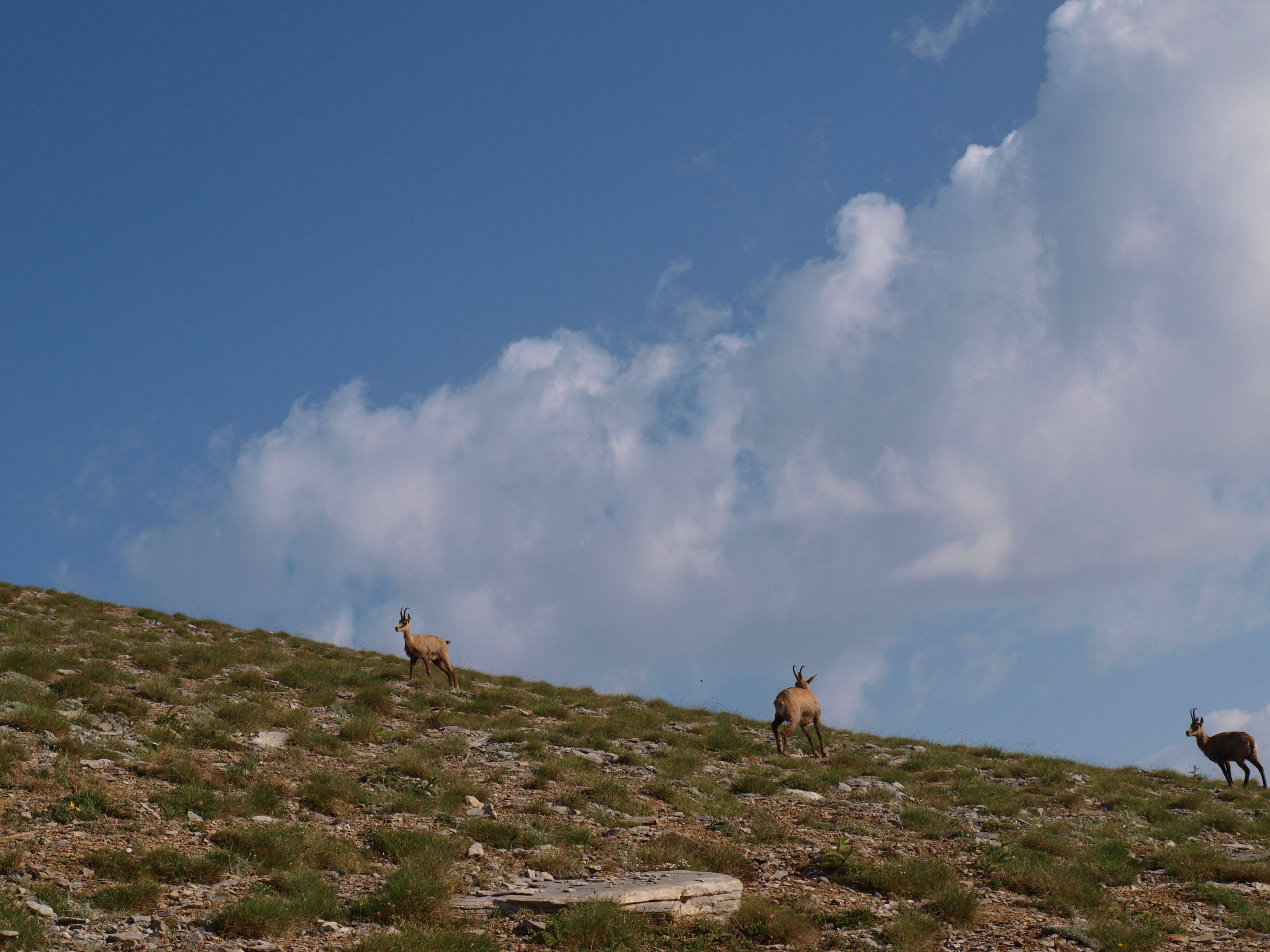
Capre sălbatice (Capra aegagrus), Oros Olympos
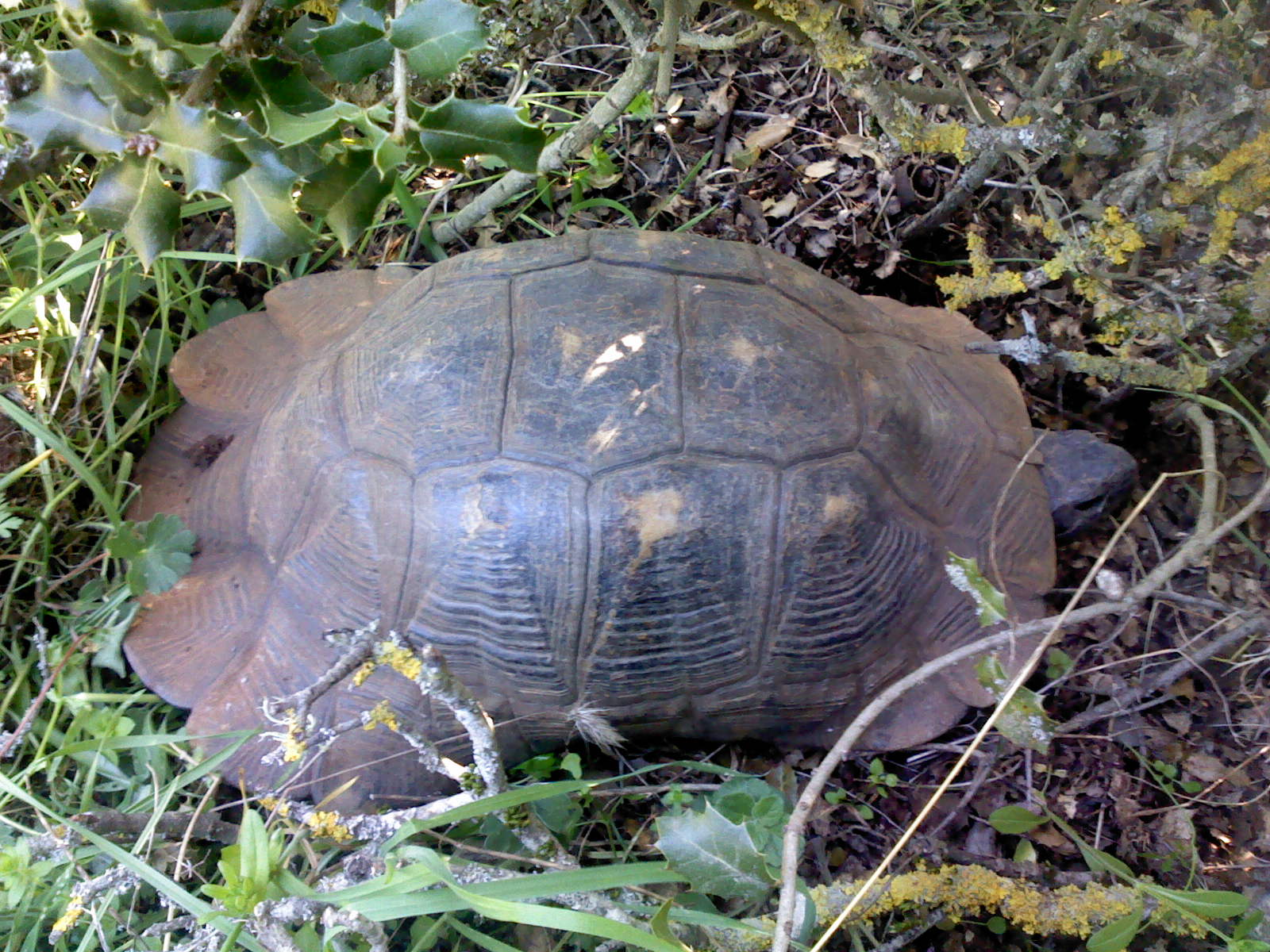
Broască țestoasă de uscat (Testudo), Oros Olympos
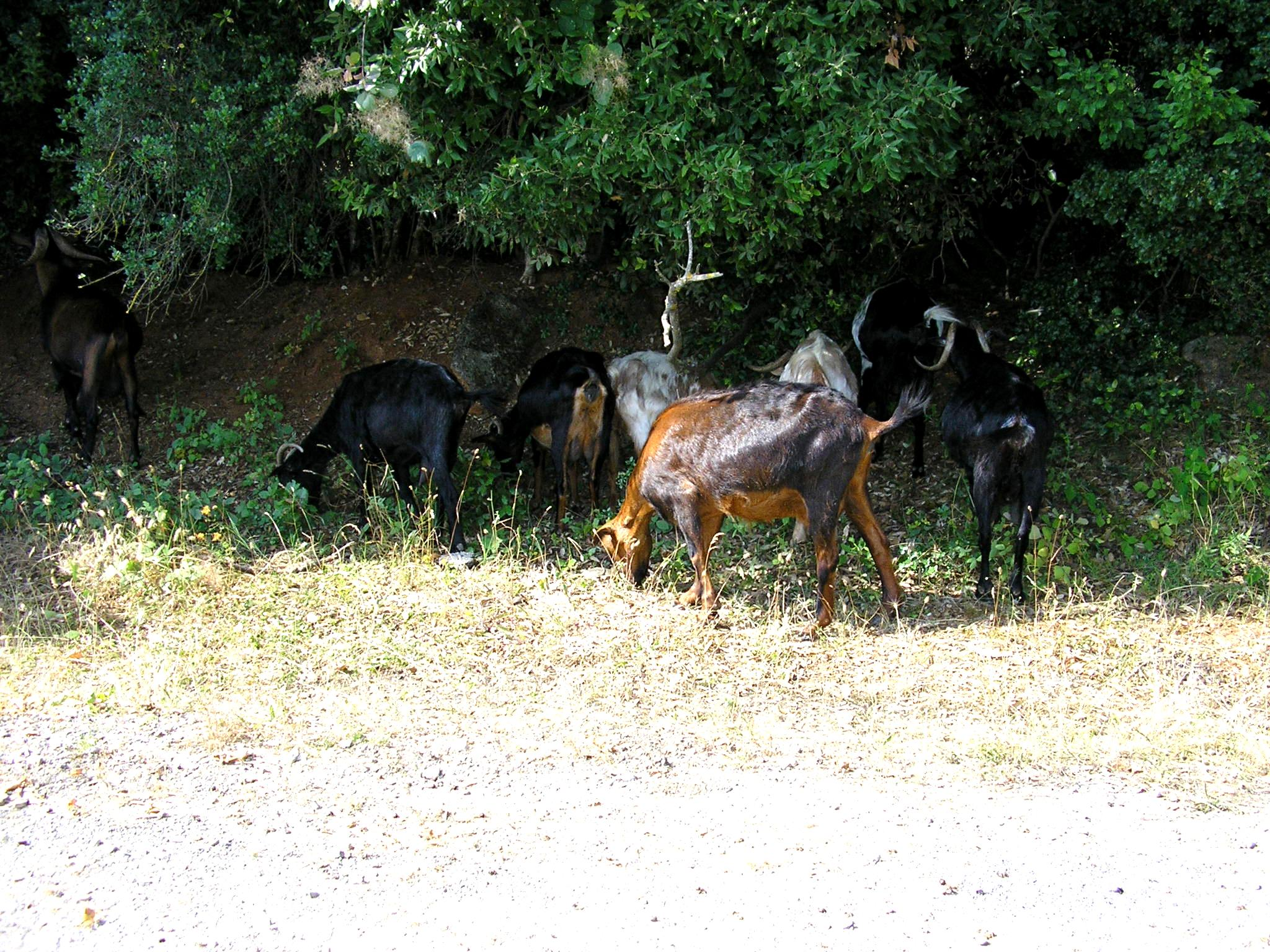
Capre negre (Rupicapra rupicapra), Oros Olympos
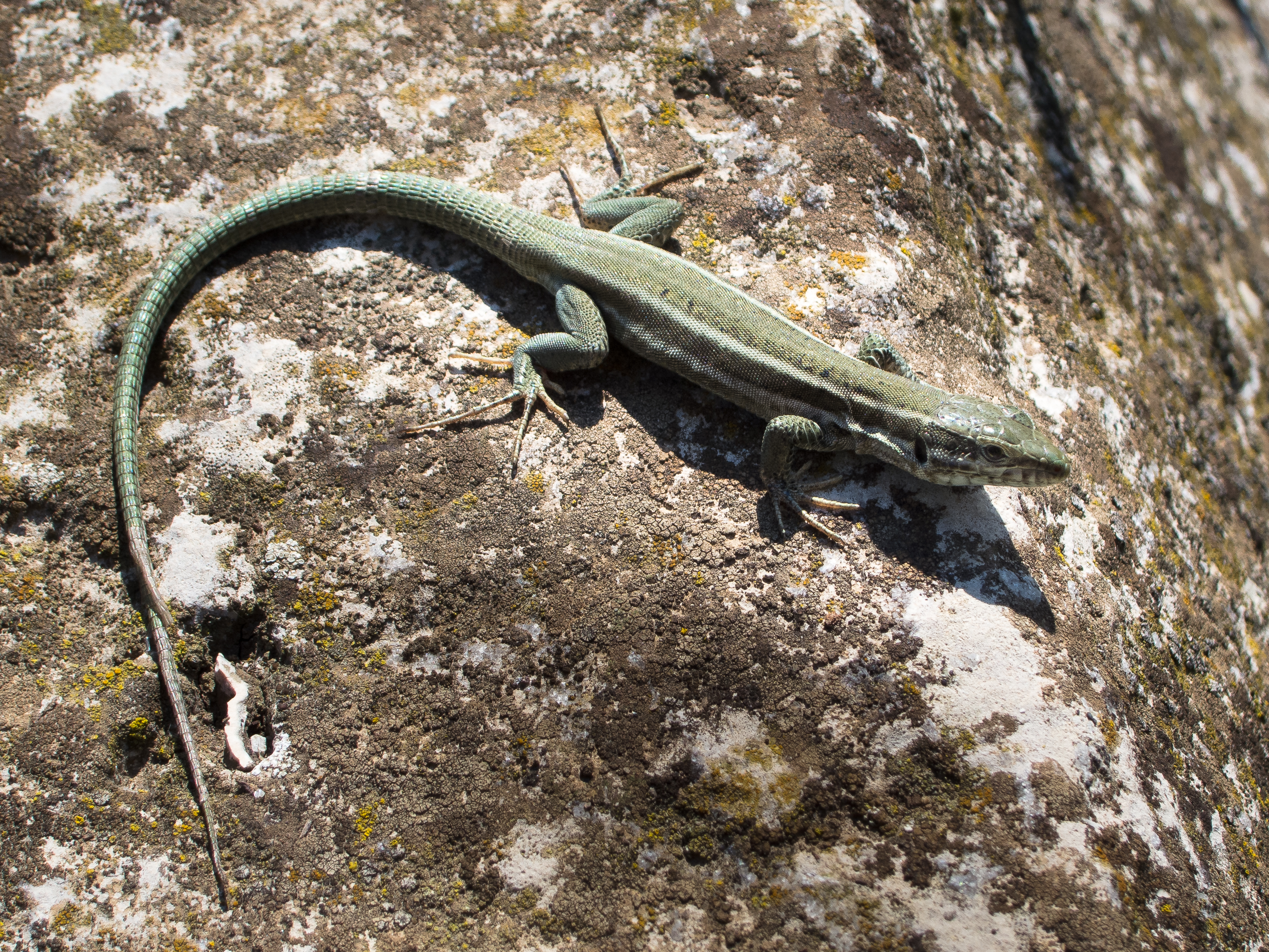
Șopârlă Podarcis (Podarcis), Dion, Olimp

Peste o sută de specii de păsări trăiesc în Parcul Național Muntele Olimp, printre cele răpitoare putând fi regăsite exemplare de șoim călător (Falco peregrinus), uliu păsărar (Accipiter nisus), acvilă de munte (Aquila chrysaetos), șerpar (Circaetus gallicus), șoim lanner (Falco biarmicus) și acvilă pitică (Aquila pennata). Se mai găsesc șorecarul (Buteo), viesparul (Pernis apivorus), uliul cu picioare scurte (Accipiter brevipes) și vânturelul mic (Falco naumanni subs. tinnunculus). Pe pajiștile și stâncile alpine trăiesc specii obișnuite cu condițiile dificile de munte, precum fluturașul de stâncă (Tichodroma muraria), ciocârlia urecheată (Eremophila alpestris), brumărița de stâncă (Prunella collaris) și stăncuța alpină (Pyrrhocorax graculus). În pădurile dese se găsesc numeroase specii și populații mari de ciocănitori, precum ciocănitoarea neagră (Dryocopus martius), ciocănitoarea cu spatele alb (Dendrocopos leucotos), ciocănitoarea de stejar (Dendrocopos medius), ciocănitoarea de grădină (Dendrocopos syriacus), ciocănitoarea verzuie (Picus canus), ciocănitoarea verde (Picus viridis) și de pițigoi, precum pițigoiul moțat (Lophophanes cristatus), pițigoiul de munte (Poecile montanus), pițigoiul de brădet (Periparus ater), pițigoiul de livadă (Poecile lugubris). Dintre păsările găsite pe Olimp, 39 de specii sunt protejate.

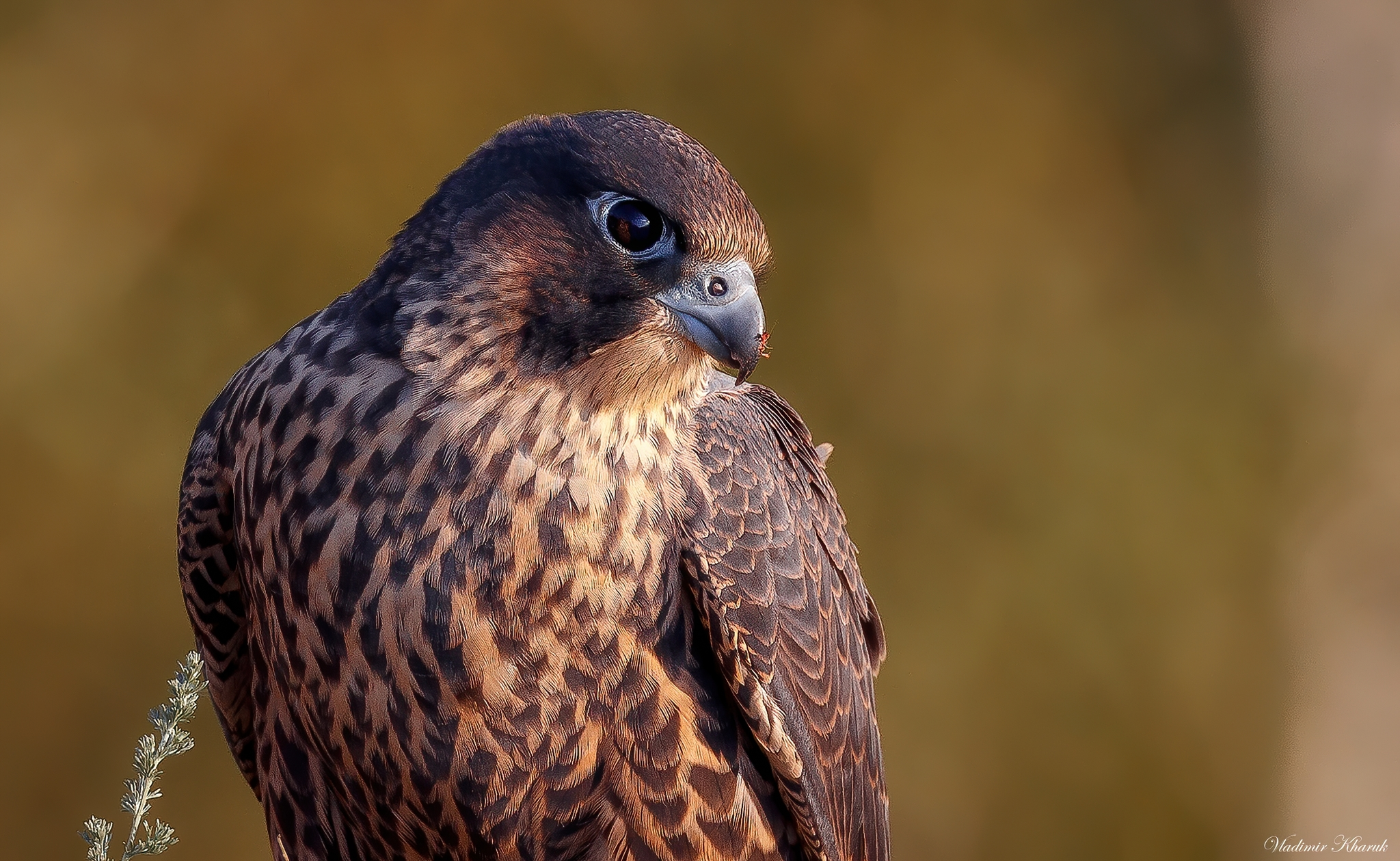
Șoim călător (Falco peregrinus)
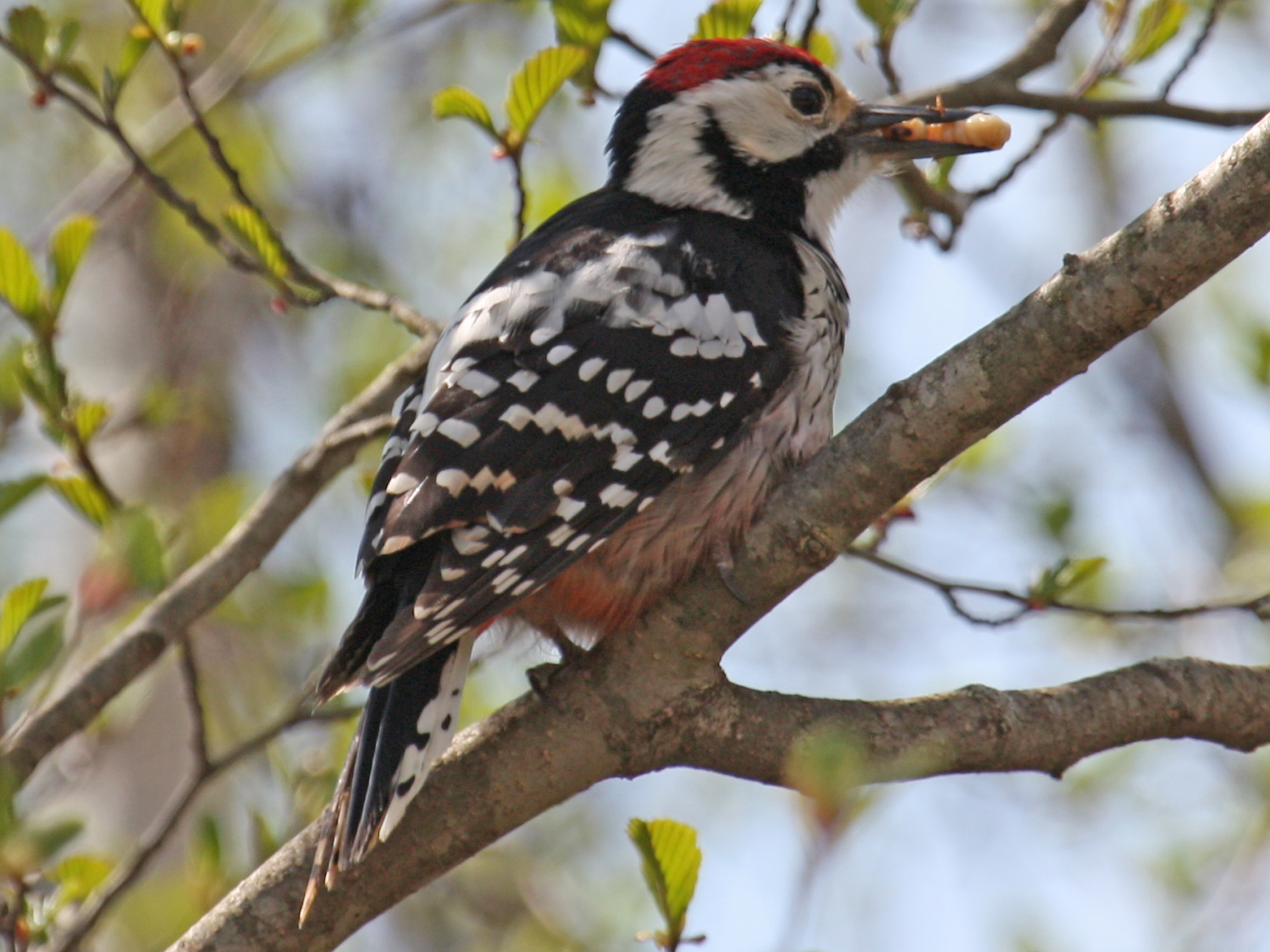
Ciocănitoare cu spatele alb (Dendrocopos leucotos)
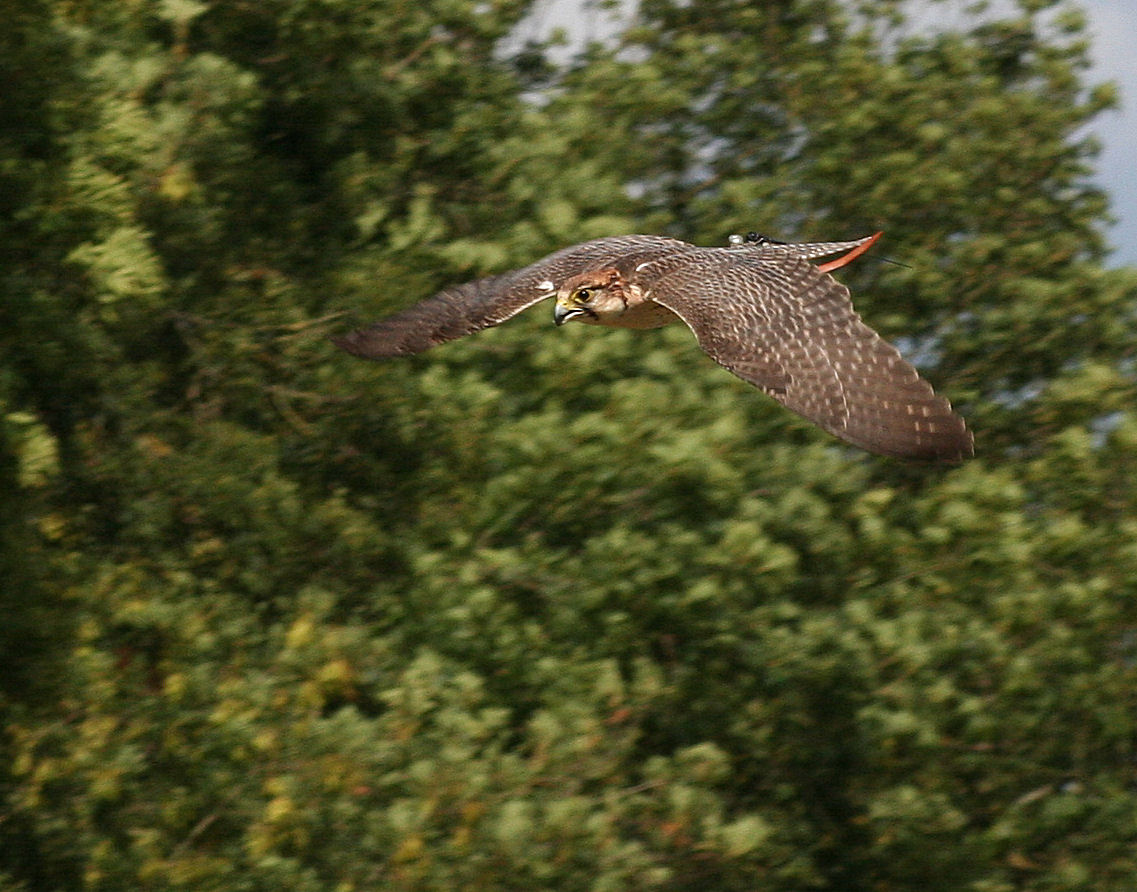
Șoim lanner (Falco biarmicus)
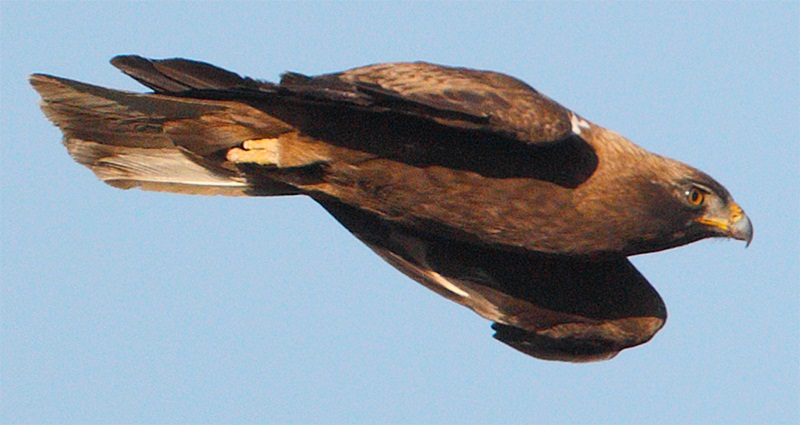
Acvilă pitică (Aquila pennata)
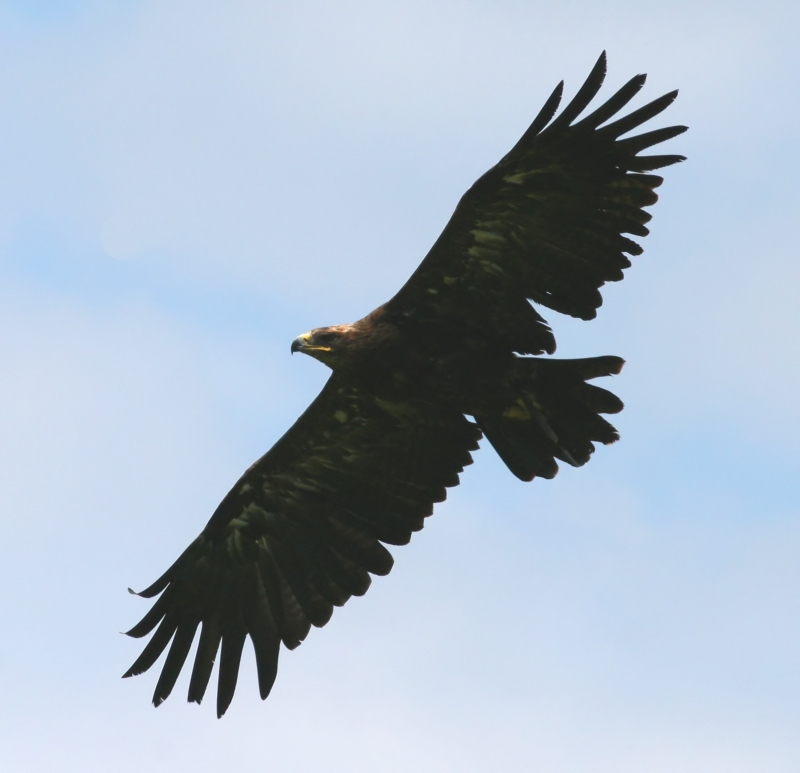
Acvilă de munte (Aquila chrysaetos)

Conform celor mai recente date, muntele Olimp găzduiește 10 specii de amfibieni și 24 de specii de reptile. În special la altitudini joase și medii trăiesc broaște țestoase de uscat (Testudo hermannii, Testudo marginata), șerpi, precum șarpele lui Esculap (Zamenis longissimus), șarpele de alun (Coronella austriaca), vipera cu corn (Vipera ammodytes), șarpele de apă (Natrix tessellata), șarpele situla (Zamenis situla), șarpele cu patru dungi (Elaphe quatorlineata), șarpele Montpellier (Malpolon insignitus), tritoni (Triturus madus vulgaricus, Triturus mate), broaște, precum broasca roșie de pădure (Rana dalmatina), broasca grecească de pârâu (Rana graeca), broasca grecească de mlaștină (Pelophylax kurtmuelleri), brotăcelul (Hyla arborea), broaște râioase, precum buhaiul de baltă cu burtă galbenă (Bombina variegata), broasca râioasă brună (Bufo bufo), broasca râioasă verde (Bufotes virides)) și șopârle, precum șopârlița de frunzar (Ablepharus kitaibelli), șopârla apodă (Pseudopus apodus), șopârlele Podarcis (Podarcis muralis și Podarcis erhardii), gușterul vărgat (Lacerta trilineata). Dintre aceste specii de amfibieni și reptile, 25 sunt specii protejate.
- Broască grecească de pârâu
(Rana graeca)
- Șopârlă apodă
(Pseudopus apodus)
- Broască grecească de mlaștină
(Pelophylax kurtmuelleri)
- Buhai de baltă cu burtă galbenă
(Bombina variegata)
- Triton
(Triturus vulgaricus)

## Istoric

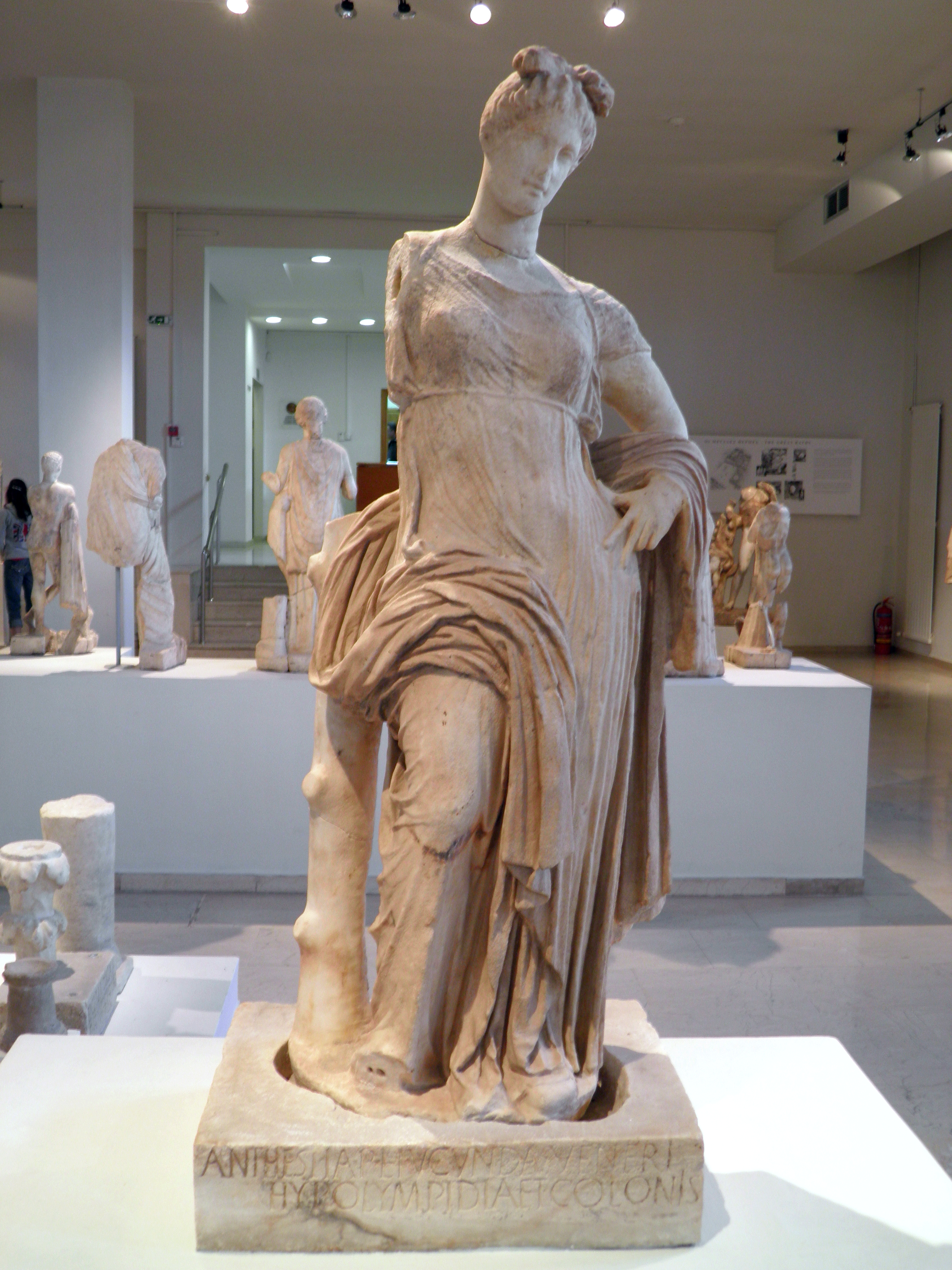
Afrodita din Olimp, Muzeul Arheologic Dion

În antichitate, masivul Olimp forma granița dintre Tesalia și Macedonia. Istoria zonei înconjurătoare în perioada secolelor IV-II î.Hr. este, în consecință, de interes în contextul expansiunii Macedoniei sub Filip al II-lea (359–336 î.Hr.), al războiului chremonidean (dus de o coaliție de orașe-stat grecești împotriva dominației macedonene, rezultând o victorie macedoneană care a confirmat controlul asupra orașelor-state ale Greciei, (267–261 î.Hr.) și al războaielor macedonene (214–148 î.Hr.), cel de-al patrulea război macedonean (150–148 î.Hr.) sfârșindu-se cu înființarea provinciei romane Macedonia. În perioada Imperiului Otoman muntele era o ascunzătoare și o bază de operațiuni pentru klefți și armatoli. A fost cunoscut sub numele de „Semavatevi” în turcă în timpul celor aproape 400 de ani de stăpânire otomană.
În Olimp a fost fondat în 1489 al doilea Armatoliki, condus de Kara Michalis. Acțiunile klefților din Olimp i-a determinat pe turci să se îndrepte asupra satului Milia, aliat al klefților, pe care l-au distrus, drept răzbunare, la sfârșitul secolului al XVII-lea. În acea perioadă, Livadi a devenit sediul Armatoliki din Olimp și Macedonia de Vest, primul comandant fiind renumitul Panos Zidros. În secolul al XVIII-lea, în timpul administrării conducătorului otoman albanez Ali Pașa, conducătorul din ce în ce mai independentului Pașalâc din Ioannina, turcii au înlocuit armatolii locali (care adesea s-au alăturat klefților) cu armatoli albanezi musulmani, districtele Armatoliki devenind astfel aproape exclusiv albaneze. Armatolii greci destituiți au devenit klefți, iar activitatea lor ulterioară anti-armatoli nu a fost doar brigandaj, ci și o formă de rezistență împotriva stăpânirii otomane:212:169–170.
Cu toate acestea, armatolii din Olimp, chiar și după capitularea în fața lui Ali Pașa, nu au încetat să lupte pe uscat și pe mare. Printre cei care au activat acolo și în regiunile apropiate s-au numărat Nikotsaras (Nikos Tsaras), vlahul aromân Giorgakis Olympios  și legendara familie Lazaios (în greacă Λαζαίοι). La începutul secolului al XX-lea, chiar și după eliberarea de sub Imperiul Otoman (1912), tâlharii erau activi în regiune, cel mai cunoscut dintre ei fiind celebrul Fotis Giagoulas (în greacă Φώτης Γιαγκούλας), al cărui cap mumificat s-a păstrat până în zilele noastre:88. În timpul invaziei germane din 1941, Armata Elenă a purtat bătălii importante în această regiune, împreună cu unități de britanici, neozeelandezi și australieni. În timpul ocupației germane (1941–1944) muntele a fost unul dintre centrele rezistenței grecești, iar puțin mai târziu în Litochoro a început Războiul civil grec (1946–1949).

### Situri antice și medievale
Întreaga regiune a muntelui Olimp din Pieria a fost declarată sit arheologic și istoric, pentru conservarea caracterului său monumental și istoric. La cinci kilometri distanță de mare se află Dion, orașul sacru al vechilor macedoni, dedicat lui Zeus (în greacă veche Ζεύς, în greacă Διός, Dios sau Dion) și celor doisprezece olimpieni. Prosperitatea sa a durat din secolul al V-lea î.Hr. până în secolul al V-lea d.Hr.. Săpăturile, care au demarat în 1928, au scos la iveală numeroase descoperiri din perioada macedoneană, elenistică și romană. În prezent există un parc arheologic unic de 200 de hectare, care include orașul antic și lăcașurile sacre de cult din afara zidurilor acestuia. Multe statui și alte relicve arheologice sunt păstrate în Muzeul arheologic din Dion. Pimblia și Leibethra, alte două orașe din regiunea Olimpului, sunt legate de Orfeu și de „misterele orfeice”:62. Conform unei tradiții, Orfeu, fiul lui Apollo și Caliope (una dintre muze), a săvârșit aici ceremoniile mistice de închinare dedicate lui Dionis (cunoscut și sub numele de Bacchus). Lângă mare, la porțile Macedoniei, se află Castelul Platamon (în greacă Κάστρο του Πλαταμώνα), construit între 1204 și 1222, într-o poziție strategică care controlează accesul în Valea Tempe (în greacă Κοιλάδα των Τεμπών, în greacă veche Τέμπεα, Τέμπη), prin care trece drumul principal care leagă Macedonia de Thessalia și de centrul Greciei:28–29,58. La nord se află vechea așezare antică Pydna, unde, în 168 î.Hr., a avut loc bătălia decisivă dintre macedoneni și romani. Între Pydna și muntele Olimp se află o reședință episcopală fortificată din perioada bizantină numită Louloudies (în greacă Λουλουδιές), mormintele macedonene din Katerini și mormintele macedonene din Korinos.

### Monumente creștine
În regiunea muntelui Olimp se află și câteva monumente creștine, printre care Capela Profetului Ilie (în greacă εξωκκλήσι του Προφήτη Ηλία, transliterat: exokklísi tou Profíti Ilía), capela ortodoxă situată la cea mai mare altitudine (2.803 m), dedicată Sfântului Ilie, în tradiția greacă asociat cu vârfurile montane, situată pe vârful omonim (în greacă Προφήτης Ηλίας, transliterat: Profítis Ilías). A fost construită în secolul al XVI-lea de către Sfântul Dionisie din Olimp, care a întemeiat și cea mai importantă mănăstire din regiune, vechea Mănăstire Dionysios (în greacă Παλαιά Μονή Αγίου Διονυσίου, transliterat: Palaiá Moní Agíou Dionysíou, 820 m), aflată în valea râului Enipeas. Mănăstirea a fost jefuită și arsă de otomani, iar în 1943 a fost distrusă de invadatorii germani, care bănuiau că este o ascunzătoare de gherilă. În prezent, a fost parțial restaurată și funcționează ca o dependință a Mânăstirii Agios Dionysios (noua Mănăstire Dionysios, în greacă Νέας Μονής Διονυσίου, transliterat: Néas Monís Dionysíou) de lângă Litochoro. Pe poalele sudice ale Olimpului, într-o poziție dominantă (820 m) în defileul Ziliana, se află Mănăstirea Kanalon (în greacă Μονή Κανάλων, transliterat: Moní Kanálon), la 8 kilometri distanță de satul Karya, fondată în 1055 de călugării Damianos și Joakim și care a fost restaurată în 2001. Mai spre vest, pe marginea pârâului Mavratza, la 1.020 m, se află Mănăstirea Sfânta Treime (în greacă Μονή Αγίας Τριάδος, transliterat: Moní Agías Triádos) din Sparmos, care a înflorit la începutul secolului al XVIII-lea, a deținut numeroase terenuri și a ajutat la înființarea renumitei școli din Tsaritsani. A fost abandonată în 1932, dar în 2000 a fost complet renovată și redeschisă ca mănăstire de călugări, afiliată episcopiei din Elassona.

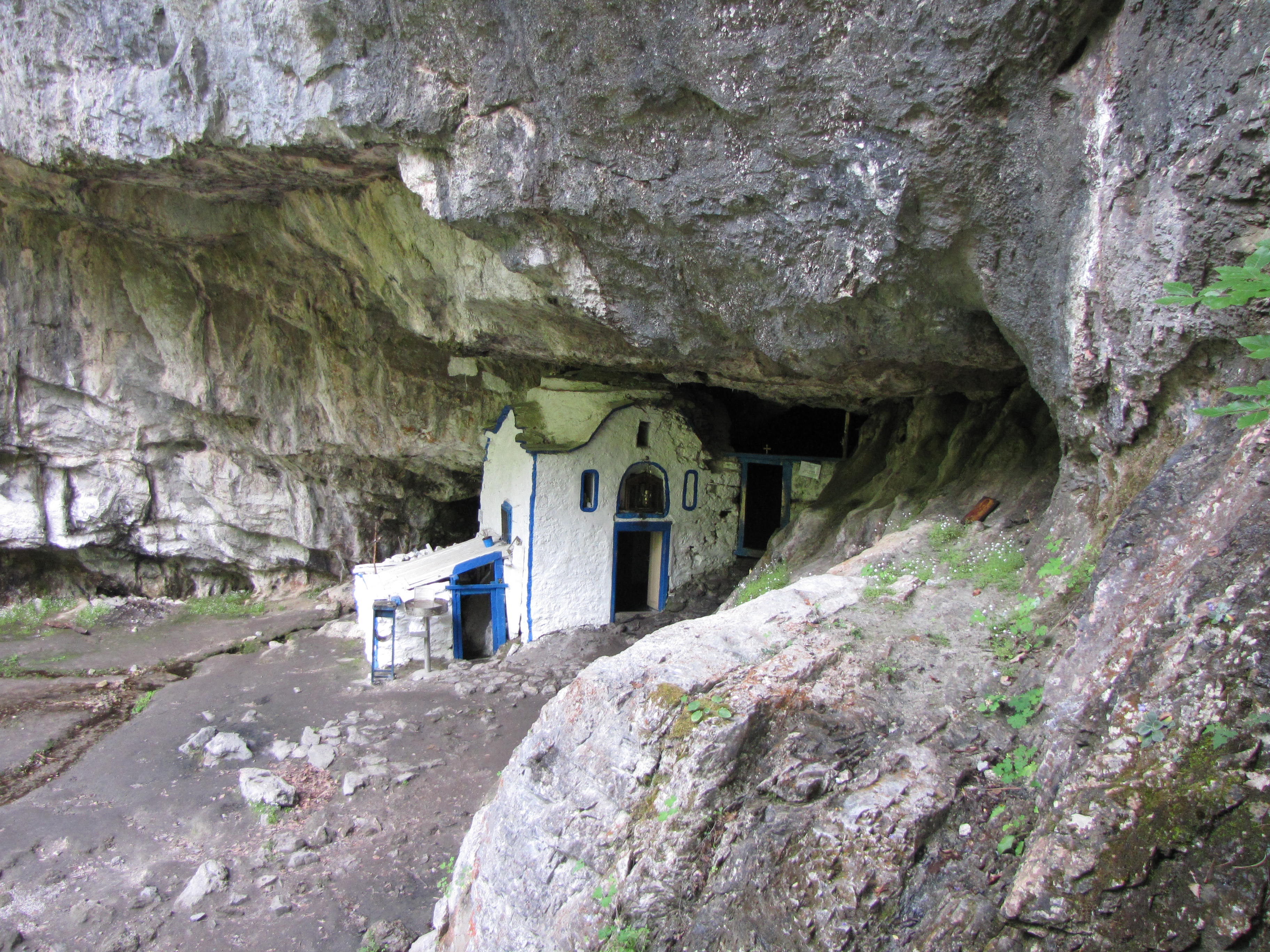
Capela Profetului Ilie
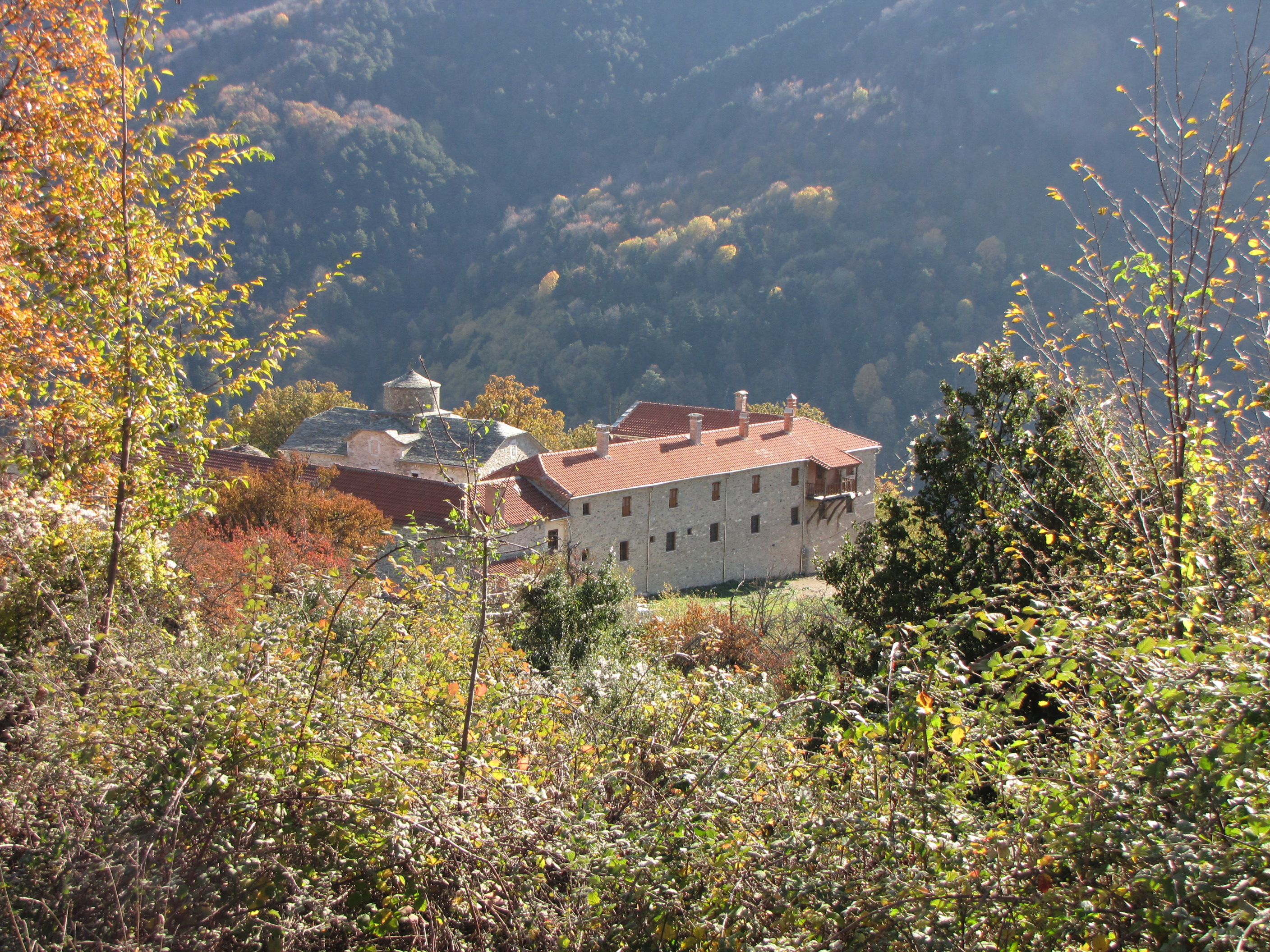
Mănăstirea Kanalon
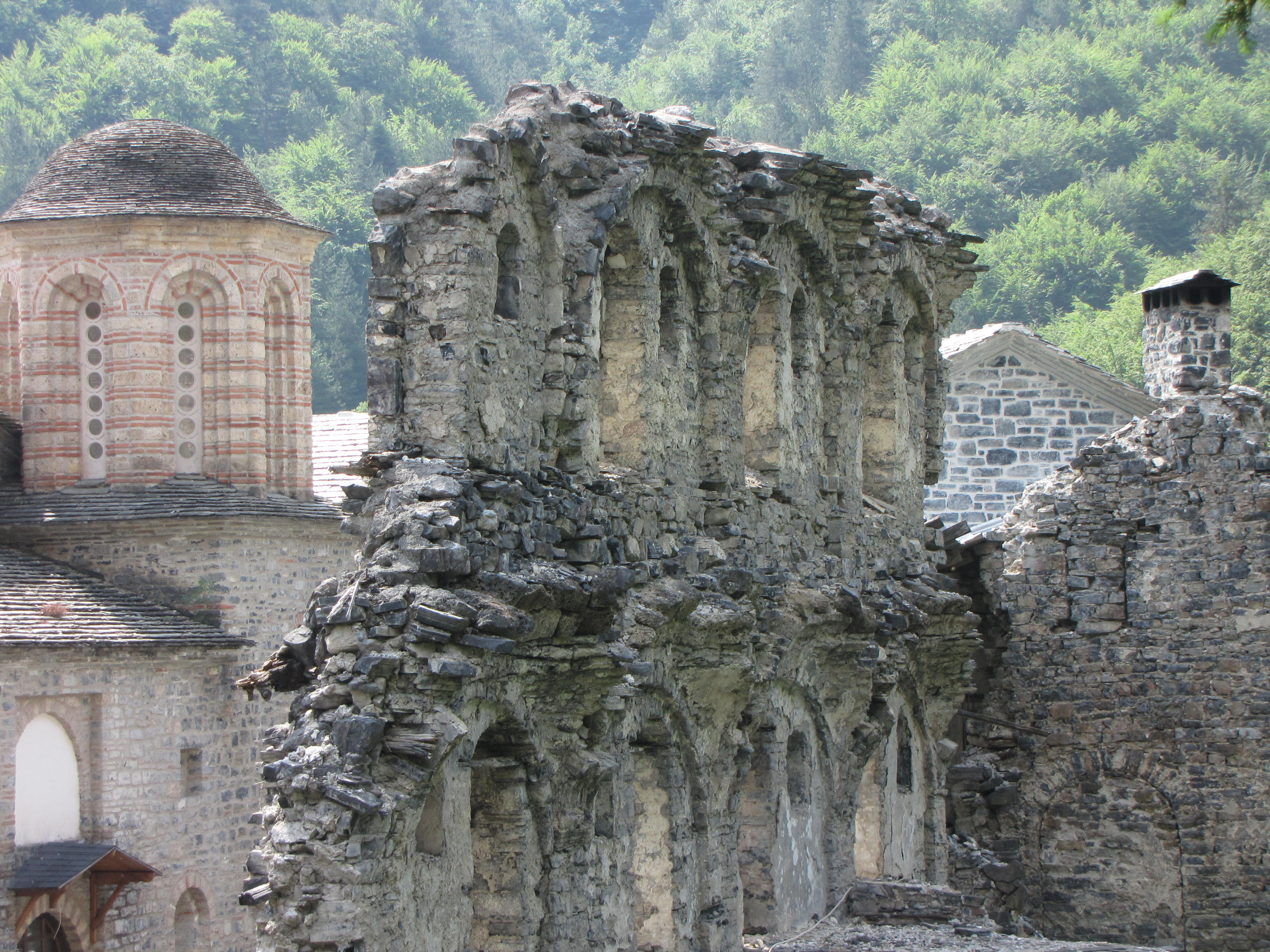
Vechea mănăstire Agios Dionysios
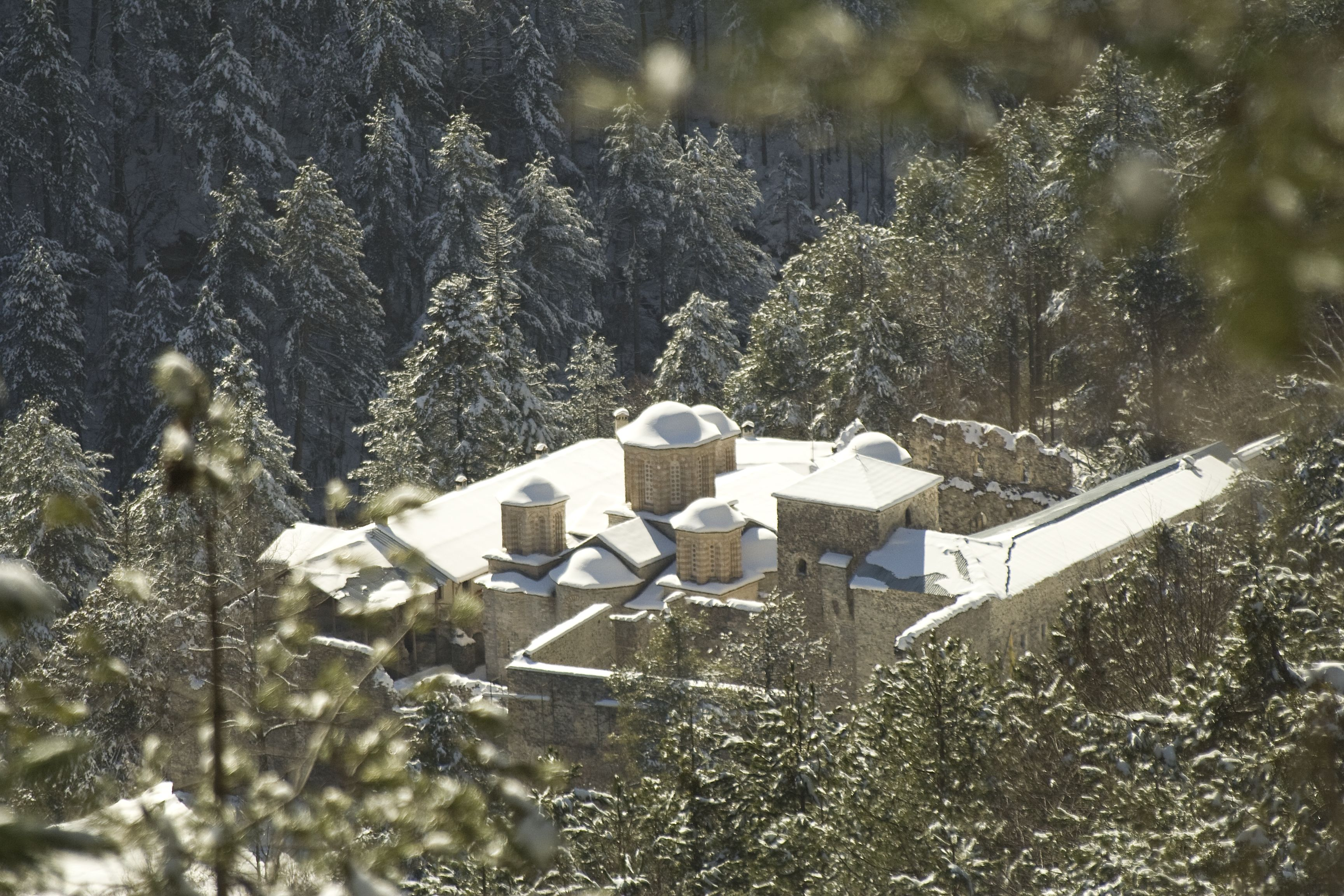
Noua mănăstire Agios Dionysios
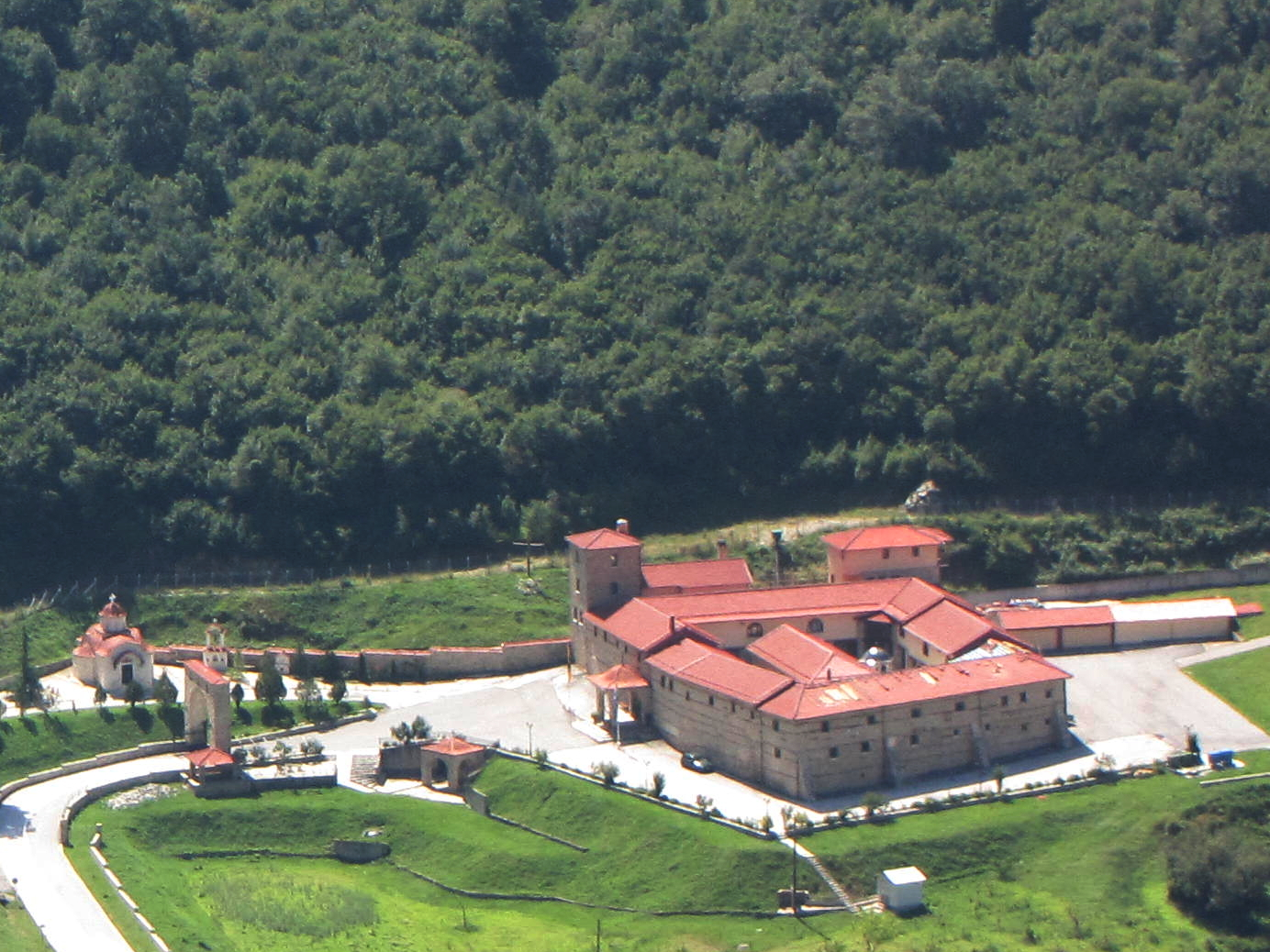
Mănăstirea Sfânta Treime

### Primele ascensiuni pe muntele Olimp
Dovezile arheologice sugerează că muntele Olimp a fost vizitat în mod regulat în pelerinaje religioase în antichitate și Evul Mediu timpuriu. Au fost găsite pe vârf resturi de ceramică antică grecească, monezi și urme de cenușă provenită din sacrificii ritualice, estimate a fi din jurul anului 400 î.Hr.. În perioada Imperiului Roman, Plutarh a menționat că inscripțiile și cenușa jertfelor lăsate de preoți și pelerinii religioși pe vârful munților Kyllini și Olimp au putut fi găsite intacte câțiva ani mai târziu, nefiind spălate de ploi sau împrăștiate de vânturi. Plutarh a considerat acest lucru ca o dovadă că cei mai înalți munți de pe Pământ erau deasupra norilor și vânturilor. În Evul Mediu timpuriu, Augustin de Hipona a relatat în mod similar în lucrarea sa „Despre Geneză” că „pe vârful Muntelui Olimp, despre care se zice că se ridică deasupra zonei cu aer umed, se spune: anumite litere sunt în mod regulat scrijelite și un an mai târziu sunt găsite întregi și nevătămate de cei care urcă pe acel munte pentru memorialele lor solemne:176-177”.
Conform descoperirilor arheologice din 1961, al treilea vârf ca înălțime al muntelui Olimp, numit Agios Antonios (în greacă Άγιος Αντώνιος, „Sfântul Antonie”, 2.817 m), a existat în antichitate un sanctuar al lui Zeus. În epoca modernă, o serie de exploratori au încercat să studieze muntele și să-i atingă vârful. Printre aceștia se numără arheologul francez Leon Heuzey în 1855, exploratorul german Heinrich Barth în 1862 și inginerul german Edward Richter. Richter a încercat să ajungă pe vârf în 1911, dar a fost răpit de klefți, care i-au ucis și pe jandarmii otomani care îl însoțeau.

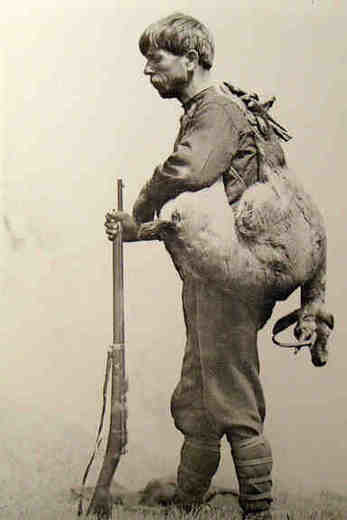
Christos Kakkalos, 1913

La doar un an de la eliberarea nordului Greciei de sub dominația otomană, la 2 august 1913:15, vârful muntelui Olimp a fost în sfârșit escaladat. Doi elvețieni, fotograful Frédéric Boissonnas și scriitorul și istoricul de artă Daniel Baud-Bovy, decan al Școlii de Arte Frumoase din Geneva, însoțiți de un vânător de capre sălbatice din Litochoro, pe nume Christos Kakkalos, au fost primii care au ajuns pe cel mai înalt vârf al Greciei. Kakkalos, care avea multă experiență în escaladarea Olimpului, a fost primul dintre cei trei care a urcat pe vârful principal, Mytikas. Ulterior, până la moartea sa în 1976, Kakkalos a fost ghidul oficial pe Olimp. În 1921, el și Marcel Kurz au atins al doilea cel mai înalt vârf al Olimpului, Stefani, măsurând pentru prima dată înălțimea vârfurilor Stefani (2.909,94 m) și Mytikas (2.917,85 m), calculate prin metoda stereo-fotogrammetriei. Ca urmare a acestor explorări, Kurz a editat în 1923 Le Mont Olympe, o carte care include prima hartă detaliată a vârfurilor muntelui Olimp. În 1928, pictorul Vasilis Ithakisios a urcat pe Olimp împreună cu Kakkalos, ajungând la o peșteră pe care a numit-o „Adăpostul muzelor” și unde a petrecut ulterior multe veri pictând reprezentări ale muntelui. Ulterior, muntele Olimp a fost fotografiat și cartografiat în detaliu și au avut loc o serie de ascensiuni reușite pe cele mai abrupte vârfuri, atât în timpul verii cât și al iernii, în condiții meteorologice dificile.

## Turism

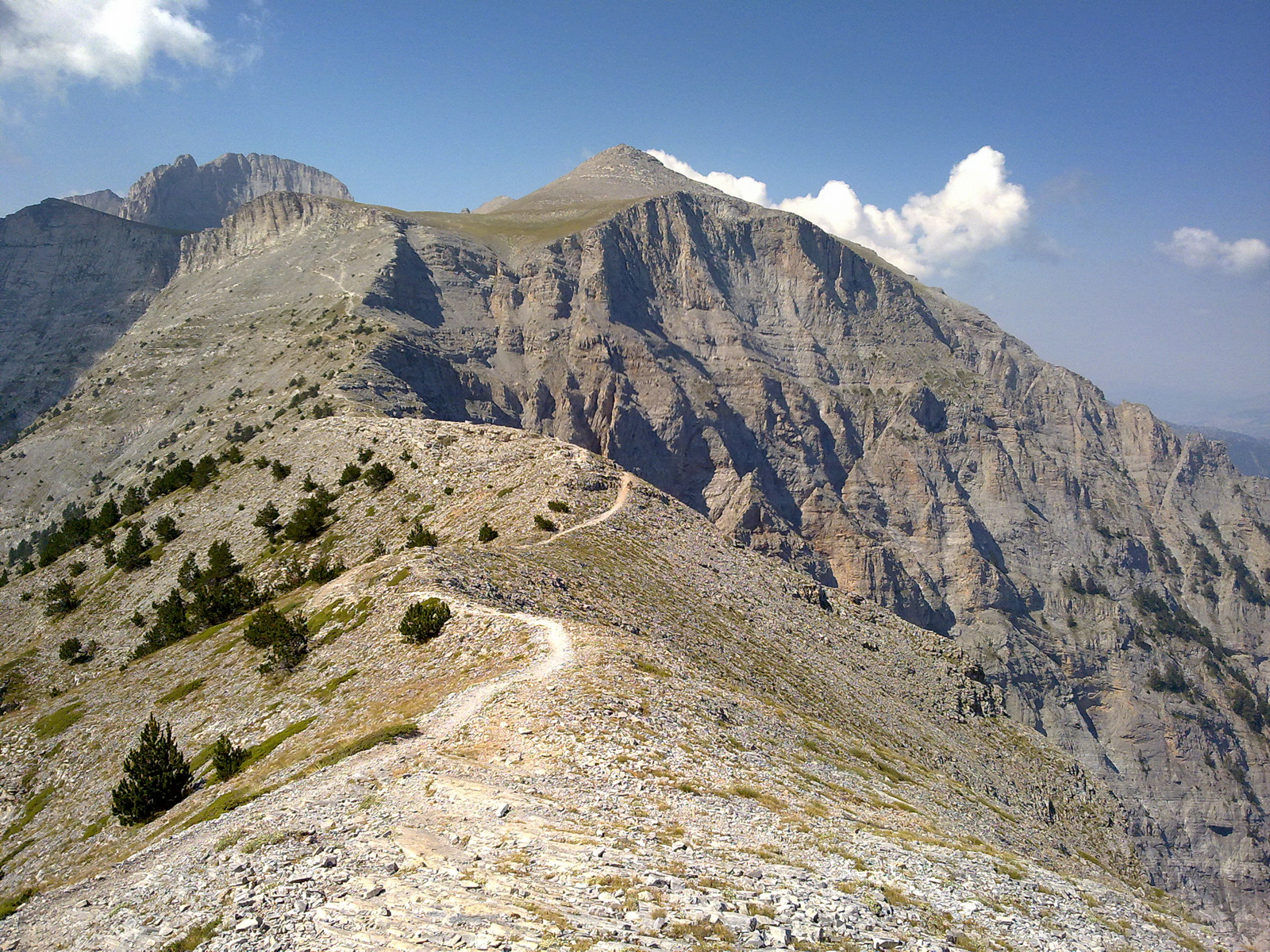
Pasajul Laimou-Ghiosou (locația Skourta) cu vârfurile înalte ale Olimpului în fundal

Masivul Olimp este situat în mijlocul Greciei continentale, fiind ușor de accesat prin rețeaua națională de căi ferate pe linia Atena-Salonic și pe drumurile secundare care leagă orașele și satele din jurul muntelui, baza principală pentru excursii fiind orașul Litochoro. În zona de coastă a Pieriei există multe locuri de tabără și locuri de cazare. Cel mai apropiat aeroport internațional este cel din Salonic, iar gări de cale ferată se găsesc din Litochoro, Katerini și Leptokarya. Este disponibil un serviciu de transport cu autobuzul și o stație de taxi în piața centrală din Litochoro.

### Trasee montane
Olimp este catalogat drept cel mai popular munte din Grecia pentru drumeții și alpinism. Înălțimea sa impresionantă, farmecul său mitic și accesibilitatea sa constituie o atracție pentru mii de turiști din toate colțurile lumii. Drumurile și potecile care traversează masivul, o rețea excelent conservată în cea mai mare parte a acesteia, oferă posibilitatea de a cunoaște îndeaproape Olimpul, varietățile de floră și faună, frumusețea naturală a muntelui.
Ascensiunile de vară pe Olimp încep de obicei la începutul lunii iunie și se termină la sfârșitul lunii septembrie. Este anotimpul în care adăposturile montane de sub vârfuri sunt deschise și vremea permite accesul fără echipament special și experiență de alpinism care sunt necesare pe timp de iarnă. Escaladarea vârfurilor înalte în sezonul rece poate fi încercată doar de alpiniști experimentați, pentru care există trasee provocatoare cu trasee de cățărare pe versanții verticali abrupți.
În Parcul Național Muntele Olimp au fost amenajate numeroase trasee de drumeție și alpinism. Cele două trasee principale de explorare a muntelui Olimp pornesc de la Litochoro și ajung pe cele mai înalte vârfuri. Cele două trasee sunt împărțite în trei etape:
- prima etapă[68], Litochoro – Prionia (lungime 9.000 m, diferență de nivel 740 m, dificultate medie, durată 5h), urmărește defileul Enipeos (în greacă φαράγγι του Ενιπέα), trece pe lângă zona „Porților” (în greacă θέση «Πόρτες»)[69], Agio Spilaio (în greacă Άγιο Σπήλαιο), peștera Sfântului Dionisie (în greacă σπήλαιο του Αγίου Διονυσίου)[70], ajunge la mănăstirea Agios Dionysios (în greacă Μονή Αγίου Διονυσίου)[71] și în cele din urmă la Prionia (în greacă Θέση «Πριόνια», „fierăstrău”, 1.100 m)[71]. În același loc, în Prionia, se poate ajunge și cu un autovehicul, după parcurgerea unui drum de 18 kilometri, acesta fiind cel mai înalt punct accesibil pe cale rutieră,

- a doua etapă[72], Prionia — Refugiul Spilios Agapitos (lungime 4.500 m, diferență de nivel 960 m, dificultate medie, durată 3h), se desfășoară în cea mai mare parte printr-o pădure de pini groși, fagi și brazi. Refugiul Spilios Agapitos (în greacă Καταφύγιο-Σπήλιος Αγαπητός, 2.040 m) este situat pe un platou natural, înconjurat de pini bosniaci bătrâni,

- a treia etapă[73], Refugiul Spilios Agapitos – Skala – Mytikas (lungime 3.000 m, diferență de nivel 878 m, dificultate medie, durată 3h), devine destul de dificilă din cauza pantelor abrupte, mai ales pe ultima secțiune Skala – Mytikas. Ruta urmează creasta Hondro Mesorachi (în greacă Χονδρό Μεσοράχη) până la intersecția cu traseul dinspre Zonaria (în greacă Ζωνάρια) din dreapta, la 2.480 m, apoi continuă până la vârful Skala (în greacă Σκάλα, 2.866 m). De aici, ruta Kakoskala (în greacă Κακόσκαλας, „scara frântă”), formată din „trepte” naturale, duce către vârful Mytikas, această porțiune a traseului fiind destul de provocatoare.
O variantă[74] a acestei etape este ruta Refugiul Spilios Agapitos – Louki – Mytikas (lungime 2.900 m, diferență de nivel 878 m, dificultate medie cu unele secțiuni periculoase, durată 3h), care constă în parcurgerea rutei până la intersecția cu traseul dinspre Zonaria, la 2.480 m, apoi spre dreapta, pe o rută inițial foarte abruptă, până la culoarul Louki, traseul continuând până pe vârful Mytikas. Această rută alternativă este destul de dificilă, iar în special pe ultima porțiune a culoarului Louki este oarecum periculoasă, din cauza riscului de alunecări de teren.

O a doua variantă a acestui traseu care pornește din Litochoro urmează primele două etape până la refugiul Spilios Agapitos. De aici, se urmează întâi ruta spre Platoul Muzelor:

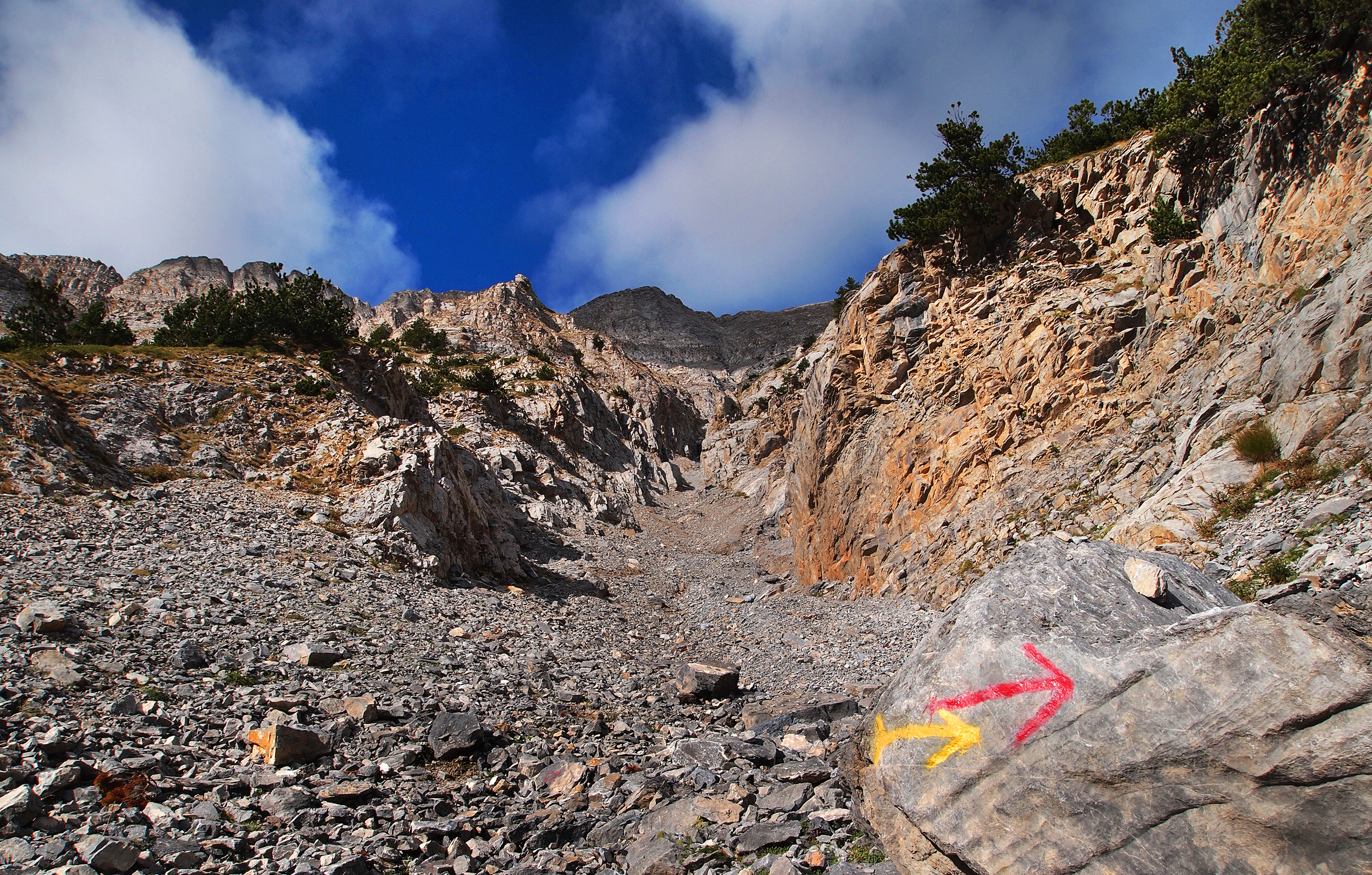
Ruta Kofto („tăiată”) de la adăpostul Spilios Agapitos până la Podișul Muzelor

- ruta Kofto[75] (în greacă κοφτό), Refugiul Spilios Agapitos – Platoul Muzelor (lungime 3.800 m, diferență de nivel 610 m, dificultate ridicată, durată 90') urmează ruta normală până se întâlnește o ramificație spre dreapta, în direcția Platoului Muzelor (în greacă Οροπέδιο των Μουσών, 2.650 m) unde se află refugiile Giosos Apostolidis și Christos Kakkalos. Această rută este cunoscută sub numele de Kofto („tăiată”), deoarece reduce timpul total de drumeție până la Platoul Muzelor, dar traseul este destul de abrupt și în unele zone, acolo unde zăpada se topește rar, necesită de atenție sporită. Ruta trece pe la o altitudine mai joasă decât ruta Zonaria,
- de pe Platoul Muzelor sunt posibile două variante de traseu, către vârfurile Mytikas și Stefani (ruta A), sau către vârfurile Profitis Ilias și Toumpa (ruta B):
  - ruta A[76]: Platoul Muzelor - Koryfes (refugiile Giosos Apostolidis sau Christos Kakkalos Refuges) - Louki - Mytikas (lungime 1.500 m, diferență de nivel 278 sau 218 m, dificultate ridicată, durată 90') pornește de la unul dintre cele două adăposturi montane, Giosos Apostolidis (în greacă Γιώσος Αποστολίδης, 2.700 m) sau Christos Kakkalos (în greacă Χρήστος Κάκκαλος, 2.640 m), ambele situate pe Platoul Muzelor, trece pe lângă zona Porților (în greacă Πόρτες) de pe partea dreaptă și continuă până la șaua (valea) dintre cele două vârfuri, din acest punct spre stânga-față este Mytikas iar spre dreapta este Stefani. Această porțiune a traseului prin culoarul Louki este dificilă și periculoasă din cauza riscului de alunecări de teren,
  - ruta B[76]: Platoul Muzelor - Koryfes (refugiile Giosos Apostolidis sau Christos Kakkalos Refuges) - Profitis Ilias - Toumpa (lungime 1.000 m, diferență de nivel 163 sau 103 m, dificultate redusă, durată 30') pornește de la unul dintre cele două adăposturi montane de pe Platoul Muzelor și conduce până la vârful Profitis Ilias (în greacă Προφήτης Ηλίας, „Profetul Ilie”, 2.803 m) iar ulterior spre vârful Toumpa (în greacă Τούμπα, 2.801 m). Pe primul vârf se găsește capela construită în secolul al XVI-lea de Sfântul Dionisie (în greacă Άγιο Διονύσιο), capela din Balcani construită la cea mai mare altitudine.

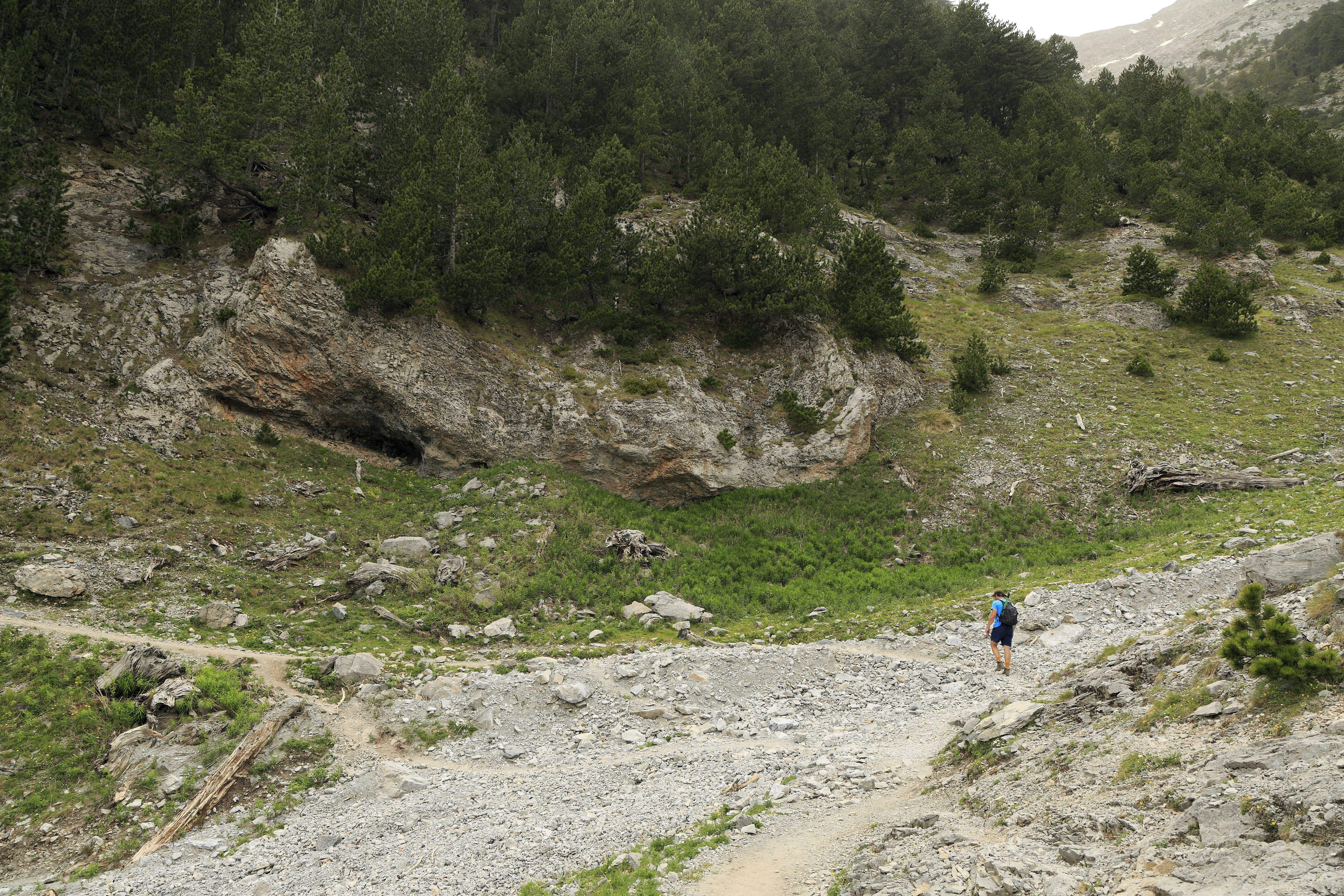
Traseul Prionia — refugiul Spilios Agapitos
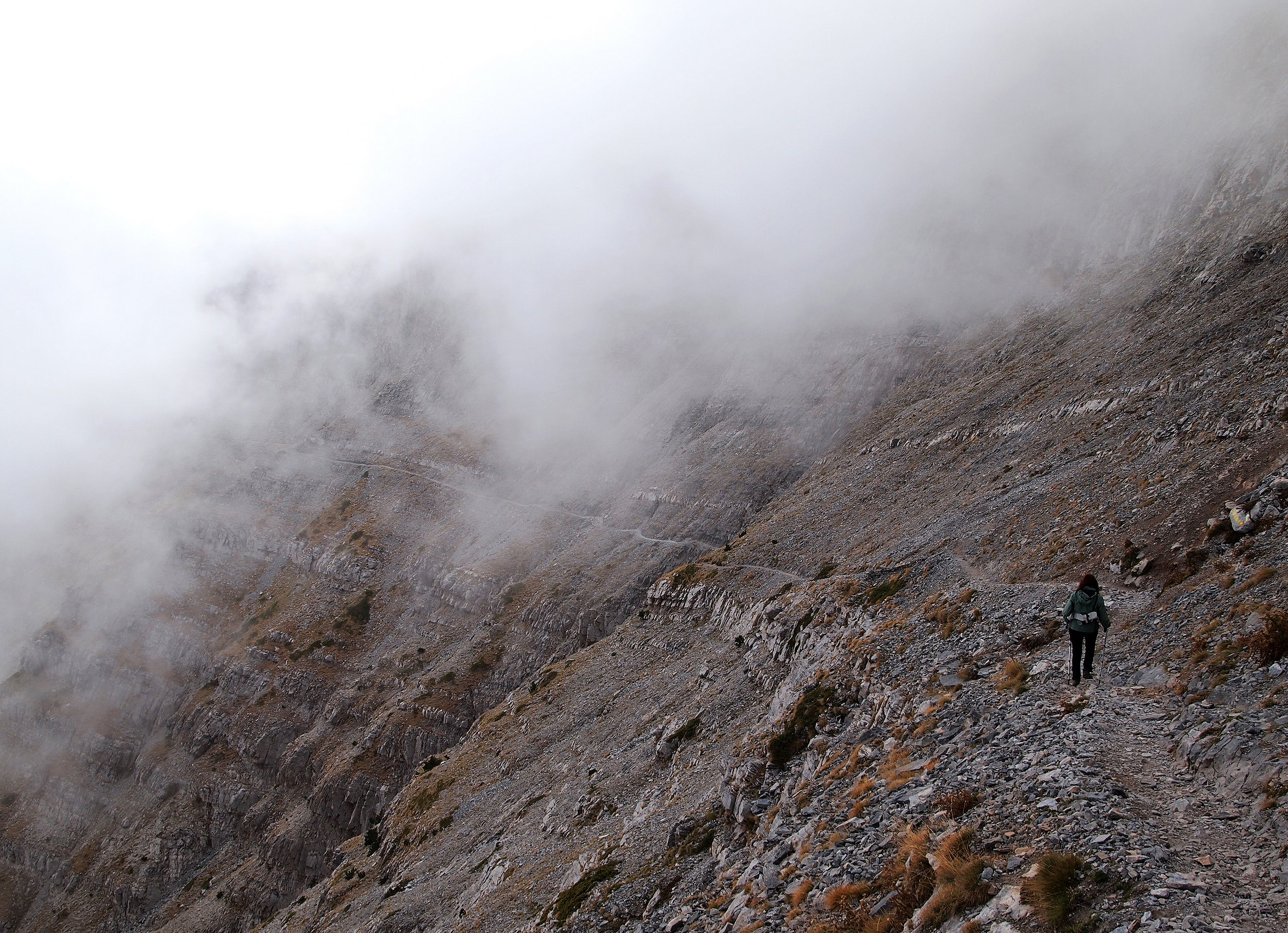
Traseul Zonaria
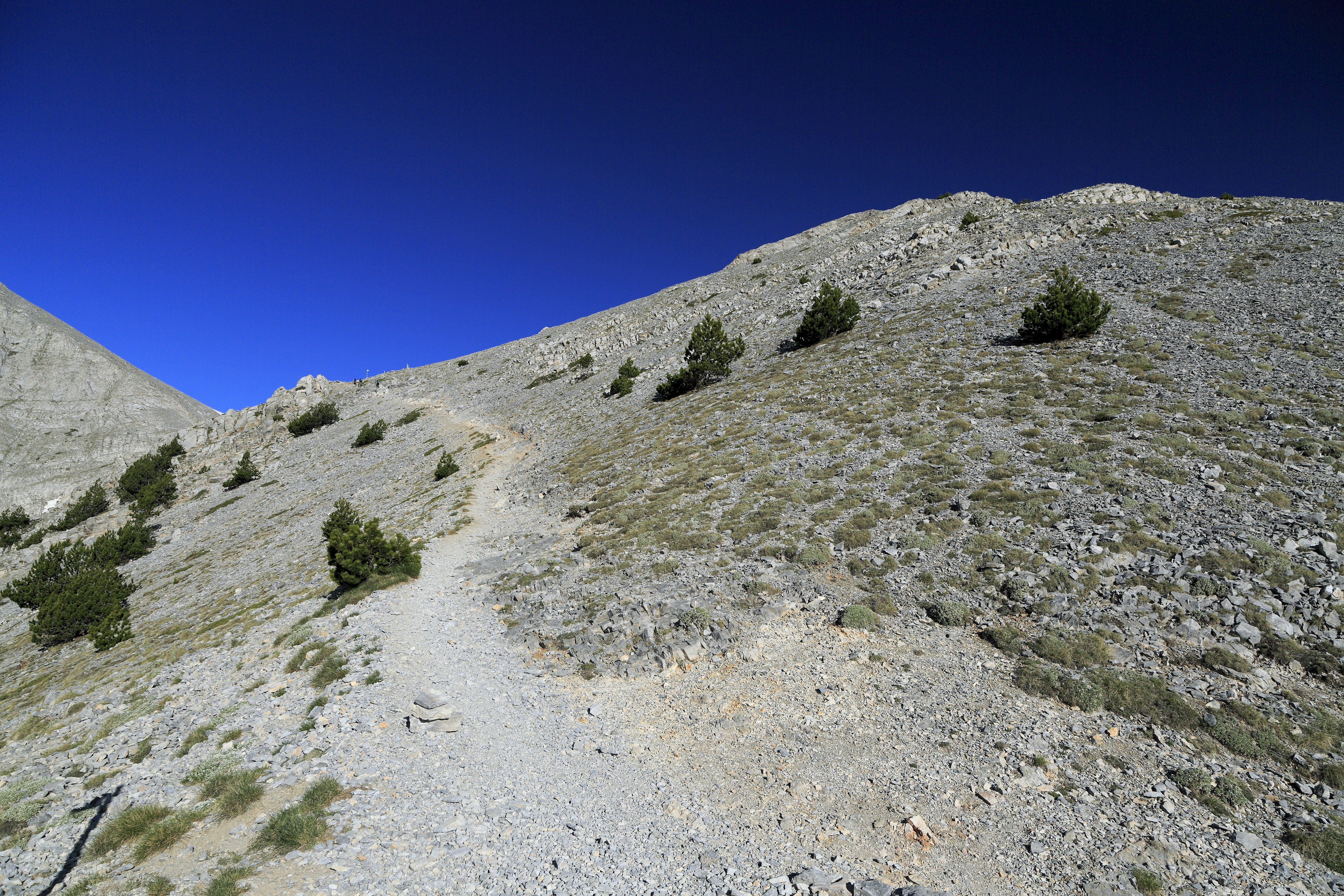
Traseul către vârful Skála
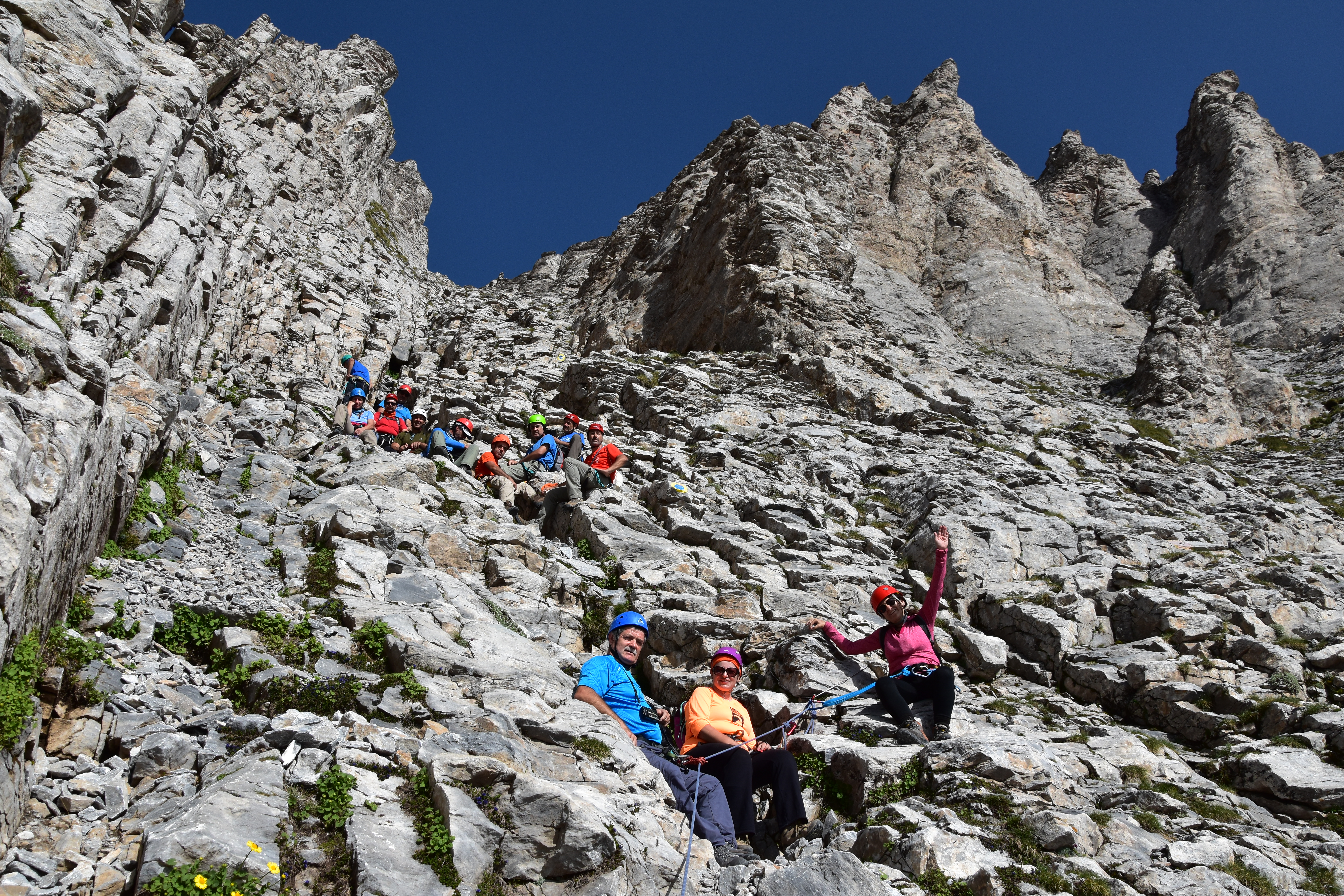
Culoarul Louki
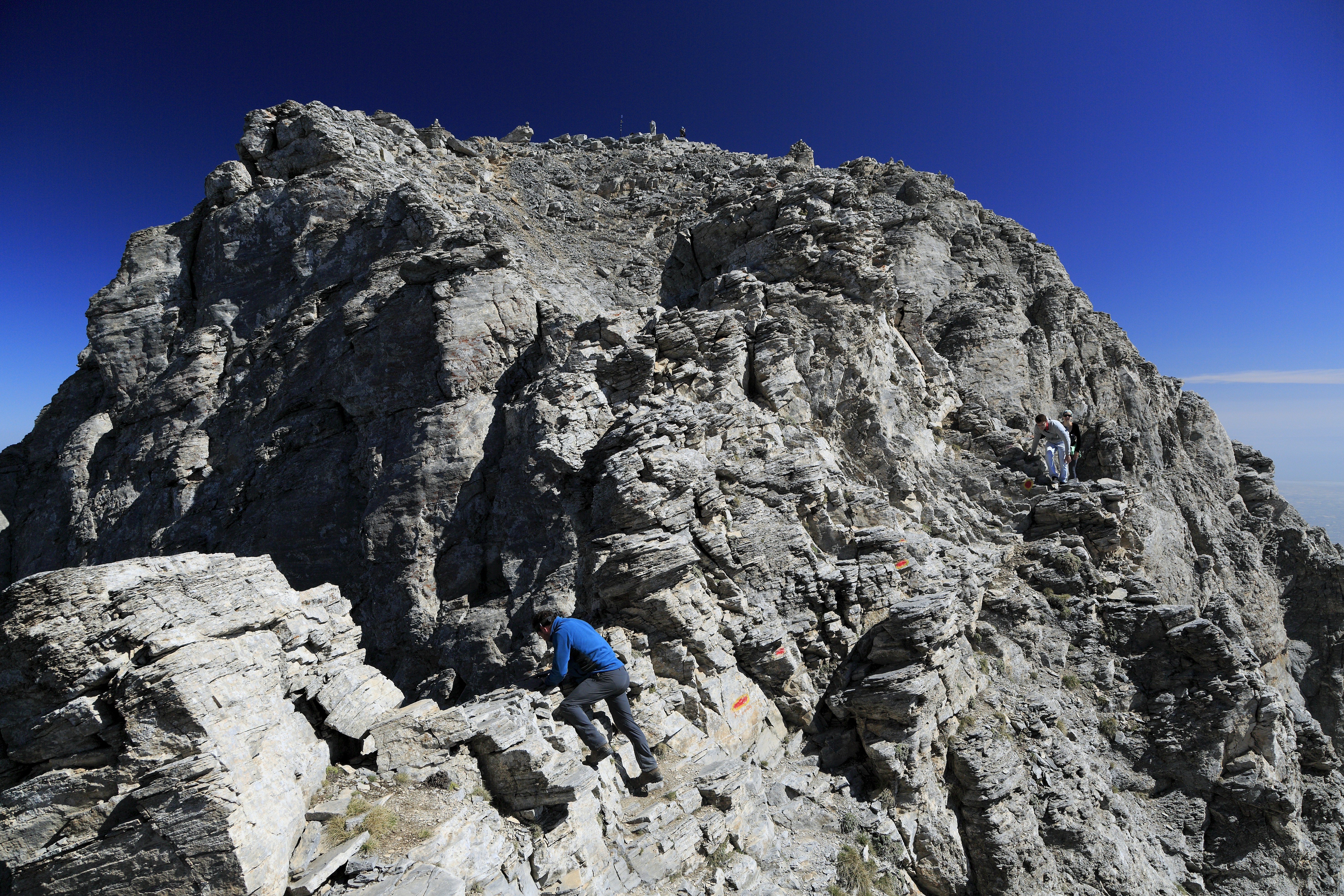
Secțiunea finală a traseului spre Mýtikas
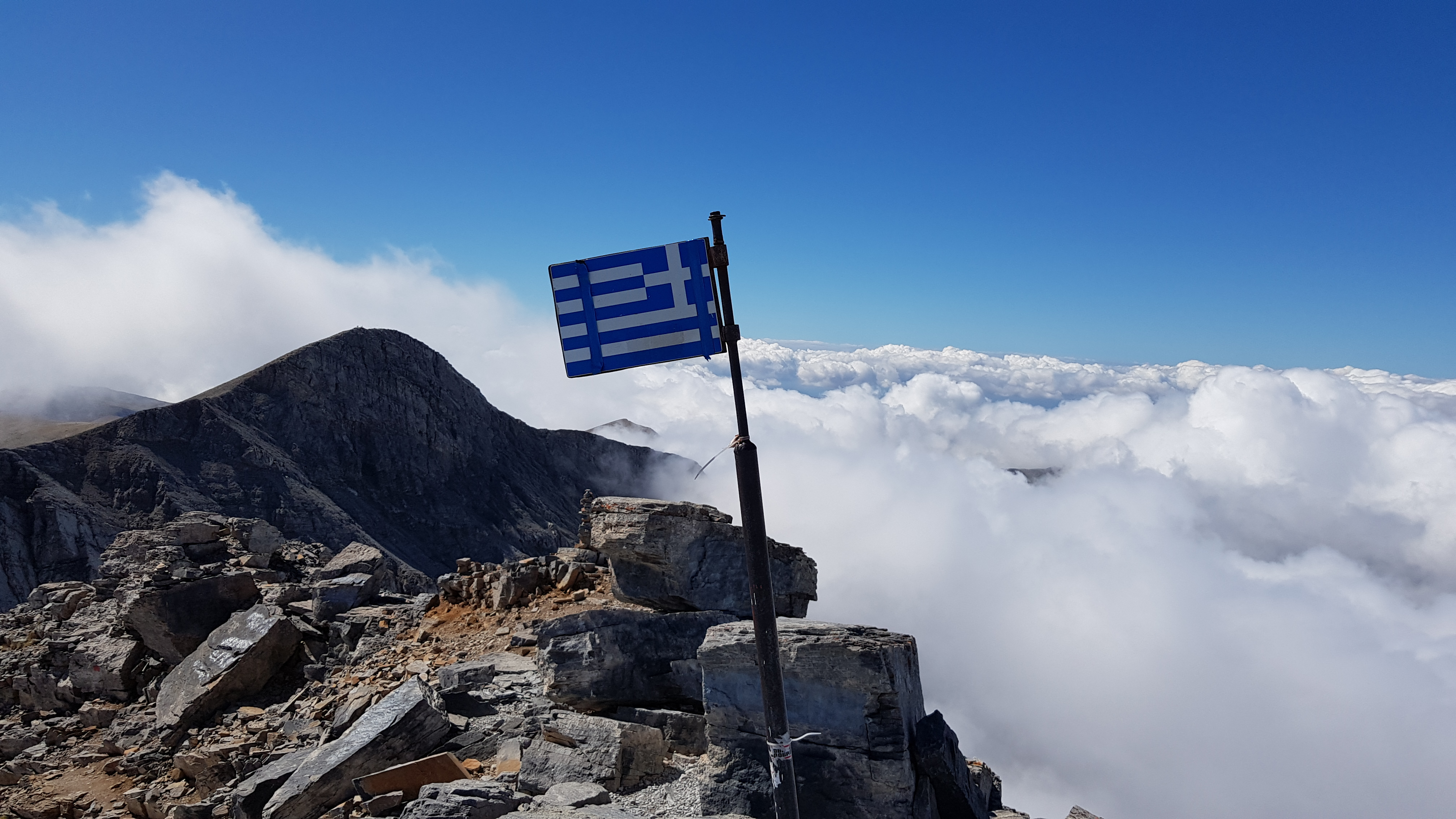
Steagul de pe vârful Mytikas

### Refugii montane
Pe muntele Olimp există opt refugii montane principale, plus alte șase cu rol de adăposturi de urgență situate în puncte cheie de-a lungul rutelor principale. Refugiile principale sunt:
- Spilios Agapitos, „Refugiul A”, 2.040 m, în zona Balkóni (în greacă Μπαλκόνι), 110 locuri + restaurant,
- Giosos Apostolidis, 2.640 m, refugiul montan din Grecia situat la cea mai mare altitudine, pe vârful Profitis Ilias, 90 locuri + restaurant,
- Christos Kakkalos, „Refugiul C”, 2.640 m, Platoul Muzelor, 17 locuri + restaurant,
- Koromilia, 1.013 m, în Dion, pe partea nordică a muntelui, 18 locuri,
- Krevatia, 1.005 m, în Vrontou, pe partea nordică a muntelui, 20 locuri + restaurant,
- Dimitrios Boundolas sau Stavros, „Refugiul D”, 930 m, în zona Stavros, în Vrontou, 30 locuri + restaurant,
- Petrostrouga, 1.925 m, în zona Petrostrouga, 74 locuri + restaurant,
- Vrysopoules KEOAX, 1.805 m, „Refugiul B”, în Cheile Mavratza, pe partea sudică a muntelui, 30 locuri + restaurant, Centru militar alpin de luptă și antrenament de schi, pentru înnoptare necesită permis special.

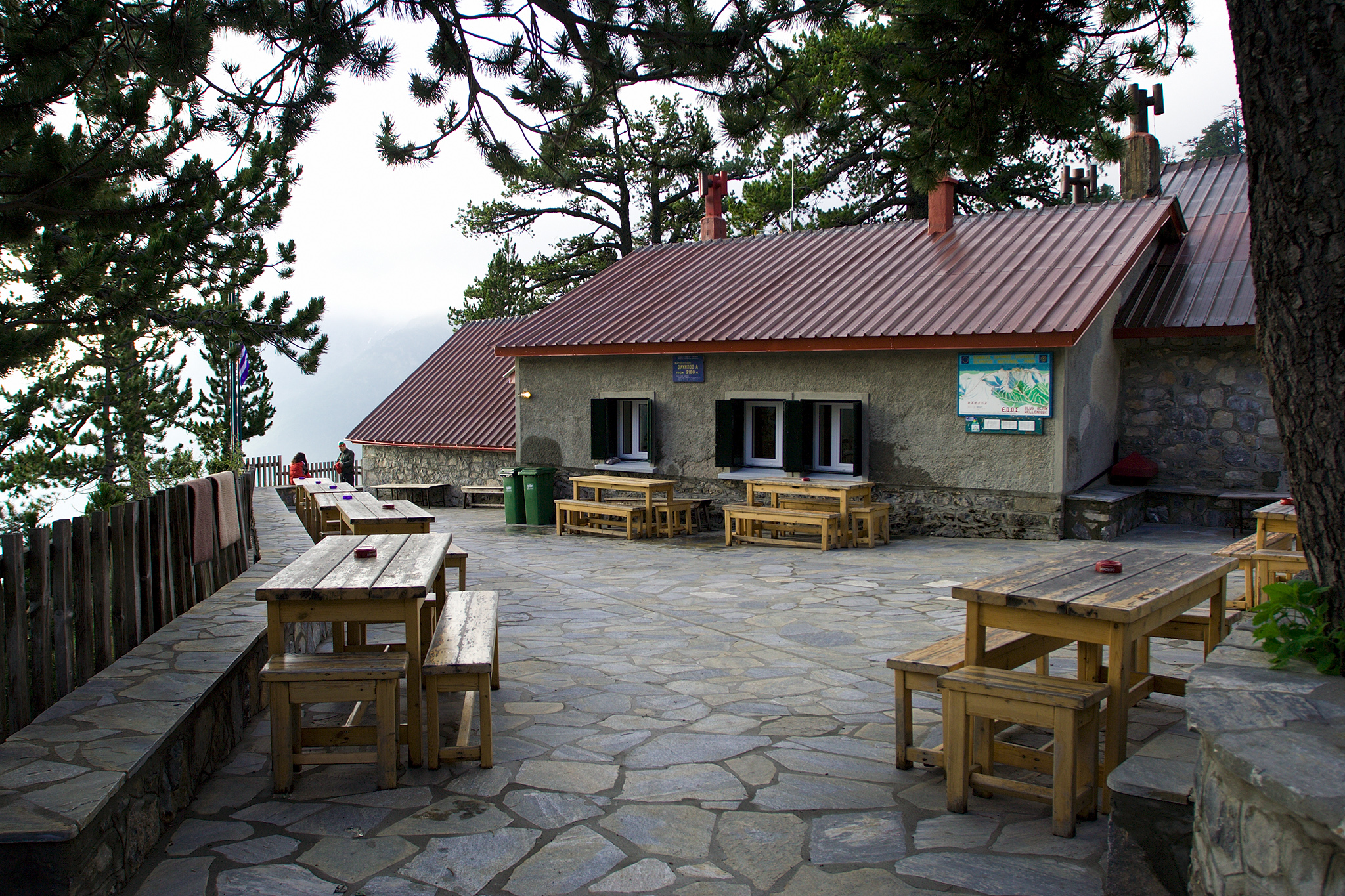
Refugiul montan Spilios Agapitos
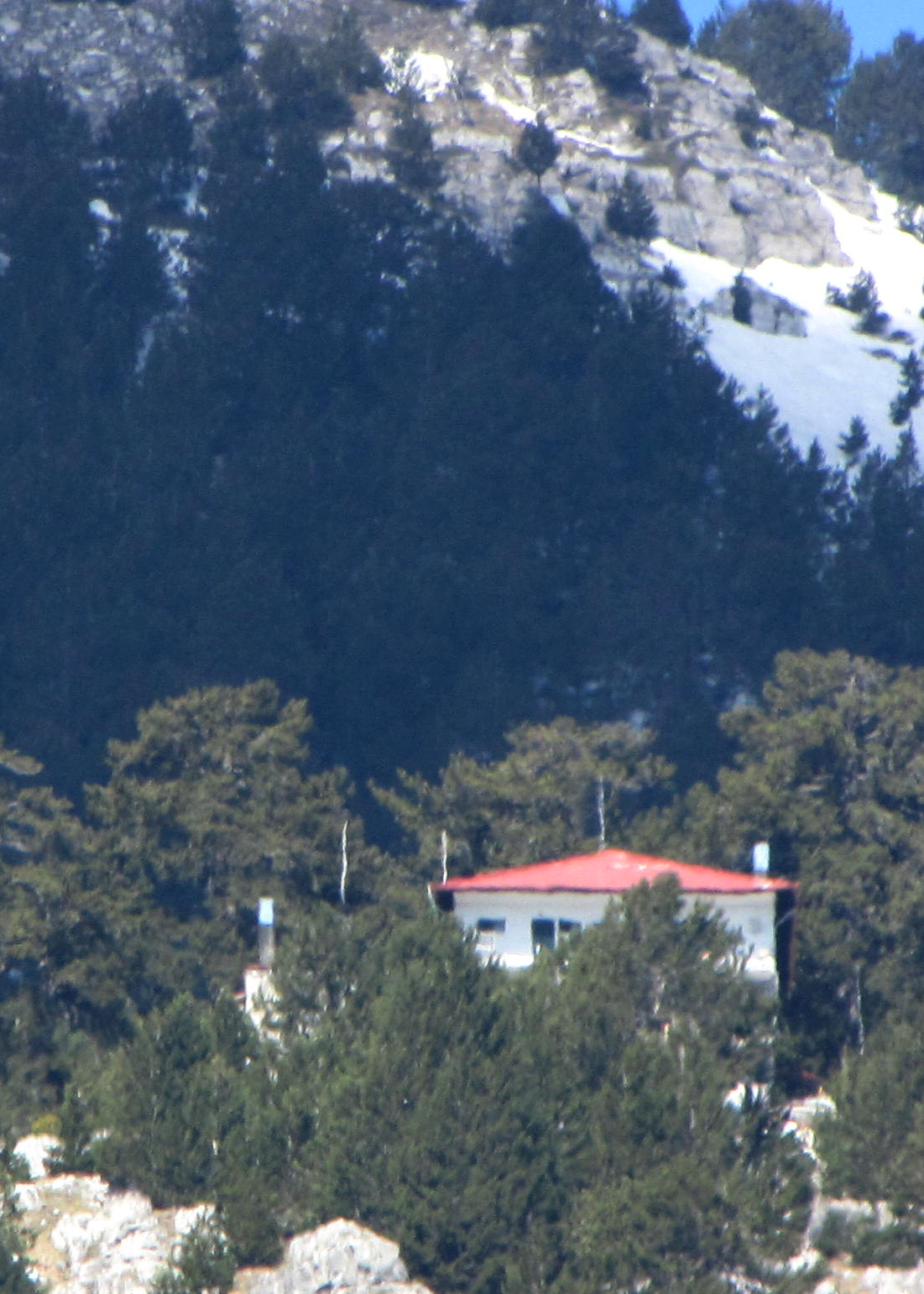
Refugiul montan Petrostrouga
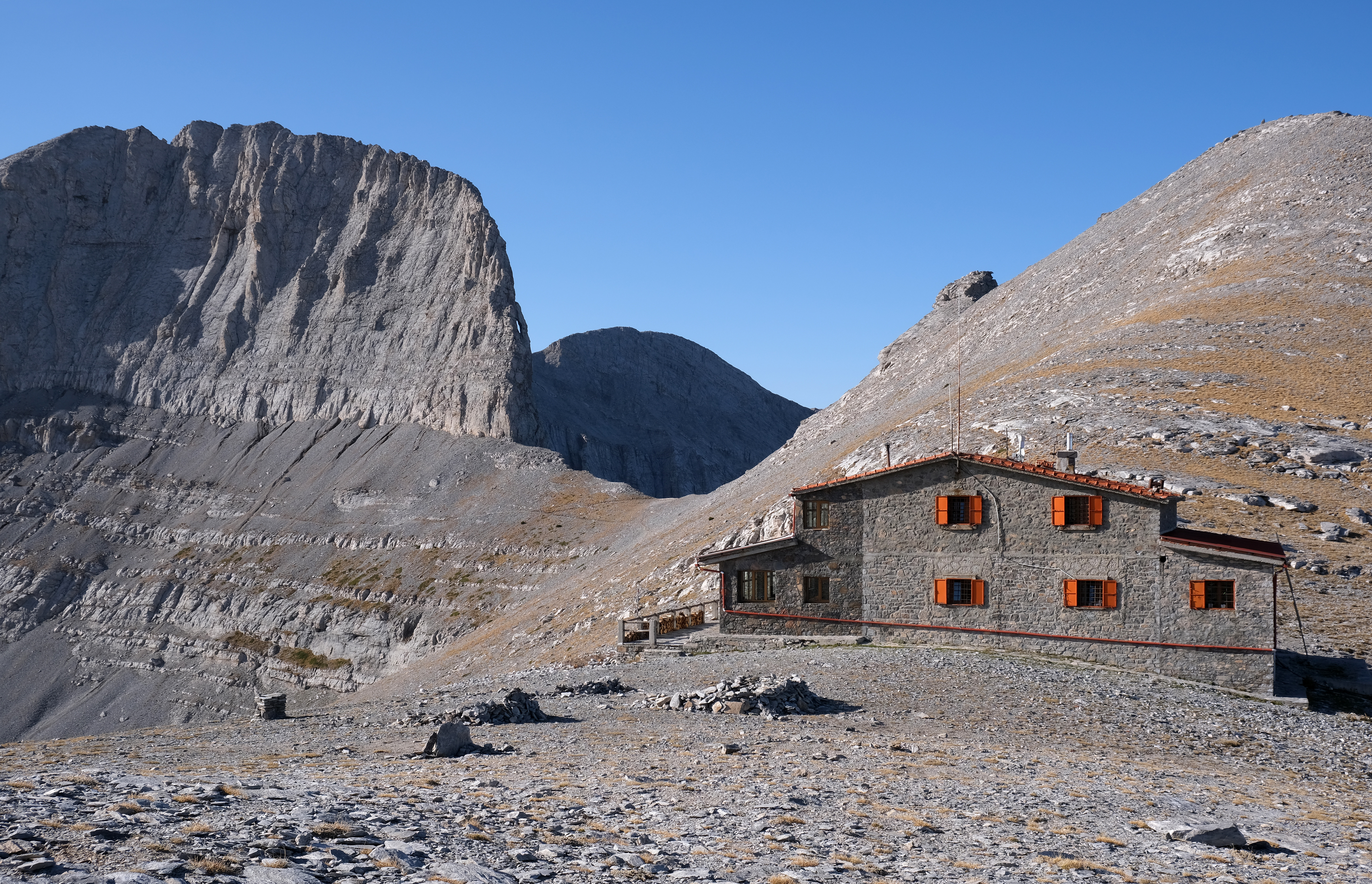
Refugiul montan Giosos Apostolidis
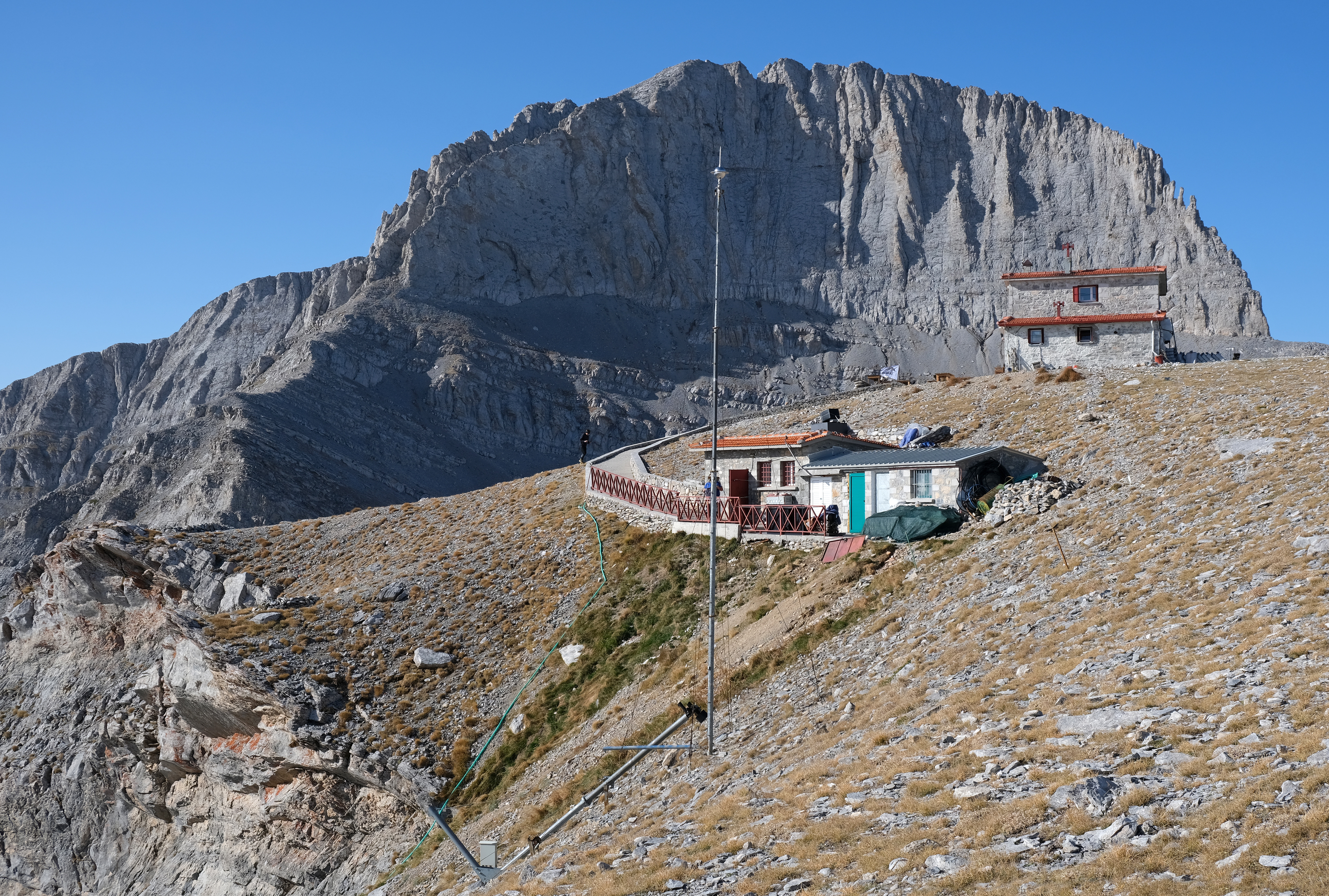
Refugiul montan Christos Kakkalos de pe Platoul Muzelor
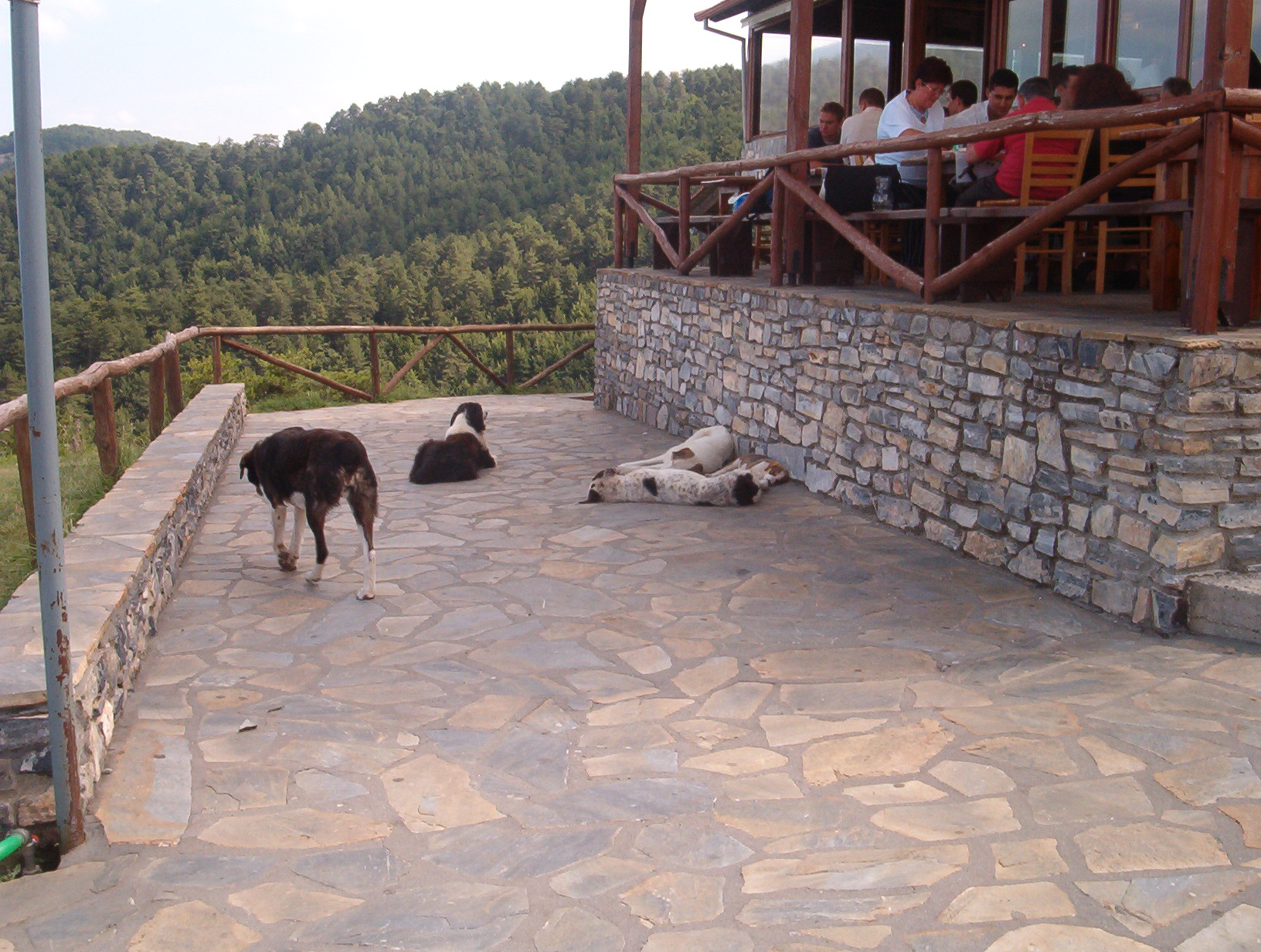
Refugiul montan Stavros (Dimitrios Boundolas)

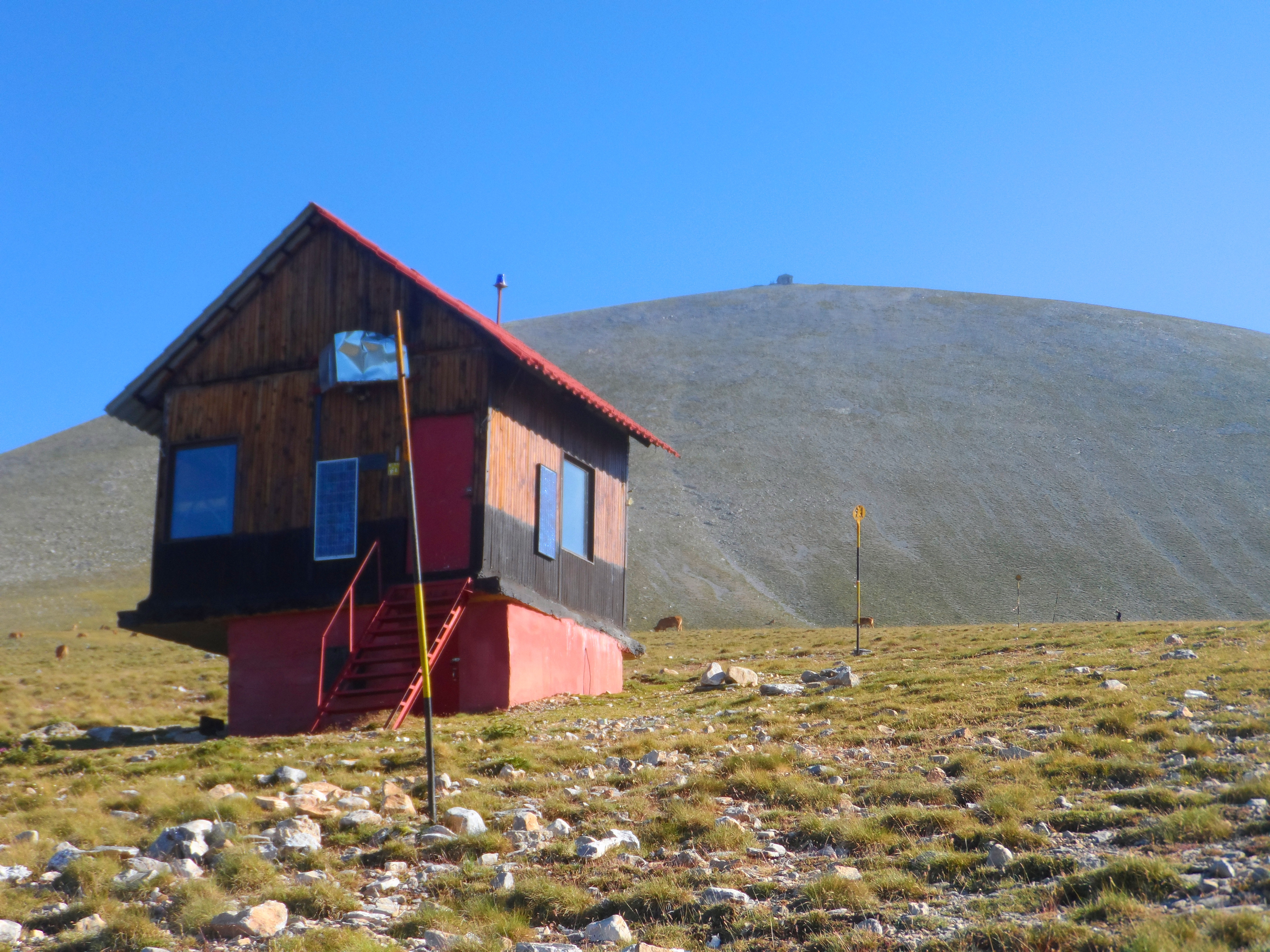
Adăposturile de urgență Kostas Migotzidis (în prim-plan) și Agios Antonios (pe culme)

Cele șase adăposturi de urgență sunt:
- Agios Antonios, 2.817 m, 9 locuri,
- Christaki, 2.550 m, 10 locuri,
- Kostas Migotzidis (Vrysopoules), 2.450 m, 6 locuri,
- Livadaki – cabana Parcului Național, 2.100 m, 5 locuri,
- Salatoura – cabană pompieri, 1.850 m, 6 locuri,
- Ano Pigadi, 1.400 m, 18 locuri.

### Sporturi montane
În 1986, pe muntele Olimp a avut loc primul eveniment de alergare montană în Grecia, Maratonul de alpinism Olympus (în greacă Ορειβατικός Μαραθώνιος Ολύμπου) organizat de Clubul grecesc de alpinism din Salonic. Evenimentul a avut un succes relativ, participarea fiind adesea limitată la membrii cluburilor naționale de alpinism.
Desfășurarea Jocurilor Olimpice de vară din 2004 la Atena a trezit interesul pentru organizarea unei curse de maraton pe muntele Olimp, capabilă să genereze atracție internațională. Olympus Marathon a fost lansat în 2004 cu un parcurs foarte solicitant din punct de vedere tehnic, ceea ce a făcut ca acesta să devină un eveniment major de skyrunning, cunoscând treptat succesul internațional până când a fost inclus în calendarul Skyrunner World Series în 2017.
În 2011 a fost inaugurat Maratonul Faethon Olympus. Spre deosebire de evenimentele anterioare, acesta din urmă este organizat pe partea dinspre Tesalia a muntelui Olimp. Un an mai târziu, în 2012, a fost creat Olympus Mythical Trail, un concurs ultra-trail de 100 de kilometri, care efectuează un tur complet al muntelui.

## Olimp ca element toponimic
În religia și mitologia grecești, termenul „Olimp” semnifica sălașul celor doisprezece zei olimpieni. Acesta era definit ca un vârf de munte înalt, iar în toate regiunile locuite de comunități grecești, cea mai înaltă înălțime locală tindea să fie numită astfel.
| Nume                                                      | Locație                                       | Altitudine          | Coordonate                                      | Observații                                                                                     | Detalii |
| --------------------------------------------------------- | --------------------------------------------- | ------------------- | ----------------------------------------------- | ---------------------------------------------------------------------------------------------- | ------- |
| Muntele Olimp din Tesalia Ολύμπου, numit istoric și Belus | Grecia                                        | 2.918 m             | 40°05′00″N 22°21′00″E / 40.08333°N 22.35000°E   | Parcul Național Muntele Olimp (1938) Rezervație a biosferei UNESCO                             | hartă   |
| Grecia                                                    |                                               |                     |                                                 |                                                                                                |         |
| Muntele Olimp din Evia                                    | Grecia                                        | 1.172 m             | 38°28′44″N 23°51′54″E / 38.47889°N 23.86500°E   |                                                                                                | hartă   |
| Muntele Olimp din Lesbos                                  | Grecia                                        | 632 m               | 39°04′21″N 26°21′12″E / 39.07250°N 26.35333°E   |                                                                                                | hartă   |
| Muntele Olimp din Attica Laureotic Olympus                | Grecia                                        | 308 m               | 38°00′31″N 23°45′47″E / 38.00861°N 23.76306°E   |                                                                                                | hartă   |
| Europa                                                    |                                               |                     |                                                 |                                                                                                |         |
| Muntele Olimp din Cipru Chionistra Χιονίστρα              | Cipru                                         | 1.952 m             | 34°56′11″N 32°51′48″E / 34.93639°N 32.86333°E   |                                                                                                | hartă   |
| Muntele Olimp din Misia Uludağ, Bithynian Olympus         | Turcia                                        | 2.543 m             | 40°04′14″N 29°13′19″E / 40.07056°N 29.22194°E   | Parcul Național Uludağ                                                                         | hartă   |
| Muntele Olimp din Licia Phoenicus, Tahtalı Dağı           | Turcia                                        | 1.810 m             | 36°32′11″N 30°26′32″E / 36.53639°N 30.44222°E   | Parcul Național Olimpos Beydağları (1972)                                                      | hartă   |
| Muntele Olimp din Ionia Nif Dağı                          | Turcia                                        | 1.467 m             | 36°32′13″N 30°26′31″E / 36.53694°N 30.44194°E   |                                                                                                | hartă   |
| America de Nord                                           |                                               |                     |                                                 |                                                                                                |         |
| Mount Olympus                                             | Canada, Alberta                               | 2.987 m             | 52°29′00″N 117°54′35″V / 52.48333°N 117.90972°V | Jasper National Park                                                                           | hartă   |
| Mount Olympus                                             | SUA, San Diego, CA                            | 667 m               | 33°24′39″N 117°06′09″V / 33.41083°N 117.10250°V | Mount Olympus Preserve                                                                         | hartă   |
| Mount Olympus                                             | SUA, San Francisco, CA                        | 171 m               | 37°45′48″N 122°26′44″V / 37.76333°N 122.44556°V |                                                                                                | hartă   |
| Mount Olympus                                             | SUA, Larimer, CO                              | 2.620 m             | 40°22′30″N 105°27′43″V / 40.37500°N 105.46194°V |                                                                                                | hartă   |
| Mount Olympus Puʻu Awaʻawaloa                             | SUA, Honolulu, HI                             | 755 m               | 21°20′09″N 157°46′37″V / 21.33583°N 157.77694°V | Wa′ahila Ridge State Recreation Area                                                           | hartă   |
| Mount Olympus                                             | SUA, Bath, KY                                 | 336 m               | 38°02′37″N 83°38′50″V / 38.04361°N 83.64722°V   |                                                                                                | hartă   |
| Mount Olympus                                             | SUA, Salt Lake, UT                            | 2.741 m             | 40°39′25″N 111°46′16″V / 40.65694°N 111.77111°V | Mount Olympus Wilderness                                                                       | hartă   |
| Mount Olympus                                             | SUA, Jefferson, WA                            | 2.307 m             | 47°48′04″N 123°42′39″V / 47.80111°N 123.71083°V | Olympic National Park (1938) International Biosphere Reserve (1976) World Heritage Site (1981) | hartă   |
| Mount Olympus                                             | SUA, Rensselaer, NY                           | 26 m                | 42°44′39″N 73°41′00″V / 42.74417°N 73.68333°V   | City of Troy                                                                                   | hartă   |
| Mount Lympus Olympus                                      | SUA, Windsor, VT                              | 759 m               | 43°49′33″N 72°44′43″V / 43.82583°N 72.74528°V   | Town of Bethel                                                                                 | hartă   |
| America Centrală și Caraibe                               |                                               |                     |                                                 |                                                                                                |         |
| Mount Olympus                                             | Jamaica                                       | 281 m               | 18°13′00″N 76°43′00″V / 18.21667°N 76.71667°V   | Saint Mary Parish                                                                              | hartă   |
| Mount Olympus                                             | Sfântul Vicențiu și Grenadinele, Insula Union | 156 m               | 12°36′29″N 61°26′29″V / 12.60806°N 61.44139°V   |                                                                                                | hartă   |
| Australia și Oceania                                      |                                               |                     |                                                 |                                                                                                |         |
| Mount Olympus                                             | Australia, Tasmania                           | 1.472 m             | 42°02′24″S 146°06′36″E / 42.04000°S 146.11000°E | Cradle Mountain-Lake St Clair National Park                                                    | hartă   |
| Mount Olympus                                             | Australia, Queensland                         | 140 m               | 25°22′59″S 151°59′41″E / 25.38306°S 151.99472°E | North Burnett                                                                                  | hartă   |
| Mount Olympus                                             | Noua Zeelandă, Selwyn District                | 1.811 m             | 43°11′00″S 171°36′36″E / 43.18333°S 171.61000°E | Canterbury                                                                                     | hartă   |
| Mount Olympus                                             | Noua Zeelandă, Tasman District                | 1.251 m             | 40°54′00″S 172°30′00″E / 40.90000°S 172.50000°E |                                                                                                | hartă   |
| Mount Olympus                                             | Noua Zeelandă, Marlborough District           | 877 m               | 41°38′18″S 173°29′25″E / 41.63833°S 173.49028°E |                                                                                                | hartă   |
| Mount Olympus                                             | Noua Zeelandă, Marlborough District           | 439 m               | 41°39′00″S 173°30′00″E / 41.65000°S 173.50000°E |                                                                                                | hartă   |
| Africa                                                    |                                               |                     |                                                 |                                                                                                |         |
| Mount Olympus                                             | Zimbabwe, Matabeleland South Province         | 915 m               | 21°04′00″S 29°08′00″E / 21.06667°S 29.13333°E   |                                                                                                | hartă   |
| Antarctica                                                |                                               |                     |                                                 |                                                                                                |         |
| Mount Olympus                                             | Antarctica                                    | 2.400 m             | 80°13′00″S 156°46′00″E / 80.21667°S 156.76667°E |                                                                                                | hartă   |
| Spațiu                                                    |                                               |                     |                                                 |                                                                                                |         |
| Olympus Mons                                              | Marte                                         | 22.000 m            | 19° N 133° W                                    | Punctul de maximă altitudine de pe planeta Marte și cel mai mare vulcan din sistemul solar     | link    |
| 22754 Olympus (1998 WJ8)                                  | asteroid                                      | diametru: 21,999 km | SPKID: 20022754                                 | Descoperit de John Broughton (Observatorul Reedy Creek) la 26 noiembrie 1998                   | link    |

## Galerie

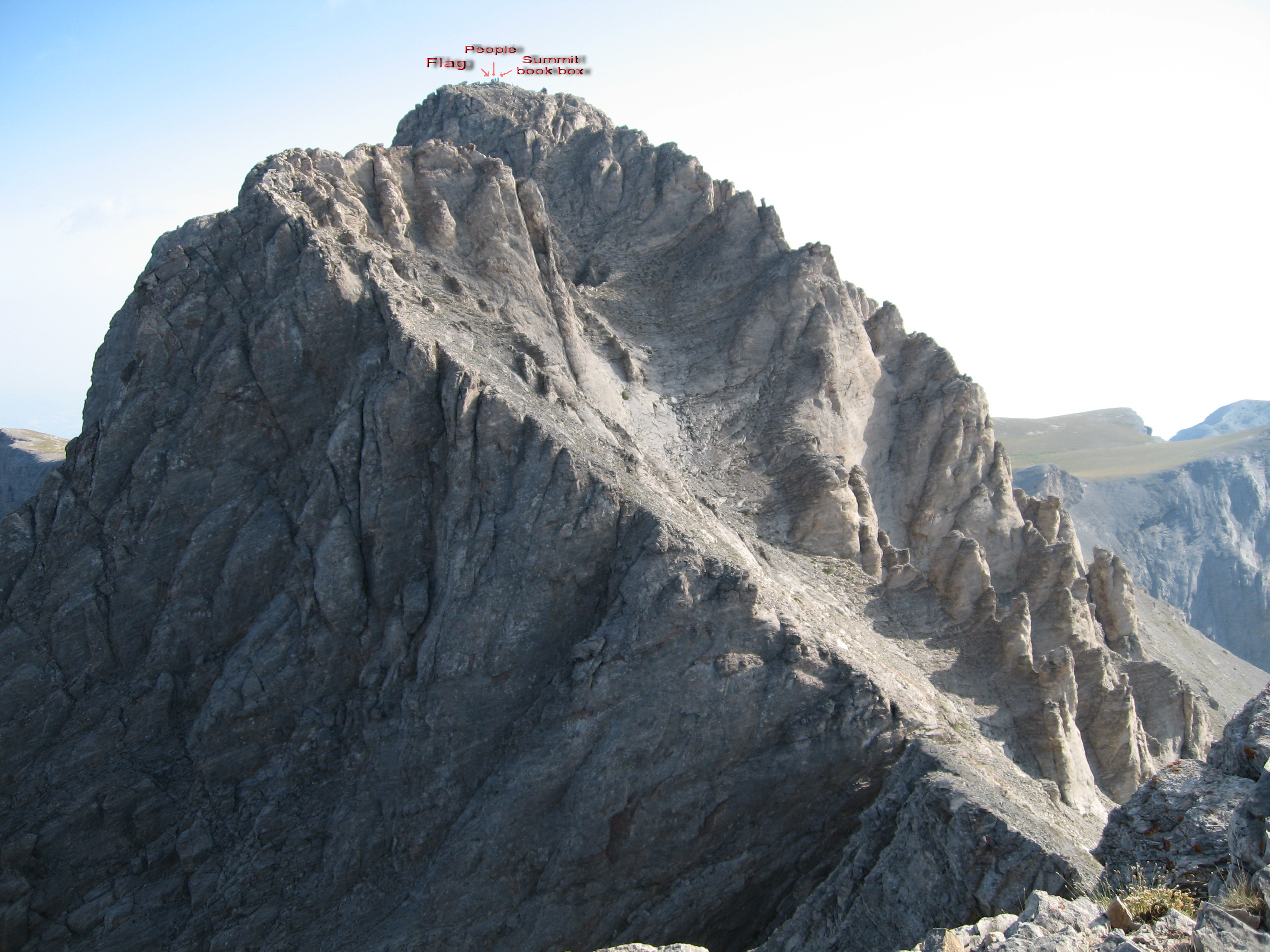
Mytikas văzut de pe vârful Skala
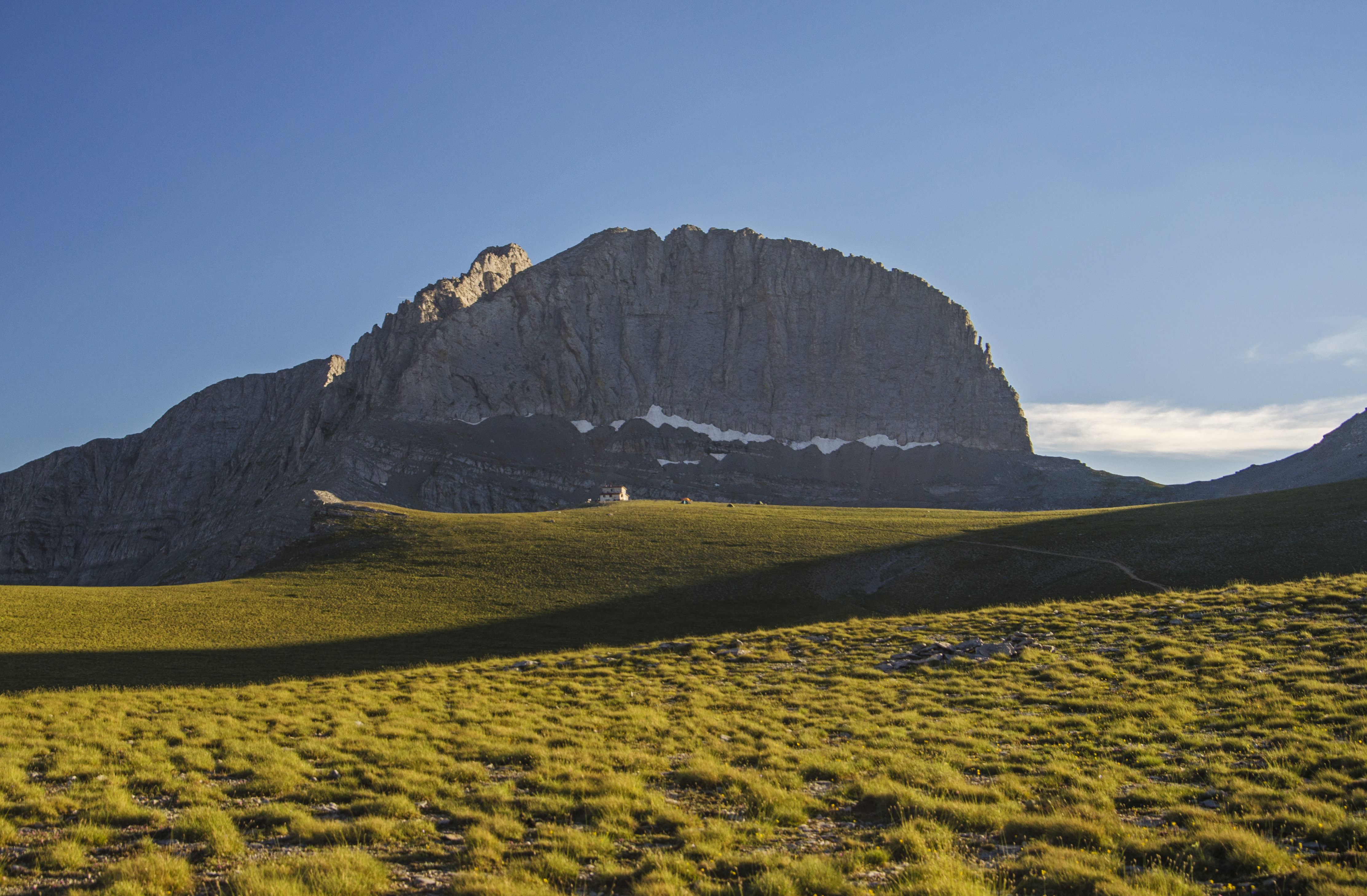
Platoul Muzelor cu vârfurile Stefani și Mytikas în fundal
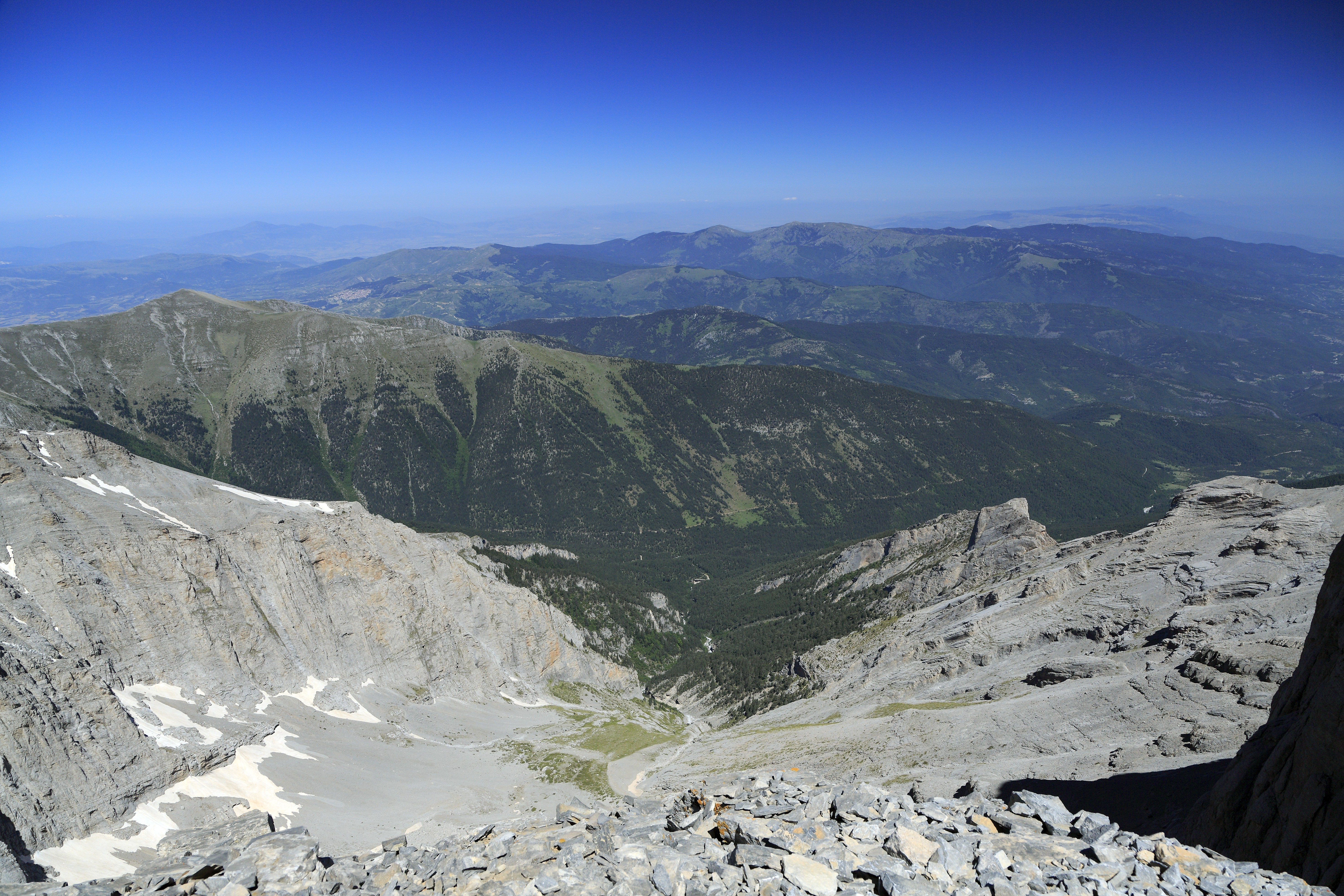
Megála Kazánia, pe partea de nord-vest a vârfurilor Skála și Mýtikas, spre valea râului Naúm
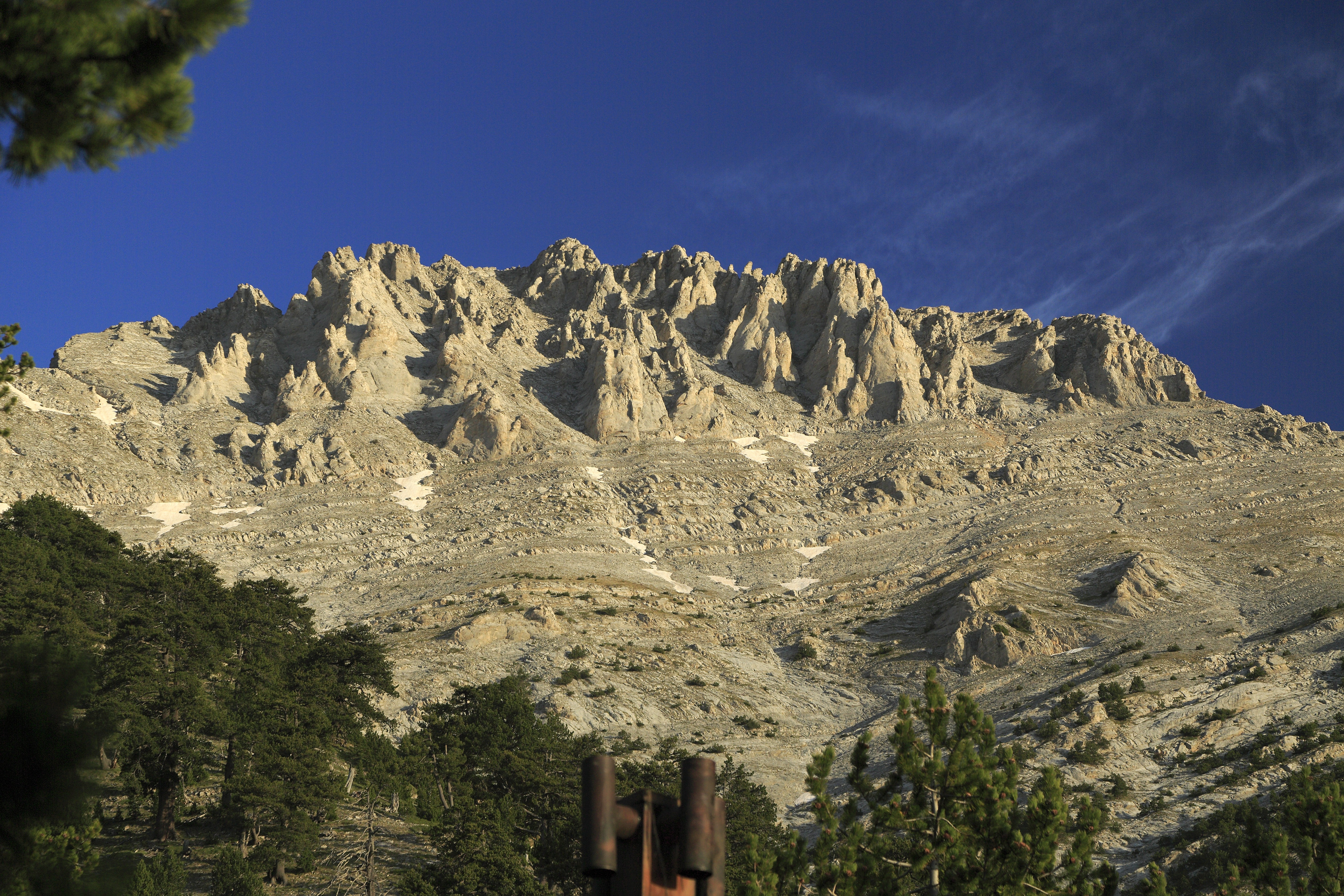
Vedere a vârfurilor de pe traseul normal
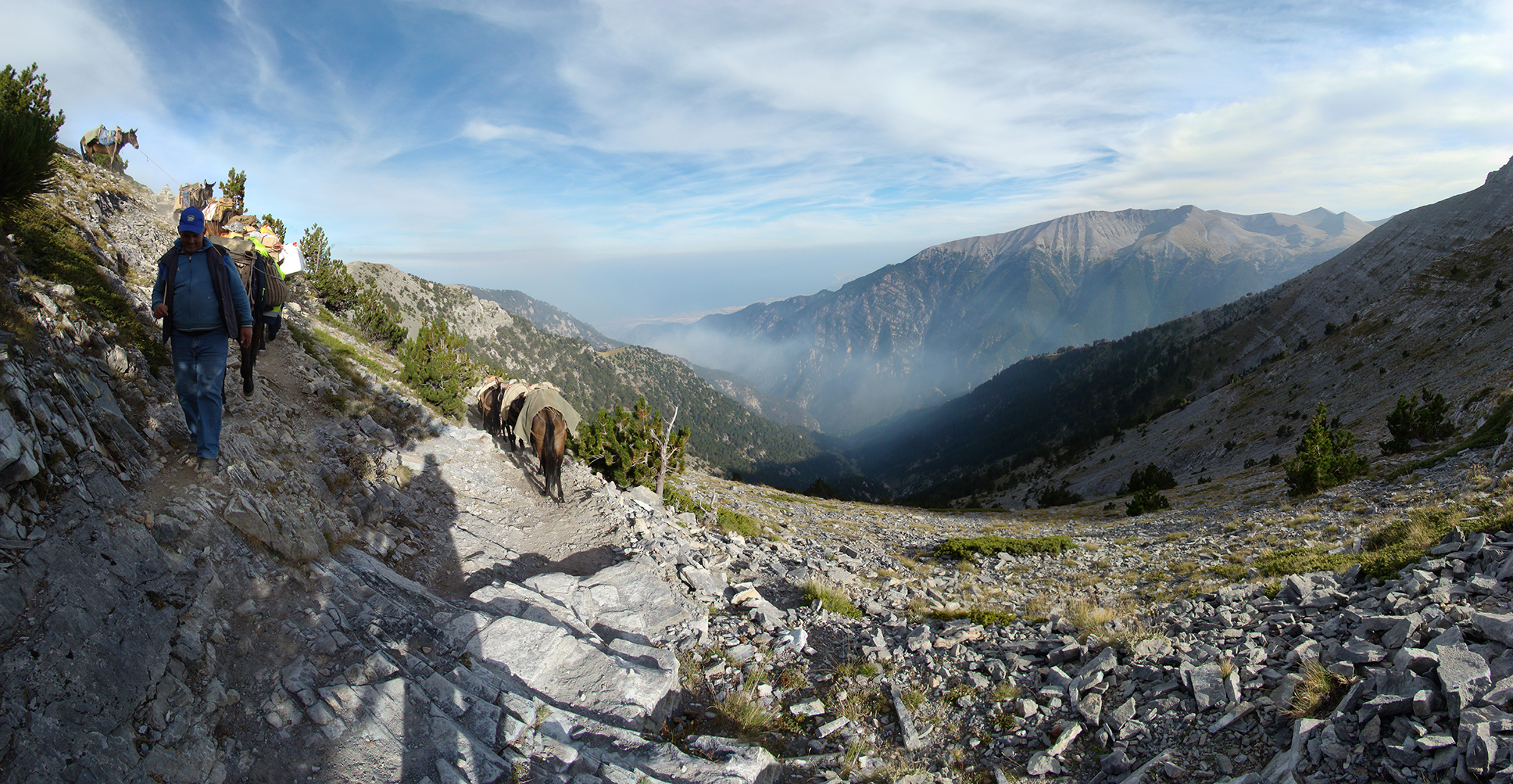
Transportul proviziilor cu catâri
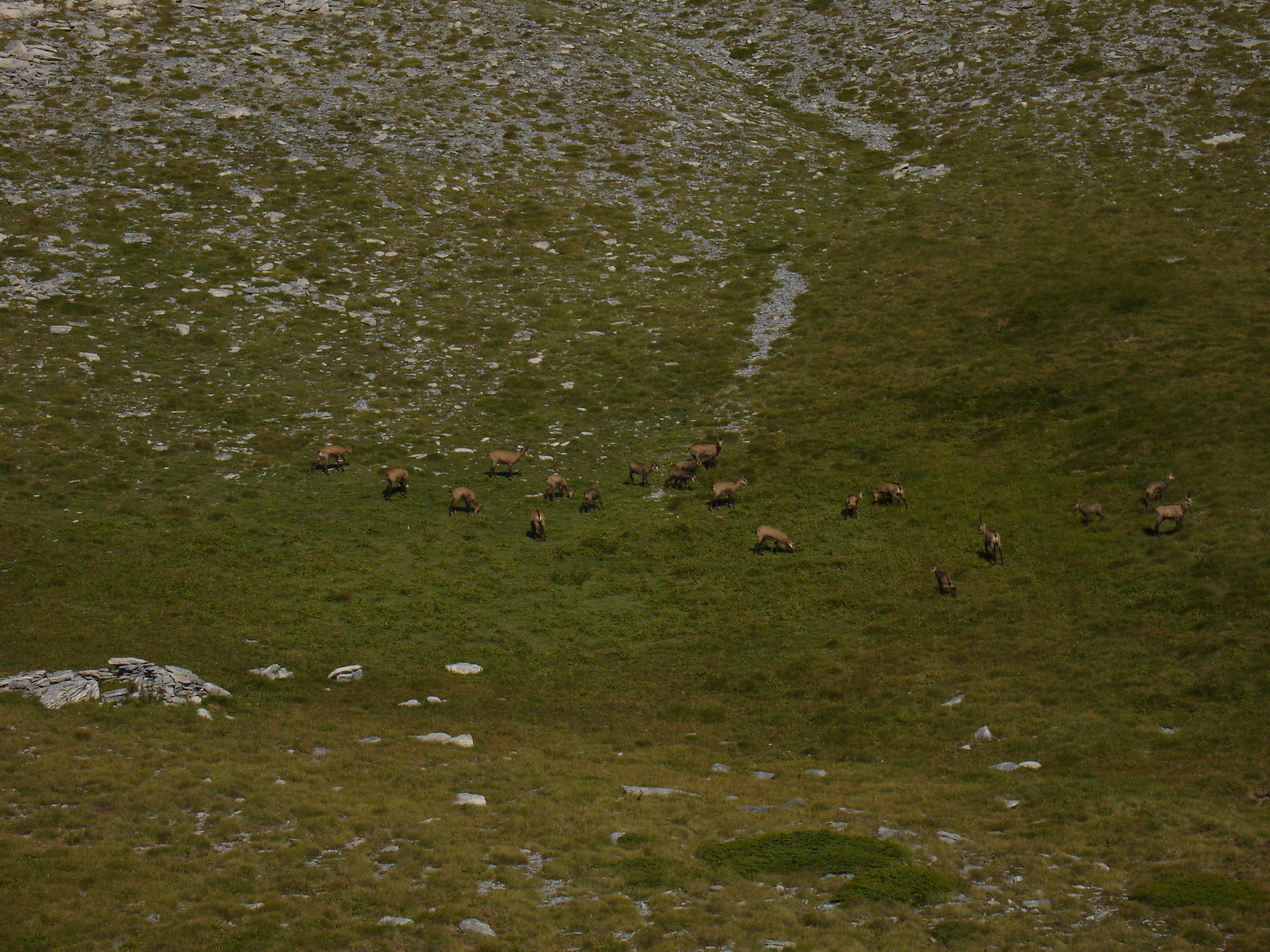
Capre sălbatice pe Platoul Muzelor
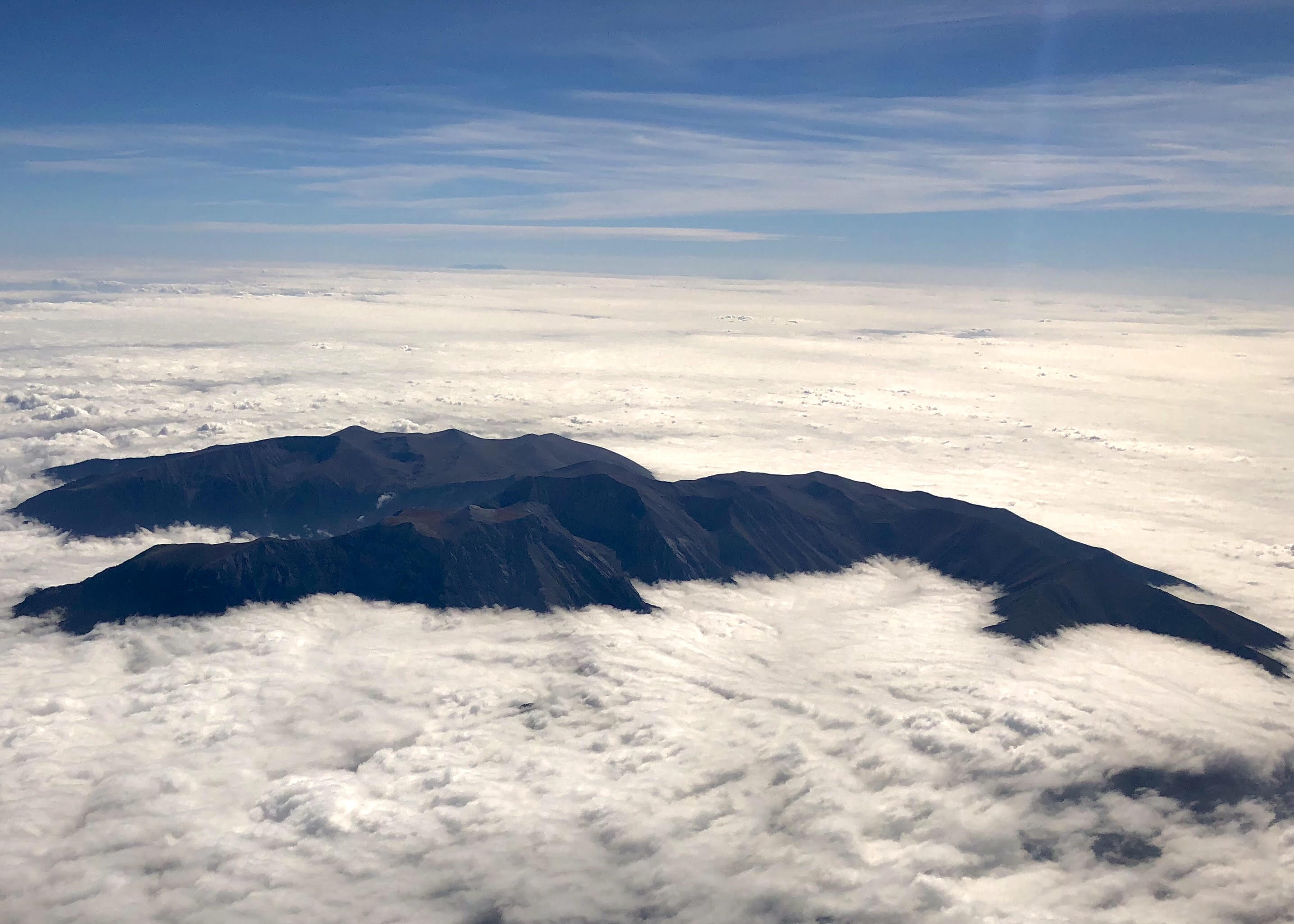
Muntele Olimp
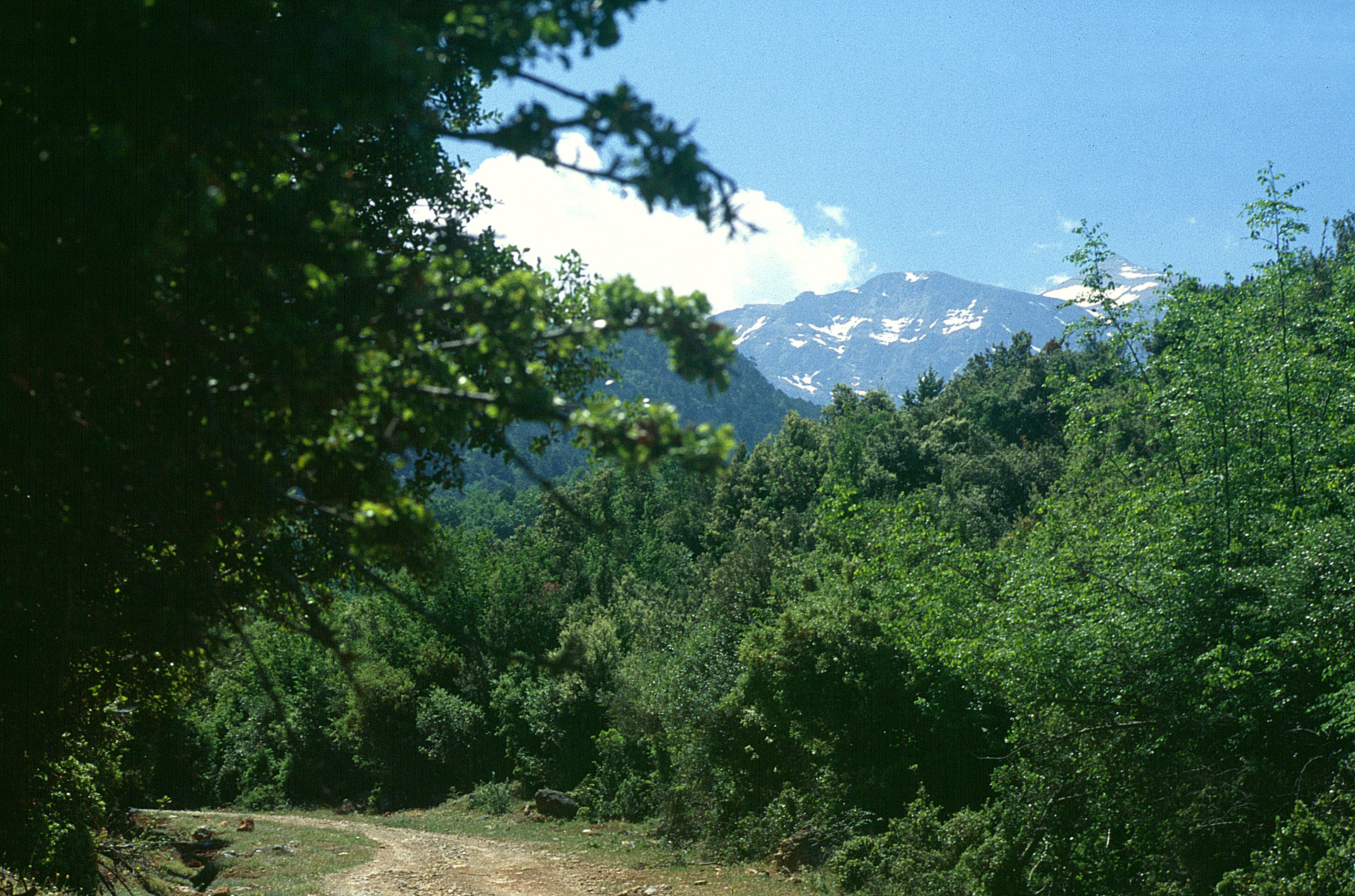
Traseu de drumeție la poalele muntelui Olimp
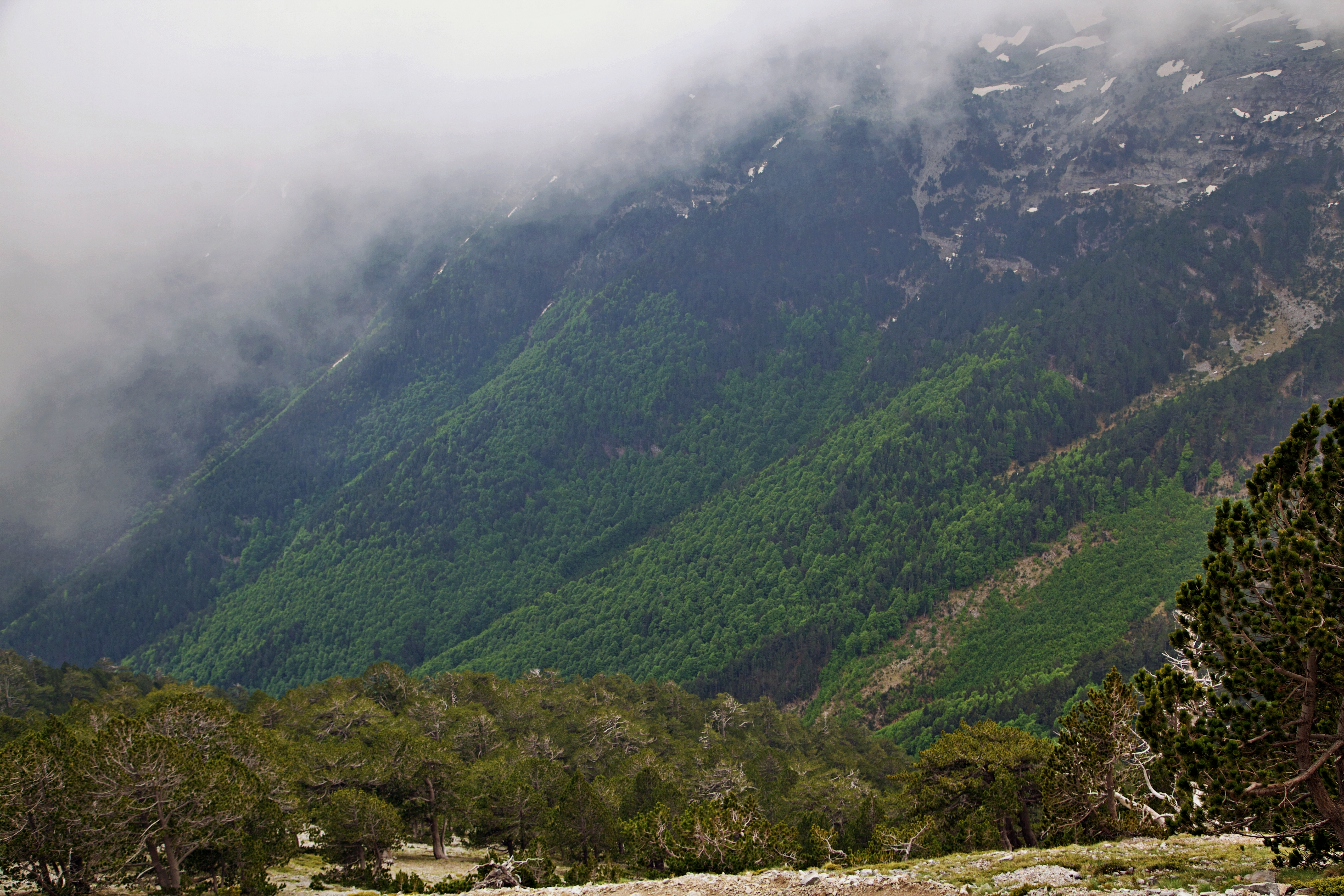
Păduri de pini, vara
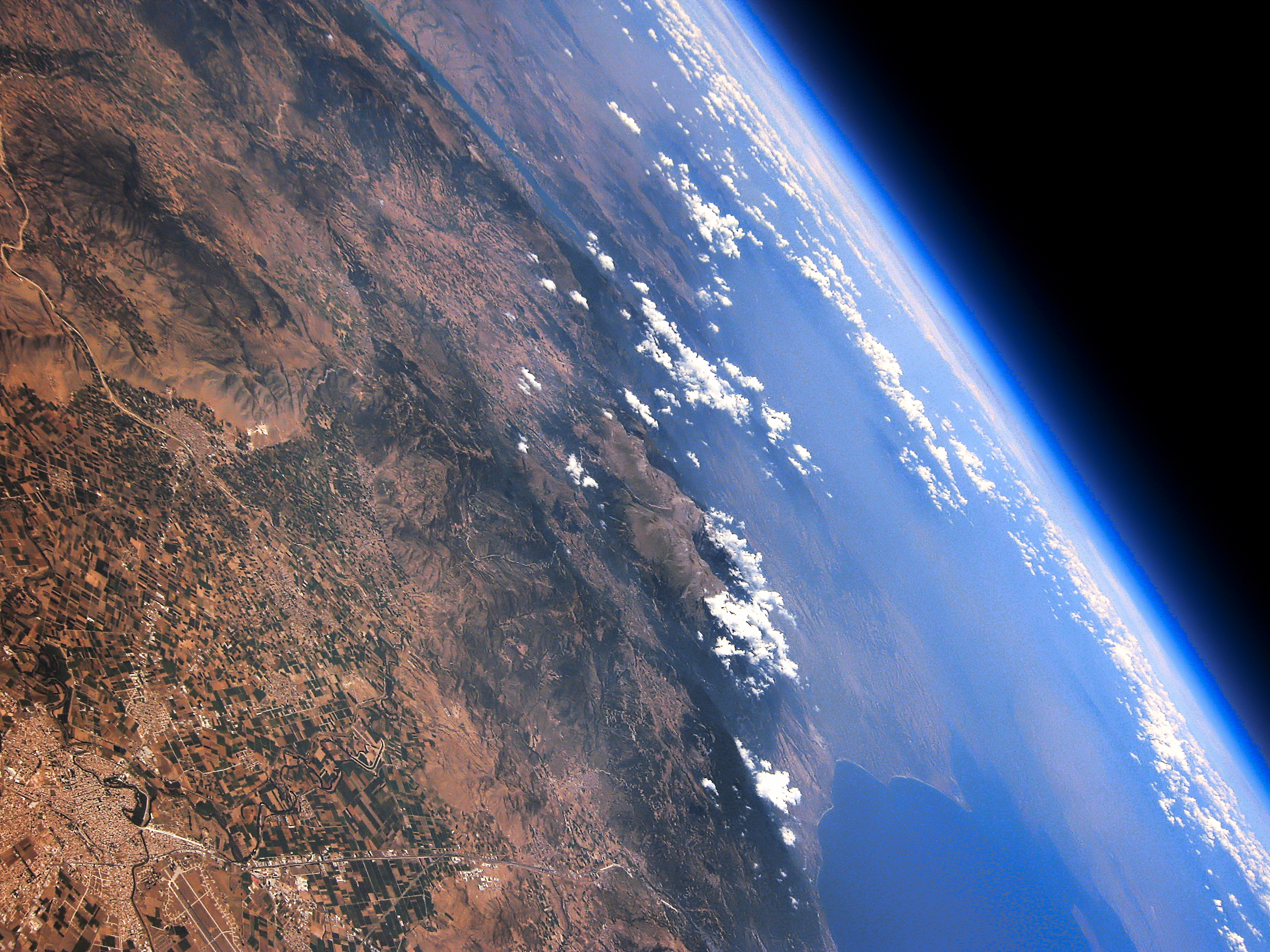
Vedere stratosferică a Muntelui Olimp
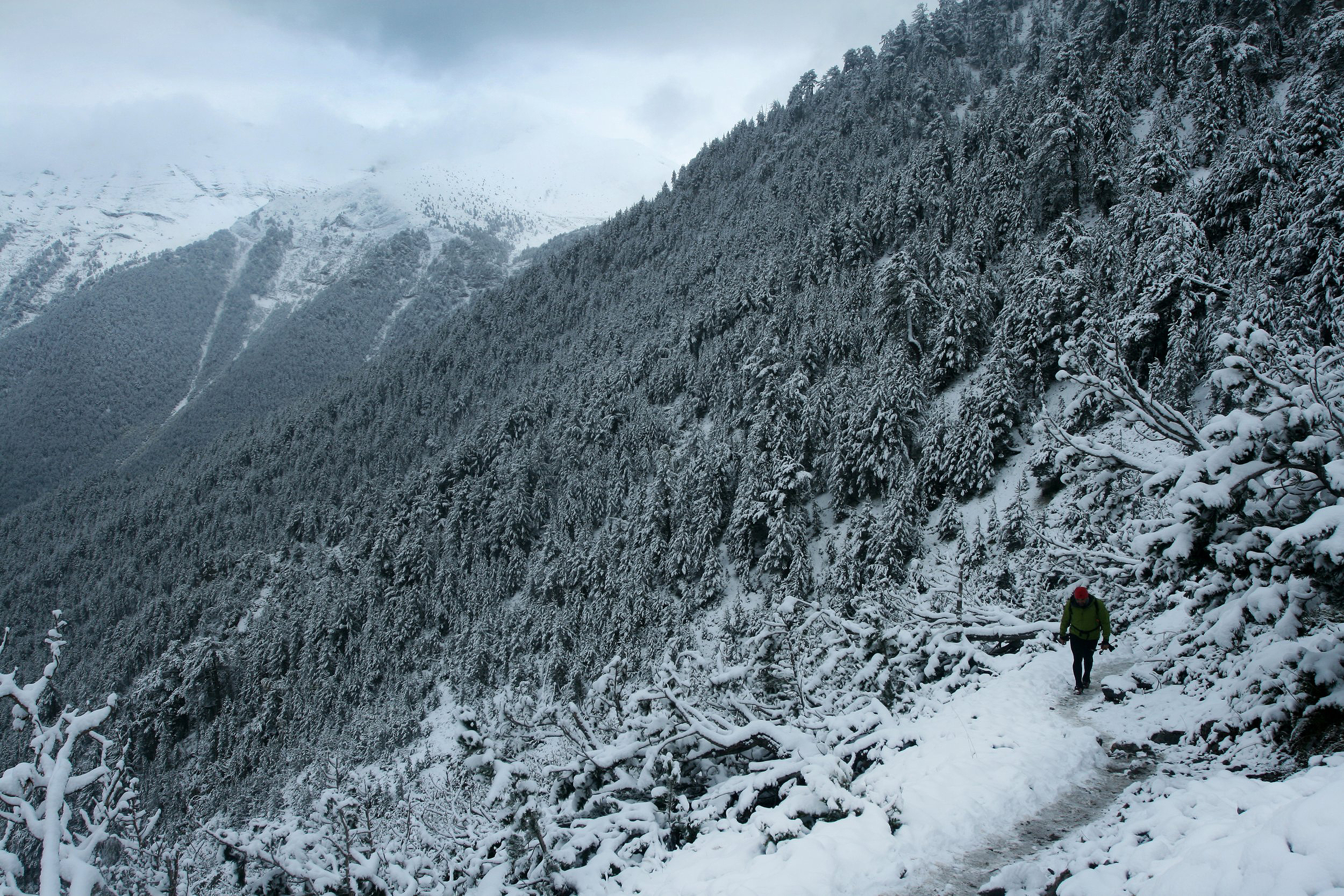
Traseu montan la sfârșit de toamnă

### Hărți și ghiduri
- Olimp — Harta traseelor de alpinism
- Olimp — Harta refugiilor montane